# European Train Control System

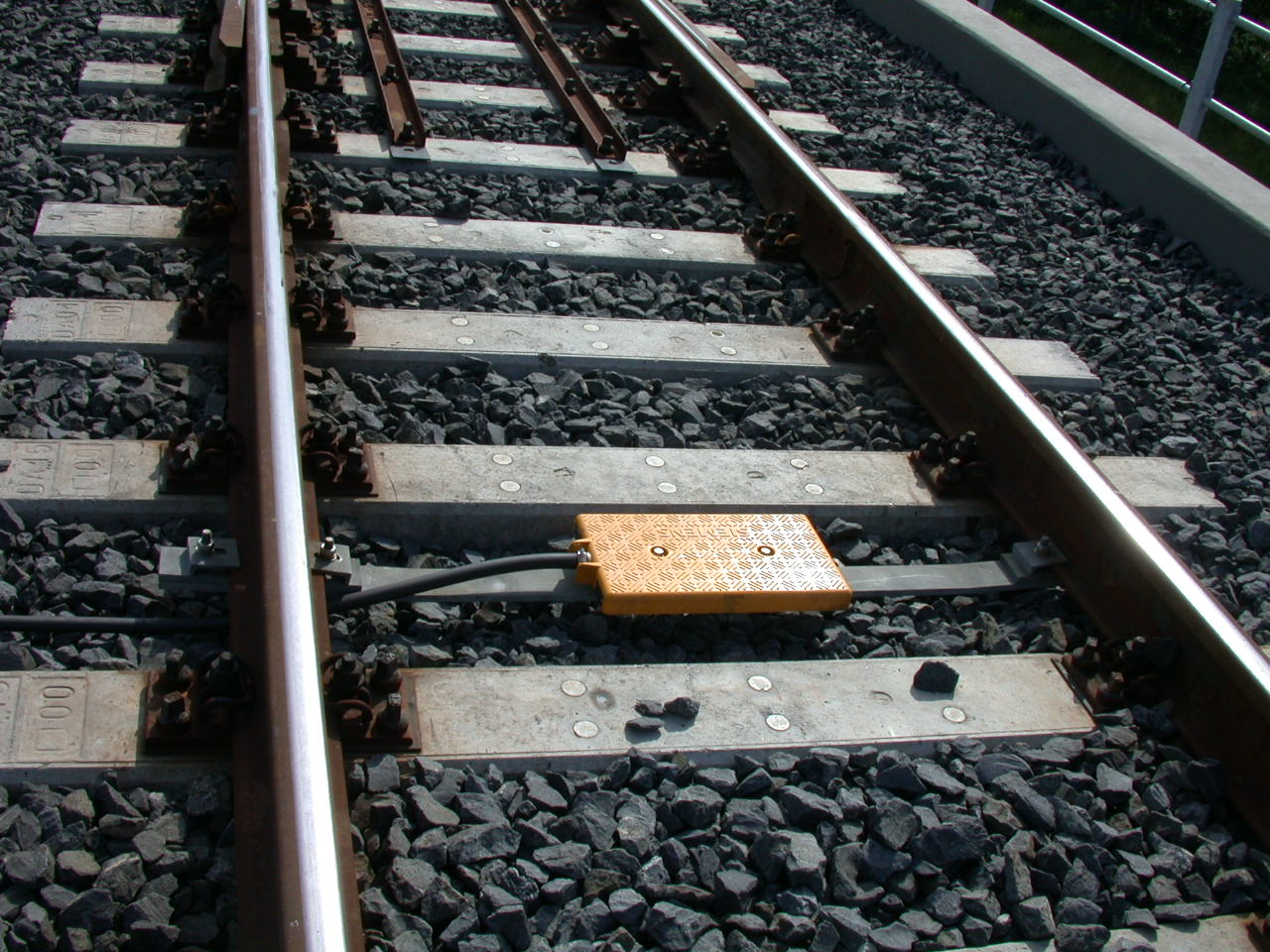
Eurobalise für ETCS zwischen den beiden Schienen eines Gleises

Das European Train Control System (ETCS, deutsch Europäisches Zugbeeinflussungssystem) ist ein Zugbeeinflussungssystem und ein wesentlicher Bestandteil des zukünftigen einheitlichen europäischen Eisenbahnverkehrsleitsystems ERTMS. Es soll langfristig die mehr als 20 verschiedenen Zugbeeinflussungssysteme in Europa ersetzen.
Diese Standardisierung ermöglicht, die sicherungstechnische Ausrüstung der Züge auf den transeuropäischen Netzen (TEN) stark zu vereinfachen und ein einheitliches, hohes Sicherheitsniveau der Infrastruktur zu gewährleisten. Die streckenseitige Ausrüstung bleibt weiterhin unter nationaler Aufsicht. Die ETCS-Infrastruktur kann auch als Grundlage für den automatisierten Fahrbetrieb (ATO) genutzt werden.
Ab Ende der 1990er Jahre wurde ETCS in der Praxis erprobt und in den 2000er Jahren wurden zunehmend kommerzielle Projekte in Betrieb genommen. Seit 2002 ist der Einsatz von ETCS für neue transeuropäische Hochgeschwindigkeitsstrecken durch EU-Recht vorgeschrieben, seit 2006 auch für Ausbaustrecken. Seit 2017 ist das Eisenbahnnetz in Luxemburg und seit 2018 das Normalspurnetz der Schweiz nahezu vollständig mit ETCS ausgerüstet. Unter anderem in Belgien, Dänemark, Israel und den Niederlanden wurde die flächendeckende Ausrüstung des Bestandsnetzes mit ETCS beschlossen. In den meisten europäischen Staaten sowie in vielen weiteren Ländern sind in unterschiedlichem Umfang Strecken und Fahrzeuge mit ETCS in Betrieb. In Deutschland wurden seit 2015 mehrere Strecken mit ETCS in Betrieb genommen.

## Wirtschaftliche Ziele
ETCS ist das Ergebnis der Arbeit der Europäischen Eisenbahnagentur (englisch ERA, seit 2016 European Union Agency for Railways) zur Verbesserung der wirtschaftlichen Integration in Westeuropa und der Wettbewerbsfähigkeit gegenüber anderen Verkehrsträgern. Ziel ist es, die bisherigen unterschiedlichen Zugbeeinflussungs- und Zugleitsysteme innerhalb Europas abzulösen und damit
- die Investitionskosten für international verkehrende Fahrzeuge zu senken,
- Zeit bei grenzüberschreitenden Fahrten zu sparen und
- die Zulassung von Fahrzeugen für den internationalen Verkehr zu vereinfachen.

Darüber hinaus werden im Vergleich zu bisherigen Systemen
- die Kosten für die Instandhaltung und den Betrieb der ortsfesten Anlagen (z. B. Signale) minimiert,
- der Eisenbahnverkehr sicherer gemacht,
- die Streckenkapazität und
- die Streckengeschwindigkeit erhöht.

Für die Bahnindustrie der EU ergeben sich durch die Entwicklung der komplexen Systeme Wettbewerbsvorteile auch auf Nicht-EU-Märkten. Für Staaten mit bisher weniger entwickelter Sicherungstechnik in der Eisenbahninfrastruktur bedeutet der Einsatz von ETCS eine höhere Planungssicherheit für interoperable Systeme sowie eine verbesserte Wettbewerbsfähigkeit der Anbieter.

## Technische Ziele
Ursprünglich für die Interoperabilität der europäischen Hochgeschwindigkeitsnetze im Personenverkehr entwickelt, ist ETCS seit 2004 als einheitliches Zugbeeinflussungssystem für den gesamten Schienenverkehr in der EU bestimmt worden.
Zugbeeinflussungssysteme sind notwendig, um einen sicheren Zugverkehr auch bei hoher Verkehrsdichte und hohen Geschwindigkeiten zu gewährleisten. Sie ermöglichen es, fahrende Züge von außen zu steuern und notfalls auch anzuhalten.
Zugbeeinflussungssysteme können gleisbegleitend linien- oder punktförmig übertragend konfiguriert sein. Im Gegensatz zu bisherigen Zugbeeinflussungseinrichtungen sollte das neue System eine vollautomatische Signalübertragung ermöglichen. Außerdem sollte die Informationsübertragung nicht nur von der Strecken- zur Fahrzeugausrüstung, sondern auch umgekehrt möglich sein. Die Anfang der 1990er Jahre verfügbaren moderneren Funksysteme (z. B. GSM-R) hatten keine ausreichende Signalverfügbarkeit für eine alleinige Anwendung für einen zuverlässigen Bahnbetrieb. Die bisherigen gleisbegleitenden Systeme waren materialintensiv, nicht besonders robust gegen Vandalismus und auch durch Metalldiebstahl gefährdet.
In Europa haben sich 14 verschiedene, nicht kompatible Zugbeeinflussungs- und Leitsysteme entwickelt, die teilweise nebeneinander und von Land zu Land unterschiedlich eingesetzt werden. Im grenzüberschreitenden Verkehr und teilweise auch im Binnenverkehr müssen Triebfahrzeuge daher entweder mit Fahrzeuggeräten mehrerer Zugbeeinflussungssysteme ausgerüstet sein oder aufwändig gewechselt werden. Teilweise erfolgt auch eine gleichzeitige Mehrfachausrüstung der Streckeninfrastruktur, um einen Mischbetrieb von Zugbeeinflussungssystemen zu gewährleisten.
Die Umstellung auf die heute definierten Standards in ETCS stellt eine langfristig wirksame Investition zur Vereinfachung der Ausrüstung sowohl der Infrastruktur als auch der Triebfahrzeuge dar. Es wird länderübergreifend ein definiertes hohes Niveau der Verkehrssicherheit im Eisenbahnbetrieb erreicht.

## Ausrüstungsverpflichtung
Der europäische ERTMS-Bereitstellungsplan sieht die schrittweise Ausrüstung des transeuropäischen Eisenbahnsystems mit ERTMS vor. Infrastrukturseitig sind innerhalb des „Transeuropäischen Eisenbahnnetzes“ und des „Transeuropäischen Hochgeschwindigkeitsbahnnetzes“ gemäß Richtlinie 2008/57/EG und der zugrunde liegenden Entscheidung 1692/96/EG verpflichtend mit ERTMS/ETCS auszurüsten:
- sechs definierte Güterverkehrskorridore sowie deren Verbindungen zu bestimmten wichtigen Häfen, Rangieranlagen, Güterterminals und Güterverkehrsräumen. Die Mitgliedsstaaten müssen dazu der Europäischen Kommission einen Zeitplan für die Ausrüstung vorlegen. Auf Korridorabschnitten mit mehr als einer Strecke ist dabei die Ausrüstung einer Strecke ausreichend.[11] (Die Bundesrepublik Deutschland hat zuletzt Ende 2017 einen solchen Plan vorgelegt.[13])
- Hochgeschwindigkeitsstrecken bei Neuausrüstungen und wesentlichen Umrüstungen der Sicherungstechnik.[11]
- wenn eine „Zugsicherungskomponente eines ZZS-Teilsystems“ neu installiert wird.[11]
- bereits in Betrieb befindliche Schieneninfrastrukturvorhaben, die aus EFRE, dem Kohäsionsfonds oder dem TEN-V-Haushalt gefördert wurden, bei Umrüstungen eines bereits in Betrieb befindlichen ZZS-Teilsystems, „die die Funktionen oder die Leistung des Teilsystems verändert“.[11]

Eine Ausrüstung von Klasse-B-Systemen neben ERTMS ist zulässig.
Eisenbahntriebfahrzeuge und Steuerwagen, für die erstmals eine Inbetriebnahmegenehmigung erteilt wird, müssen in der EU grundsätzlich mit ETCS-Fahrzeuggeräten ausgerüstet sein. Ausgenommen davon sind Bau- und Instandhaltungsfahrzeuge, neue Rangierlokomotiven sowie nicht für den Einsatz auf Hochgeschwindigkeitsstrecken bestimmte Neufahrzeuge, soweit sie
- ausschließlich im Inlandsverkehr außerhalb der o. g. Güterverkehrskorridore und deren Verbindungen zu wichtigen Anlagen eingesetzt werden oder
- im grenzüberschreitenden Verkehre außerhalb des TEN bis zum ersten Bahnhof im Nachbarland vorgesehen sind, an dem Anschlüsse zu anderen Zielen im Nachbarland bestehen.[12]

Ferner konnten die Mitgliedstaaten Fahrzeuge, die für den Inlandsverkehr bestimmt sind, von der Ausrüstungspflicht ausnehmen, sofern ihr Einsatzgebiet nicht mehr als 150 km über bereits mit ETCS ausgerüstete Streckenabschnitte führt oder innerhalb von fünf Jahren nach Inbetriebnahmegenehmigung der Fahrzeuge mit ETCS ausgerüstet werden soll. Diese Ausnahmeregelung kam in Deutschland zur Anwendung.
Daneben müssen Hochgeschwindigkeitszüge im Rahmen von Neuausrüstungen oder Umrüstungen der Zugbeeinflussungssysteme mit ETCS ausgerüstet werden.
Darüber hinaus gelten Regelungen bei der Erweiterung des Verwendungsgebiets von Fahrzeugen gemäß dem Vierten Eisenbahnpaket. Die Ausrüstungsverpflichtung für Strecken in Deutschland wird in der EIGV konkretisiert.

## Geschichte
Ende der 1980er Jahre waren verschiedene europäische Bahnen dabei, die bestehenden nationalen Zugbeeinflussungssysteme zu verbessern, neue Systeme zu spezifizieren oder zu installieren. Eine länderübergreifende Koordination gab es zu diesem Zeitpunkt noch nicht. Aus dem Bestreben heraus, durch die Schaffung eines europaweiten Marktes für Zugbeeinflussungssysteme die Aufenthaltszeiten an den Grenzen zu verkürzen und die Kosten zu senken, entwickelte sich bis Anfang der 1990er Jahre das Konzept eines einheitlichen Zugbeeinflussungssystems. Am 4. und 5. Dezember 1989 tagte eine Arbeitsgruppe der Verkehrsminister der EG-Staaten und erarbeitete einen Masterplan für ein transeuropäisches Hochgeschwindigkeitsnetz, in dem erstmals der Begriff eines Europäischen Zugbeeinflussungssystems ETCS erwähnt wurde.
Auf dieser Grundlage richtete die EG-Kommission Anfang 1990 eine Projektorganisation mit Vertretern der Regierungen, der Industrie und der europäischen Eisenbahnen ein. Unter der Leitung der Generaldirektion Verkehr befasste sich in diesem Rahmen eine Arbeitsgruppe mit den Problemen der Signalisierung und Zugbeeinflussung. Nach einem längeren Meinungsbildungsprozess wurde eine Vorgehensweise festgelegt, die Elemente der Bahnen und der Industrie vereinte: Aus dem Vorschlag der Bahnen, die Datenübertragunssysteme zwischen Boden und Zug zu vereinheitlichen, entstanden die Teilprojekte Eurobalise und Euroradio. Gleichzeitig wurde der Vorschlag der Industrie für ein neues Fahrzeuggerät mit moderner, offener Rechnerarchitektur im Teilprojekt Eurocab weiterverfolgt. Die Kombination dieser Vorschläge ebnete den Weg zu einer einheitlichen Zugbeeinflussung. Mit Beschluss vom 17. Dezember 1990 stimmte der EG-Rat für eine Vertiefung dieser Arbeiten. Mit der Richtlinie 91/440/EWG vom 29. Juli 1991 beschloss der Rat die Erstellung eines Anforderungskatalogs für die Interoperabilität im Hochgeschwindigkeitsverkehr.
Im Rahmen des Forschungs- und Entwicklungsprogramms EURET, das von 1990 bis 1993 lief, befasste sich ein Teilprojekt mit Studien und der Gesamtarchitektur eines zukünftigen Eisenbahnbetriebsführungssystems. Die UIC bildete Mitte 1990 eine schlagkräftige Lenkungsgruppe, die in halbjährlichen Sitzungen über finanzielle, organisatorische und technische Fragen entschied. ETCS entwickelte sich in kurzer Zeit zum aufwändigsten Projekt der UIC.
Im Juni 1991 wurde in Bern ein Memorandum of Understanding unterzeichnet, in dem Bahnen und Industrie ihre Absicht erklärten, ETCS als neues Zugsteuerungs- und Zugbeeinflussungssystem zu spezifizieren und zu entwickeln. Danach sollten die Bahnen auf eigene Kosten eine offene Spezifikation für Funktionen und Systemkomponenten erstellen, auf deren Grundlage die Industrie detaillierte technische Spezifikationen entwickeln sollte (hälftig finanziert von Industrie und EU). Für die Spezifikationsarbeiten wurde im Rahmen des ERRI ein eigener Sachverständigenausschuss (A 200) unterhalb der UIC-Lenkungsgruppe eingerichtet und 1995 ein Entwicklungsplan erstellt, in dem erstmals der Begriff eines Europäischen Eisenbahnverkehrsleitsystems ERTMS auftaucht.
Die Marktöffnung sollte über das Vergaberecht durchgesetzt werden, das für öffentliche Aufträge in bestimmten Bereichen unter anderem die Anwendung europäischer Spezifikationen, sogenannter TSI (Technische Spezifikationen für die Interoperabilität), vorschreibt. Auf dieser Grundlage sah die EG-Richtlinie 96/48/EG 1996 die Erarbeitung von TSI für Teilsysteme vor, deren Interoperabilität für ein transeuropäisches Hochgeschwindigkeitsbahnsystem erforderlich ist. Die TSI Zugsteuerung, Zugsicherung und Signalgebung (TSI ZZS, engl. CCS) bezieht sich auf das Zugbeeinflussungssystem ETCS und das mobilfunkbasierte Kommunikationssystem GSM-R (Global System for Mobile communication – Railways). Der Internationale Eisenbahnverband (UIC, Union internationale des chemins de fer) hatte durch das European Rail Research Institute (ERRI) ab 1991 erste Spezifikationen für ETCS erarbeiten lassen. Diese wurden ab 1996 zunächst federführend von der ERTMS Users Group, einer Interessengemeinschaft von inzwischen sechs europäischen Bahnen, und anschließend von UNISIG, einem Zusammenschluss europäischer Hersteller von Eisenbahnsicherungstechnik, weiterentwickelt.
Parallel dazu hat die ERA eine Arbeitsgruppe der nationalen Eisenbahnsicherheitsbehörden eingerichtet, um die Entwicklung gemeinsamer Sicherheitsstandards voranzutreiben. Zudem wurde mit NB Rail eine Arbeitsgruppe der Benannten Stellen (Notified Bodies) gegründet, um die Zulassungsverfahren zu vereinheitlichen.
Die Schweiz hat die Interoperabilitätsrichtlinien der EU übernommen.
Seit 1999 wurde ETCS unter anderem bei der Italienischen Staatsbahn (RFI), der Deutschen Bahn AG (DB AG), den Schweizerischen Bundesbahnen (SBB) und den Österreichischen Bundesbahnen (ÖBB) getestet. Im gleichen Jahr wurden die Pilotprojekte Sofia–Burgas (Bulgarien, ETCS Level 1) und Ludwigsfelde–Jüterbog–Halle/Leipzig (Deutschland, ETCS Level 2) gestartet.
Bis Anfang 2000 wurden mehrere hundert Millionen Euro in ETCS und ERTMS investiert. In der Nacht zum 27. April 2002 wurde in der Schweiz die erste kommerzielle Anwendung von ETCS Level 2 in Betrieb genommen.
Im Jahr 2002 wurden erstmals ETCS-Streckenausrüstungen und Fahrzeugausrüstungen außerhalb Europas verkauft.
Am 17. März 2005 unterzeichneten der Verband der Europäischen Eisenbahnindustrien (UNIFE), die Gemeinschaft der Europäischen Bahnen (CER), die Vereinigung European Rail Infrastructure Management (EIM) und die UIC zusammen mit der EU-Kommission eine Absichtserklärung (Memorandum of Understanding) über die Einführung von ERTMS/ETCS auf dem europäischen Netz. Darauf aufbauend wurde im März 2006 die ETCS-Ausrüstung von sechs Güterverkehrskorridoren (A bis F) näher untersucht.
Im Jahr 2006 waren mehr als 3000 Fahrzeuge mit ETCS ausgerüstet, mehr als 6000 Streckenkilometer mit ETCS in Betrieb oder deren Ausrüstung vertraglich vereinbart. Bis 2007 wurde mit ETCS ein Umsatz von rund zwei Milliarden Euro erzielt, 1739 km und 852 Fahrzeuge waren mit ETCS im kommerziellen Betrieb, die Ausrüstung von weiteren rund 28 000 km war beauftragt oder geplant. Die Weiterentwicklung der bestehenden Zugbeeinflussungssysteme (Legacy Systems) wurde bis auf deren Anbindung an ETCS (Specific Transmission Modules – STMs – als Schnittstelle zum Legacy System) praktisch eingestellt. Im Juli 2008 wurde eine neue Absichtserklärung (Memorandum of Understanding) zwischen der Europäischen Kommission und verschiedenen Eisenbahnorganisationen unterzeichnet, um eine engere Zusammenarbeit zu gewährleisten und die Entwicklung von ETCS zu beschleunigen.
Nach einem Vorschlag der EU aus dem Jahr 2016 sollten alle Grenzübergänge bis 2020, der Korridor A bis 2022 und die übrigen TEN-Korridore bis 2030 umgerüstet werden.
Im September 2013 war ETCS weltweit in 34 Ländern in Betrieb oder geplant. Für rund 68 000 km waren Ausrüstungsverträge unterzeichnet, die jeweils zur Hälfte auf Europa und den Rest der Welt entfielen. Dies entspricht einem Anteil von 4 Prozent des weltweiten Schienennetzes von 1,6 Mio. km.
Bis zum 5. Juli 2017 mussten die Mitgliedsstaaten der Europäischen Kommission nationale Umsetzungspläne vorlegen. Auf dieser Grundlage sollte eine Datenbank (TENtec) mit dem ETCS-Ausrüstungsstand im TEN-Netz erstellt werden. Die nationalen Umsetzungspläne sollen eine Laufzeit von mindestens 15 Jahren haben und alle 5 Jahre aktualisiert werden.
Die Einführung von ETCS wird durch verschiedene Förderprogramme unterstützt, z. B. durch die Connecting Europe Facility (CEF).

## Funktionsweise

Die zulässige Geschwindigkeit ergibt sich bei ETCS aus dem Minimum verschiedener strecken- und fahrzeugseitig zulässiger Geschwindigkeiten unter Berücksichtigung der Bremskurve.

ETCS überwacht insbesondere die zulässige Höchstgeschwindigkeit (unter Berücksichtigung der ETCS-Bremskurven), aber z. B. auch die Eignung des Zuges für die Strecke und die Einhaltung besonderer Betriebsvorschriften.
Um einen Zug mit ETCS bewegen zu dürfen, ist in der Regel eine ETCS-Fahrterlaubnis (engl. Movement Authority, MA) erforderlich. Diese wird in der Regel über im Gleis verlegte Eurobalisen oder über Funk (meist GSM-R), selten auch über Euroloop übertragen. Die ETCS-Fahrzeugeinrichtung (engl. Onboard Unit, OBU) wertet diese Daten aus und bringt den Zug im Gefahrenfall durch eine Zwangsbremsung automatisch vor einem Gefahrenpunkt zum Stehen. In den meisten Fällen werden die Daten auch dem Triebfahrzeugführer auf einem Display angezeigt.
Über 35 vom Infrastrukturbetreiber konfigurierbare Nationale Werte können betriebliche Regeln und Grundsätze in ETCS abgebildet werden. Dadurch ergibt sich ein von Land zu Land unterschiedliches Systemverhalten.
Wesentliche Komponenten von ETCS sind:
- Die Eurobalisen sind punktförmige Datenübertragungseinrichtungen im Gleis, die beim Überfahren durch den Zug aktiviert werden und wie ein Transponder Daten übertragen. Es gibt Balisen, die immer die gleichen festen Daten übertragen (Festdatenbalise) und schaltbare Balisen für wechselnde Informationen (Transparentdatenbalise).

DMI mit Tachometer (links), Vorausschau (rechts) und weiteren Meldungen (unten links)

Tachometer der Führerstandsanzeige während einer laufenden Bremsung ca. 190 m vor dem Ende der Fahrterlaubnis End of Movement Authority (EOA)

- Das Herzstück der ETCS-Fahrzeugeinrichtung ist der European Vital Computer (EVC). Aus den Streckeninformationen wird unter anderem die Führerstandsanzeige (engl. Driver Machine Interface, DMI) berechnet.
- Mit Hilfe der ETCS-Odometrie bestimmt das Fahrzeug kontinuierlich seine Position. Dazu werden Eurobalisen als „Kilometersteine“ und eine Kombination von Sensoren (z. B. Radimpulsgeber, Dopplerradar) verwendet. Die gewonnenen Weg-, Geschwindigkeits- und (Brems-)Beschleunigungsdaten werden in vielfältiger Weise weiterverarbeitet.
- Die optionale ETCS-Zentrale (RBC für englisch Radio Block Centre) erteilt Fahrterlaubnisse unter Berücksichtigung dynamischer und statischer Informationen. Während die dynamischen Daten (Lage- und Zustandsmeldungen von Signalen und Weichen) vom Stellwerk übermittelt werden, sind die statischen Streckeneigenschaften in einem Streckenatlas projektiert. Dazu gehören z. B. Weichen, Signale, Balisen, Gradienten und Geschwindigkeiten.[34]
- Die optionale Euroloop ist ein semi-kontinuierliches, kabelbasiertes Datenübertragungssystem, das in der Lage ist, Änderungen des Signalbegriffs an ETCS-L1-Fahrzeuge zu übermitteln. Dazu wird im Signalsichtbereich (oft in Kombination mit einer Balise) ein Kabellinienleiter in einer oft mehrere 100 m langen Schleife im Gleis verlegt. Im Gegensatz zur Eurobalise können die Daten nicht nur beim Überfahren eines Punktes, sondern über die gesamte Länge der Schleife übertragen werden.
- Die Datenübertragung erfolgt bei Bedarf in der Regel über eines von meist zwei GSM-R-Modems, die auf dem Fahrzeug installiert sind. Durch die standardisierte Datenverschlüsselung nach Euroradio können der ETCS-Fahrzeugrechner und die ETCS-Zentrale nachrichtentechnisch sicher, d. h. vor Datenverfälschung und Datenverlust geschützt, miteinander kommunizieren.

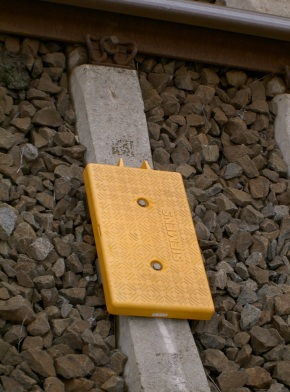
Eurobalise auf deutscher Bahnstrecke
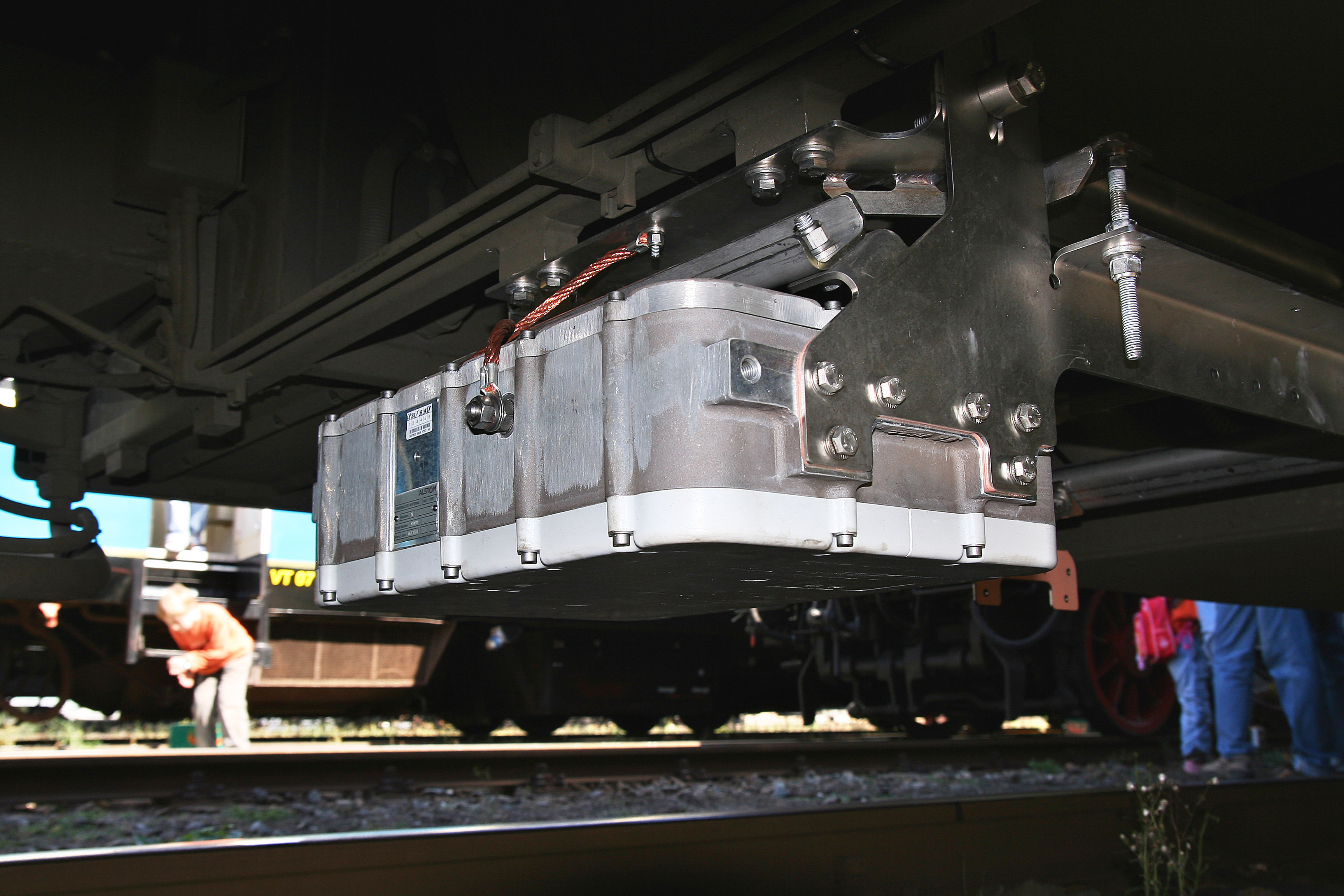
Die ETCS-Antenne einer Lokomotive der Baureihe 189
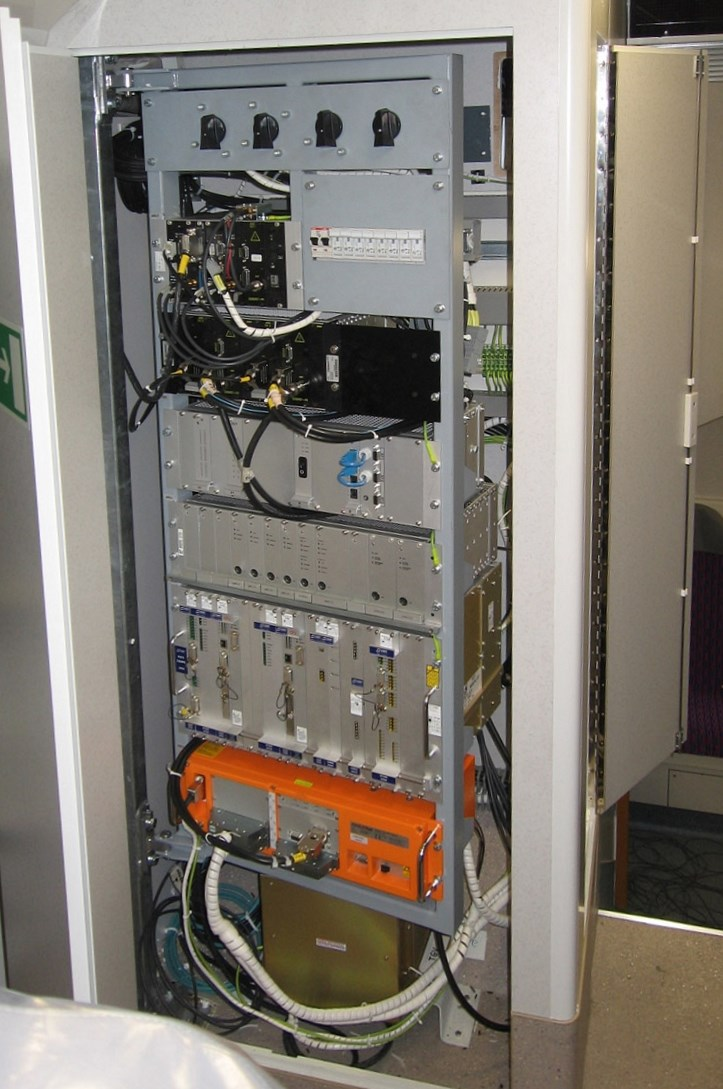
ETCS-Fahrzeuggerät auf einem Triebzug der ČD-Baureihe 471
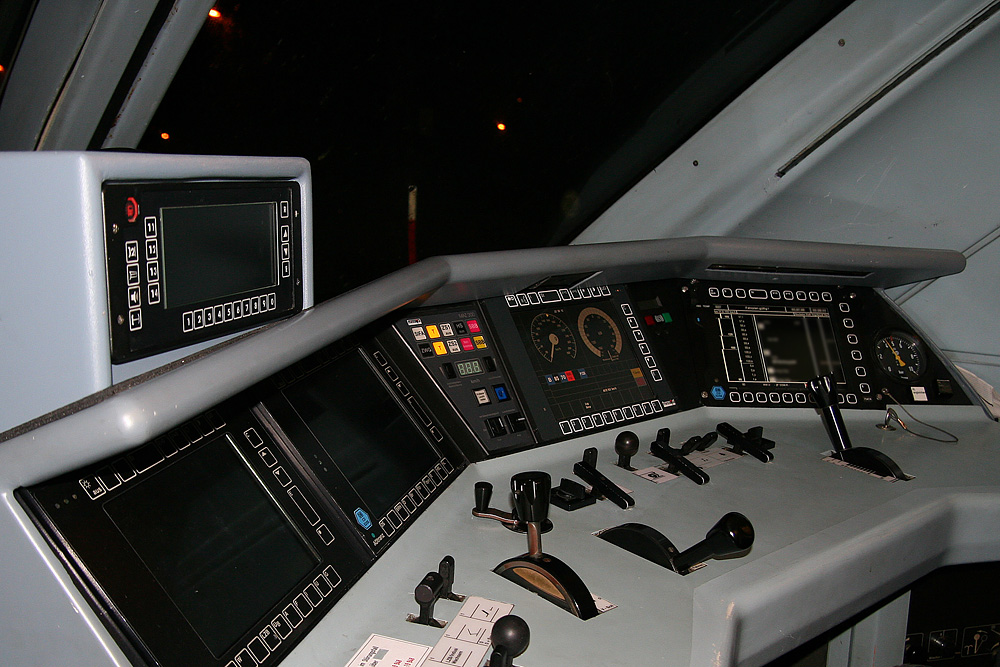
Führerstand mit Driver Machine Interface (Mitte) eines ICE 1 mit ETCS-Ausrüstung

Unter ETCS werden Langsamfahrstellen als Temporary Speed Restrictions (TSR) bezeichnet.

### ETCS-Level
Um den Anforderungen unterschiedlicher Strecken, Nutzungsprofile und Eisenbahnverwaltungen gerecht zu werden, wurden verschiedene ETCS-Level (etwa Stufen, Niveaus) der Interaktion zwischen Strecke und Fahrzeug definiert, die Level 0 bis Level 3. Diese definieren, welche streckenseitige Ausrüstung verwendet wird, wie Informationen an das Fahrzeug gesendet werden und welche Funktionen fahrzeug- und streckenseitig ausgeführt werden.
Fahrzeugseitig sind die Level abwärtskompatibel, d. h. Triebfahrzeuge mit Level-2-Ausrüstung müssen auch auf Strecken mit Level 1-Ausrüstung fahren können – die Betriebszulassung setzt entsprechende Nachweise voraus. Für die Streckenausrüstung gilt dies nicht, kein Level ersetzt den anderen. Eine Strecke kann mehrere ETCS-Level und nationale Zugbeeinflussungssysteme unterstützen.
Die technischen Details der Kommunikation und die grundlegenden Betriebsverfahren von ETCS sind standardisiert. Dagegen gibt es insbesondere bei der streckenseitigen Ausrüstung und der Bedienung durch den Fahrdienstleiter eine Vielzahl von länderspezifischen Lösungen und Besonderheiten.

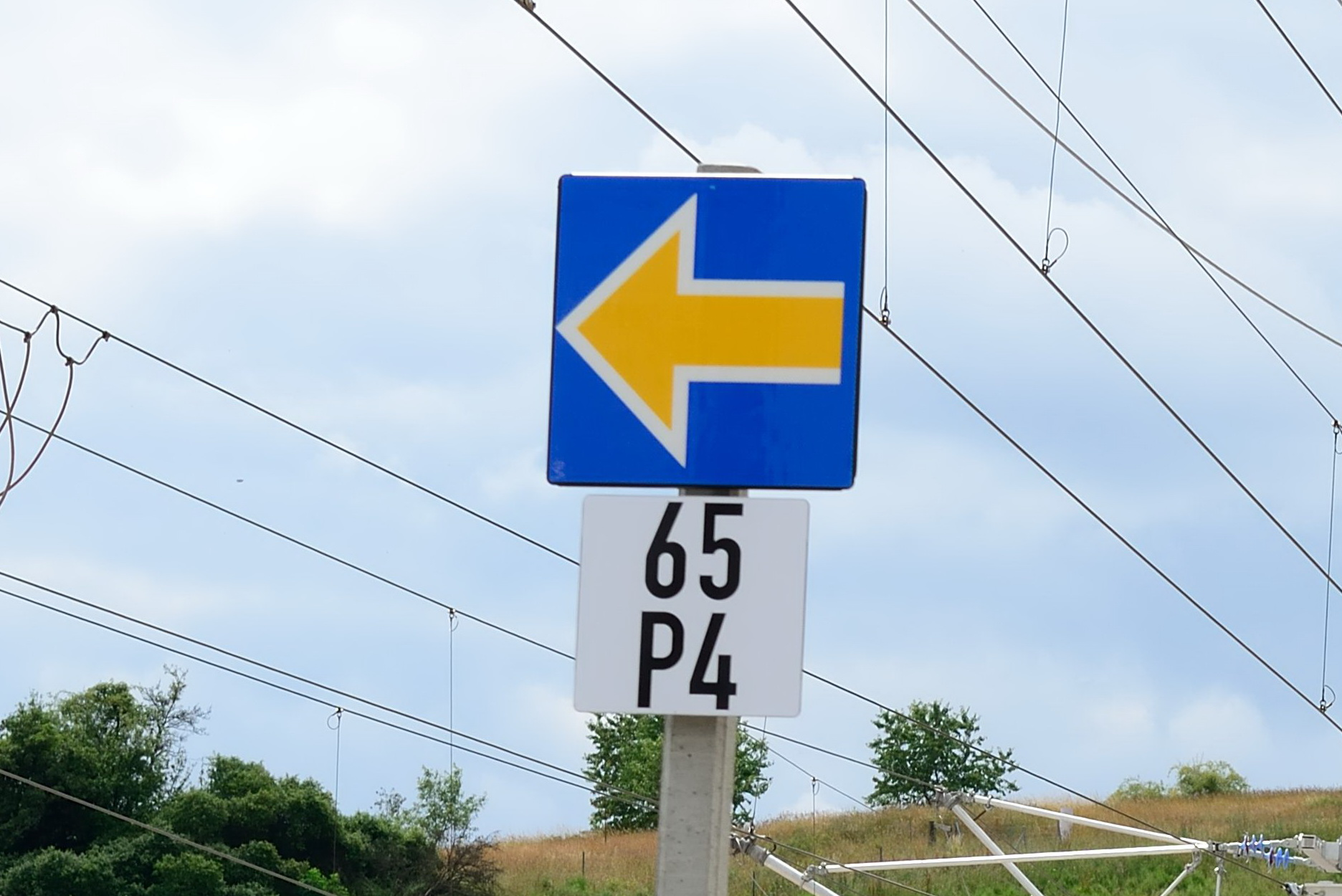
ETCS-Halttafel (an Stelle eines Licht-Hauptsignals) auf der Schnellfahrstrecke Erfurt–Leipzig/Halle, die im Dezember 2015 in Betrieb genommen wurde

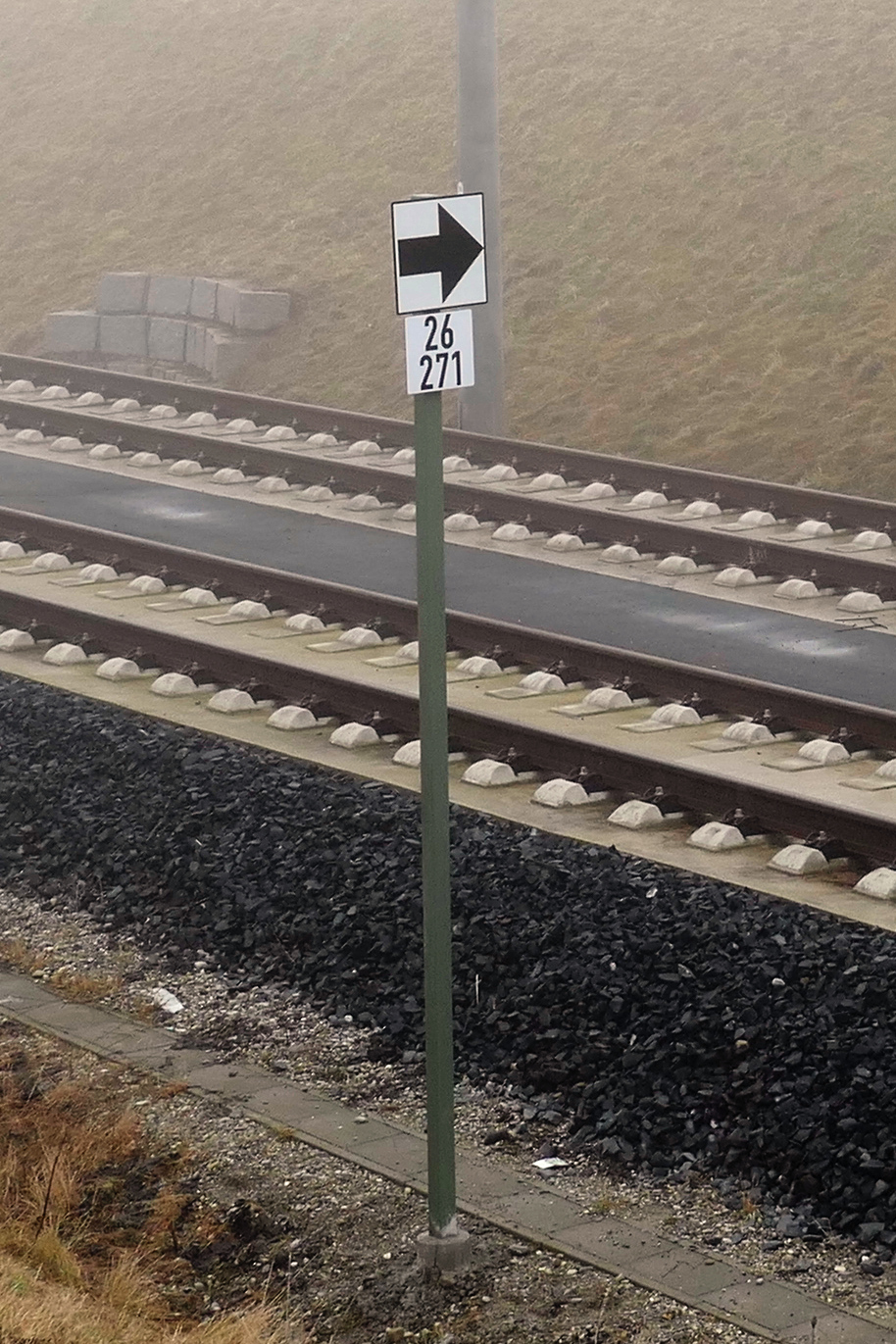
Blockkennzeichen (neue, europäisch standardisierte und seit 2022 in Deutschland aufgestellte Form)

Unterschiede zwischen den Leveln bestehen bei den Signalisierungsstandorten und der Art der Fahrterlaubnisübertragung. Darüber hinaus können in Level 2 und 3 anstelle von ortsfesten (Licht-)Signalen auch ETCS-Halttafeln (bei der DB: Ne 14) eingesetzt werden.
Der ETCS-Level sagt nichts darüber aus, ob die Infrastruktur mit oder ohne konventionelle Hauptsignale betrieben wird. So kann z. B. eine mit Level 1 ausgerüstete Strecke durchaus ohne Lichtsignale betrieben werden, während eine mit Level 3 ausgerüstete Strecke auch mit Lichtsignalen betrieben werden kann.
Da die Unterschiede zwischen Level 2 und Level 3 in der ETCS-Spezifikation selbst sehr gering sind, sollten mit dem neuen Spezifikationssatz der TSI 2022 beide Level zum neuen Level R zusammengefasst werden. Letztlich wurde ab Baseline 4 eine Zusammenfassung von Level 2 und Level 3 zu Level 2 umgesetzt.

#### Level 0
Wird ein Triebfahrzeug mit ETCS-Ausrüstung auf einer Strecke ohne Zugbeeinflussung durch das ETCS-System eingesetzt, spricht man von Level 0. Die fahrzeugseitige ETCS-Ausrüstung überwacht lediglich die Höchstgeschwindigkeit des Zuges. Der Triebfahrzeugführer fährt nach den konventionellen Signalen auf der Strecke. In diesem Fall kann die Zugfahrt durch ein konventionelles nationales Zugbeeinflussungssystem überwacht werden.
Wenn sowohl die Strecke mit einem nationalen Zugbeeinflussungssystem ausgerüstet ist als auch die entsprechenden Fahrzeuggeräte nicht mit ETCS verbunden sind (d. h. nicht als STM verfügbar sind), muss Level 0 verwendet werden. Dies betrifft insbesondere Systeme, die während der Fahrt nicht aktiviert oder deaktiviert werden können, weil sie z. B. beim Aufstarten oder Ausschalten eine Zwangsbremsung auslösen.

#### Level STM oder NTC
Um mit ETCS ausgerüstete Triebfahrzeuge auch auf Strecken mit bestehenden nationalen Zugbeeinflussungssystemen („Class B-Systeme“ wie z. B. LZB oder ATB) einsetzen zu können, sind sogenannte Specific Transmission Modules erforderlich. In der Baseline 2 wird dieser Level entsprechend als Level STM (Specific Transmission Module) bezeichnet.
In der für Neuanlagen maßgeblichen Version Baseline 3 wurde die Bezeichnung Level NTC (National Train Control) gewählt. Damit wird genauer zwischen den Signalsensoren an Fahrzeug und Gleis (Transmission Modules) und der länderspezifischen Verwendung der übertragbaren Inhalte (Codes) unterschieden. In jedem Fall muss der Triebfahrzeugführer die Betriebsart wählen.
Streckenseitig wird ein STM an die vorhandene Signal- und Leittechnik angepasst, zur ETCS-Fahrzeugeinrichtung ist eine standardisierte Schnittstelle definiert. Die STM übernehmen den Empfang und die Verarbeitung der von der nationalen Streckenausrüstung übertragenen Informationen. Die OBU befindet sich im Modus „STM National“ (SN), die Überwachungsfunktion übernimmt das STM.
Die Entwicklung eines STM kann je nach Komplexität sehr kosten- und zeitintensiv sein. Bei Nachrüstungen wird oft versucht, bereits vorhandene und zugelassene autonome Systeme mit möglichst geringen Änderungen an ETCS anzubinden und so die Vorteile von ETCS mit geringerem Zulassungsaufwand zu nutzen. Bei Neufahrzeugen oder umfassenden Modernisierungen sind die Besteller bestrebt, die Zugbeeinflussungssysteme eng mit der Betriebs- und Diagnosetechnik zu verknüpfen. Die Hersteller bieten daher modulare STM-Lösungen rund um ein Kernsystem für ETCS an.
Für den Triebfahrzeugführer besteht eine einheitliche Bedienung über das DMI. Die Umschaltungen der fahrzeugseitigen Systeme bei streckenseitigen Levelwechseln werden vom ETCS-System automatisch ausgelöst und überwacht. Zugbeeinflussungssysteme, die nicht während der Fahrt umgeschaltet werden können, können nur zusammen mit ETCS Level 0 betrieben werden.
Kann ein STM bei Ausfall der ETCS-Fahrzeugeinrichtung oder bei deren Abschaltung weiterhin als konventionelles nationales Zugbeeinflussungssystem betrieben werden, wird es auch als Semi-STM bezeichnet.

#### Level 1

Funktionsweise ETCS Level 1 (Variante mit Lichtsignalen)

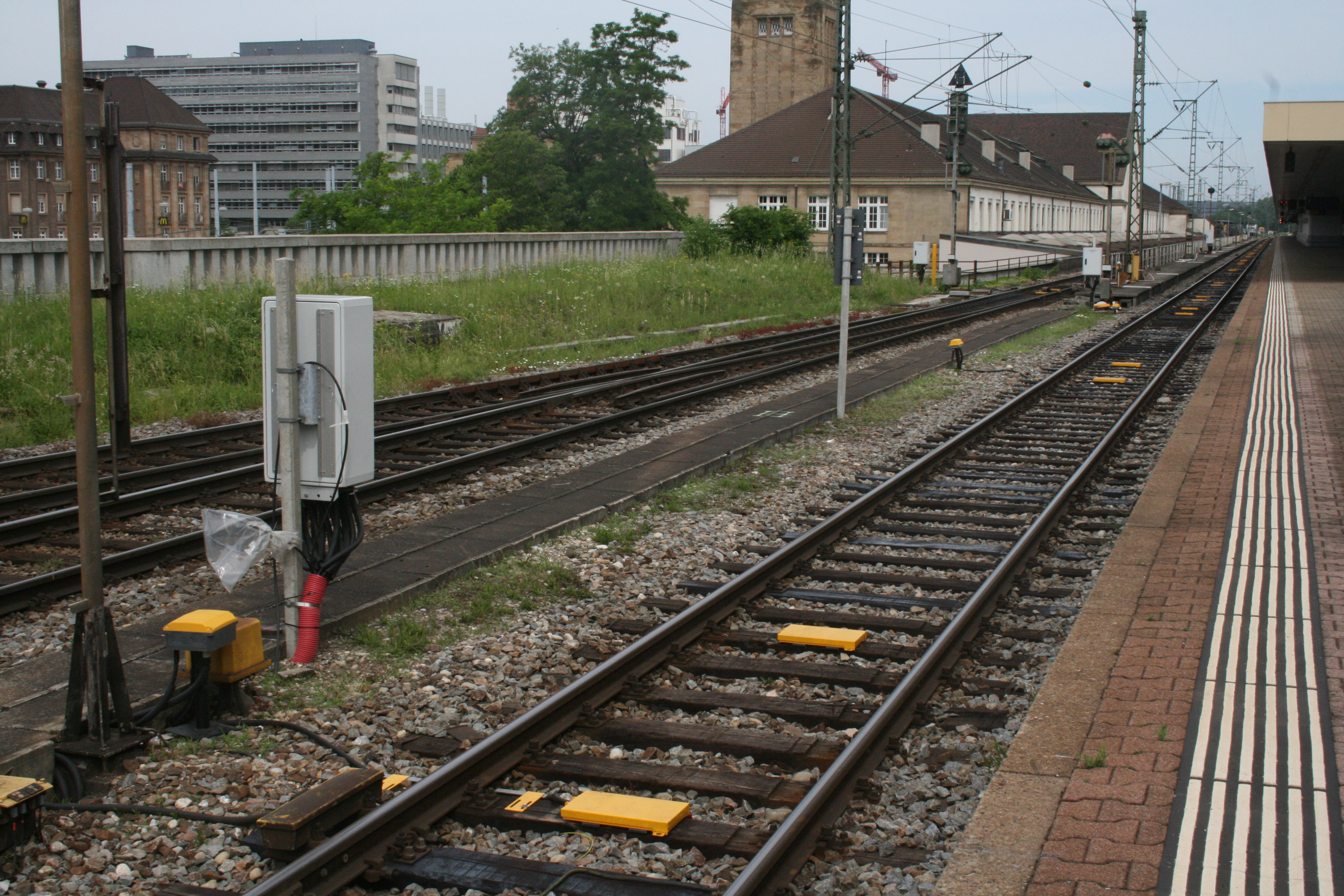
„Balisenteppich“ für ETCS Level 1 im Badischen Bahnhof in Basel. Allein im ca. 500 m langen Bahnsteiggleis 2 wurden ca. 50 Eurobalisen verlegt und verkabelt. Eine Reihe von abzusichernden Signalen und Halteplätzen im Gleis führt zu dieser Vielzahl von Datenpunkten.

ETCS Level 1 ist durch eine diskontinuierliche Kommunikation zwischen Strecke und Fahrzeug gekennzeichnet. Je nach Ausbaustufe können optische Signale weiterhin verwendet oder durch Führerstandssignalisierung ersetzt werden. Die quasikontinuierliche Übertragung von ETCS-Informationen zwischen Fahrzeug und Streckeninfrastruktur erfolgt über Balisen und/oder Euroloop. In vielen Installationen sind diese Übertragungspunkte mit den Standorten von Vor- und Hauptsignalen verbunden. Vor Baseline 3 war keine Übertragung von Zugbeeinflussungsinformationen über GSM-R vorgesehen, jedoch ein bidirektionaler Informationsaustausch über Balisen.

Der abschnittsweise Einsatz von GSM-R (Radio-Infill) ist in Level 1 erstmals ab Baseline 3 möglich und sollte 2017 erstmals auf einer Nebenstrecke in Italien erprobt werden. Damit ist ein flüssigerer Betriebsablauf möglich, wenn ein Zug nach der Vorsignalinformation »Halt erwarten« und dem anschließenden Wechsel zu einem Fahrtbegriff bereits vor Erreichen des Signalstandortes die entsprechende Information erhält. Er muss dann nicht mehr die Signalbalisen in minimaler Fahrt erreichen und dort das Signal aus der Balise lesen.
Die wichtigsten Informationen, die von den Balisen übermittelt werden, sind die Streckengradienten, die Streckenhöchstgeschwindigkeiten und der Punkt, an dem das Fahrzeug anhalten muss. Zusammen mit dem Modus bilden diese Informationen die Movement Authority. Damit ist die fahrzeugseitige ETCS-Ausrüstung in der Lage, unabhängig von national definierten Streckengeometrien und Signalabständen die Einhaltung der zulässigen Geschwindigkeit (und Fahrtrichtung) kontinuierlich zu überwachen und rechtzeitig eine Zwangsbremsung einzuleiten.

#### Level 2

Funktionsweise ETCS Level 2 (Variante ohne Lichtsignale)

ETCS Level 2 zeichnet sich durch eine ständige Verbindung zwischen Fahrzeug und ETCS-Zentrale über Euroradio aus.
Bevor eine ETCS-Zentrale die für eine Streckenfreigabe notwendigen Informationen berechnen kann, muss sie wissen, wo genau sich der Zug befindet und in welche Richtung er fährt. Die Position- und Richtungsbestimmung ist Aufgabe des Fahrzeugrechners, der diese Informationen regelmäßig über GSM-R an die Zentrale übermittelt. Wenn die Strecke nicht auch für Level 1 ausgerüstet ist, sind die Balisen in der Regel Festdatenbalisen, die statische Nachrichten senden.
Die Information über freie Gleisabschnitte wird wie bei ETCS Level 1 über die ortsfeste Gleisfreimeldung vom Stellwerk ermittelt und an die ETCS-Zentrale übermittelt: Die Strecke ist – wie bisher – in Blockabschnitte unterteilt und ein Zug darf nur in den nächsten Blockabschnitt einfahren, wenn dieser einschließlich des anschließenden Schutzabschnittes frei von anderen Fahrzeugen ist.

ETCS Level 2 kann ergänzend zu signalgeführten Zugbeeinflussungssystemen wie z. B. Punktförmige Zugbeeinflussung installiert werden, dann spricht man von ETCS Level 2 mit Signalen. Bei Neubaustrecken wird es unterdessen meistens als von Lichtsignalen unabhängiges Zugsicherungssystem implementiert, siehe dazu 
Auf einigen Schnellfahrstrecken in Frankreich (LGV Est européenne, LGV Bretagne-Pays de la Loire und LGV Sud Europe Atlantique, demnächst auch die LGV Sud-Est) existiert ETCS Level 2 ohne Signale parallel zum ebenfalls anzeigegeführtem Zugsicherungssystem Transmission Voie-Machine.
- Zwei Eurobalisen an einer ETCS-Halt-Tafel (an Stelle eines Hauptsignals) an der Schnellfahrstrecke Erfurt–Leipzig/Halle (ETCS Level 2 ohne Signale)

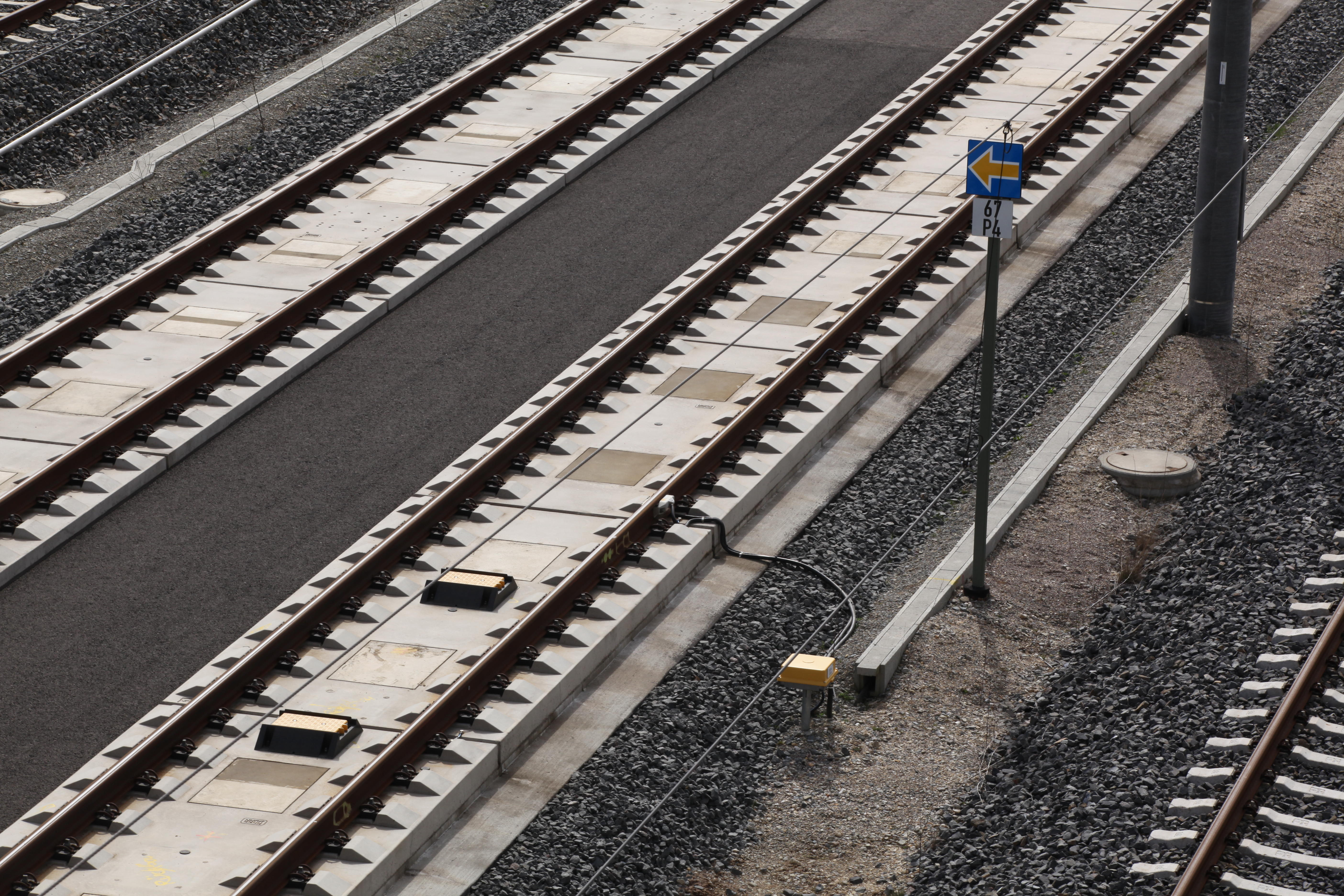
Zwei Eurobalisen an einer ETCS-Halt-Tafel (an Stelle eines Hauptsignals) an der Schnellfahrstrecke Erfurt–Leipzig/Halle (ETCS Level 2 ohne Signale)
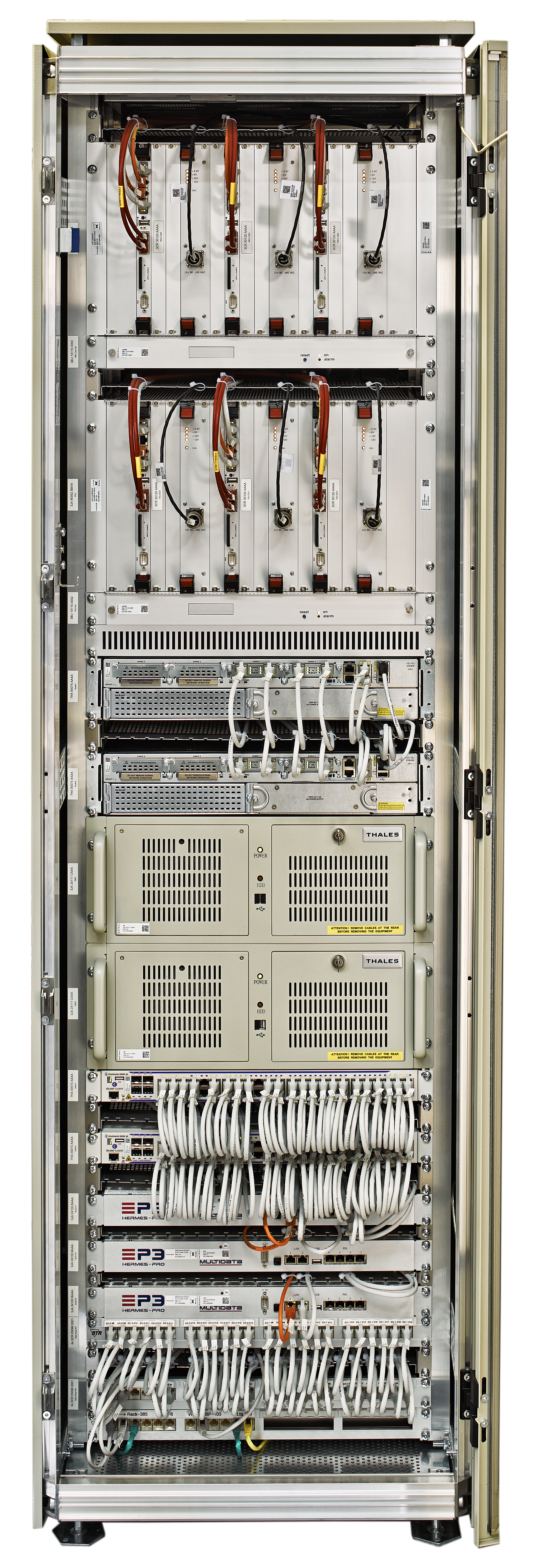
ETCS-Zentrale (RBC)
Schematische Darstellung der Datenübertragung zwischen ETCS-Zentrale (RBC) und Fahrzeugrechner (EVC)

- Schematische Darstellung der Datenübertragung zwischen ETCS-Zentrale (RBC) und Fahrzeugrechner (EVC)

#### Level 3

Funktionsweise ETCS Level 3

Im Gegensatz zu ETCS Level 2 erfolgt die Gleisfreimeldung bei ETCS Level 3 nicht mehr ausschließlich streckenseitig (z. B. über Achszähler), sondern rein über die Positionsmeldung der ETCS-Fahrzeugeinrichtung an die ETCS-Zentrale (Position Report). Mit der Positionsmeldung muss auch die Zugvollständigkeit laufend überprüft und der ETCS-Zentrale bestätigt werden, damit bereits befahrene Abschnitte wieder freigemeldet werden können. Dies erfordert ein sicheres System zur Zugvollständigkeitskontrolle.
Die Einteilung der Strecke in diskrete Blockabschnitte kann beibehalten werden, deren Länge kann jedoch durch den Verzicht auf die streckenseitige Gleisfreimeldung grundsätzlich erheblich verkürzt und damit die Leistungsfähigkeit grundsätzlich erhöht werden. Diese Einteilung kann entfallen (Moving Block), wobei die ETCS-Zentrale letztlich die Funktion des Stellwerks übernimmt. Moving-Block-Lösungen sind derzeit noch nicht im Einsatz, eine als ETCS-Stellwerk bezeichnete Kombination aus RBC und Stellwerk befindet sich in der Schweiz in einem frühen Entwicklungsstadium.
Als Übergangslösung von Level 2 zu reinem Level 3 wird die Einführung von virtuellen (nur durch ETCS freigemeldeten) Blockabschnitten vorgeschlagen. Zwischen konventionellen Abschnitten, die durch Gleisfreimeldeeinrichtungen freigemeldet werden, könnten ein oder mehrere virtuelle Abschnitte entstehen, die Züge mit ETCS-Level-2-Fahrzeugausrüstung und Zugintegritätskontrolle sicher freimelden. Diese Kombination aus konventionellen Gleisfreimeldeeinrichtungen und zusätzlichen virtuellen, d. h. nur durch die ETCS-Fahrzeugeinrichtung freigemeldeten Abschnitten wird auch als ETCS Hybrid Level 3 oder ETCS HD bezeichnet. Unter der Bezeichnung ERTMS Regional wurde auch ein Level-3-System für Strecken mit geringem Verkehrsaufkommen entwickelt.
Mit den Spezifikationen der TSI ZZS 2023 entfällt Level 3 als separat definiertes Level. Die Funktionen sind Teil von Level 2, welches mit oder ohne Zugvollständigkeitskontrolle angewendet werden kann.

### ETCS-Betriebsarten
Die ETCS-Betriebsart (engl. „Mode“) eines Triebfahrzeugs beschreibt den aktuellen Betriebszustand des EVC und wird im Führerstandsdisplay angezeigt. Die innerhalb eines Levels möglichen Betriebsarten und deren Funktionen sind standardisiert. In anderen Baselines können Betriebsarten entfallen oder hinzu kommen. Nicht alle Betriebsarten sind in jedem Level verfügbar. Zum Beispiel gibt es „UN“ nur in Level 0, „SN“ und „SE“ nur in Level STM.
Nicht alle Betriebsarten müssen implementiert werden.
Übersicht ETCS-Betriebsarten:
| Abkürzung und DMI-Symbol      | (voller) Name                                     | Verwendung in Level | Beschreibung |
| ----------------------------- | ------------------------------------------------- | ------------------- | --- |
| Fahren im Regelbetrieb        |                                                   |                     | |
| FS                            | Full Supervision (Vollüberwachung)                | 1, 2, 3             | Der Zug wird voll vom ETCS überwacht. Voraussetzung für diesen Modus ist eine gültige Fahrterlaubnis (MA). Im Gegensatz zum Mode Limited Supervision ist dem ETCS im Mode Full Supervision die Stellung aller Signale bekannt. |
| AD                            | Automatic Driving                                 | 1, 2, 3             | Der Zug fährt automatisch mit ATO over ETCS (GoA 2). Dieser Modus wurde im Rahmen der im September 2023 im Rahmen der TSI ZZS 2023 veröffentlichten ETCS-Spezifikation neu eingeführt. |
| LS                            | Limited Supervision                               | 1, 2, 3             | Der Zug wird teilweise durch ETCS überwacht. Da das Fahrzeuggerät aber nicht wie bei Full Supervision die Stellung aller Signale auf der Strecke kennt, ist der Triebfahrzeugführer weiterhin verpflichtet, auch die streckenseitige Signalisierung zu beachten. Dieser Modus ist neu in der Version SRS 3.0.0 und bildet die Grundlage für ETCS signalgeführt in Deutschland.                                                           |
| OS                            | On Sight                                          | 1, 2, 3             | Der Zug wird vom ETCS-Fahrzeuggerät überwacht, aber der Triebfahrzeugführer fährt auf Sicht. Dies ist z. B. bei der Einfahrt in ein besetztes Gleis der Fall, wenn nicht sichergestellt werden kann, dass der eigene Gleisabschnitt frei ist. |
| SH                            | Shunting (Rangierprogramm)                        | 0, 1, 2, 3          | Modus zum Rangieren |
| SM                            | Supervised Manoeuvre (anzeigegeführtes Rangieren) | 2                   | Weitgehend überwachtes Rangieren mit Führerraumsignalisierung, eingeführt mit der Baseline 4 im September 2023 |
| Mehrfachtraktion              |                                                   |                     | |
| NL                            | Non Leading (nicht führend)                       | 0, NTC, 1, 2, 3     | Das mit ETCS ausgerüstete Fahrzeug ist zwar mit einem Triebfahrzeugführer besetzt, befindet sich aber nicht an der Spitze des Zuges und führt daher den Zug nicht. Dieser Betriebszustand wird bei Zuglokomotiven hinter einer Vorspannlokomotive oder bei Schiebe- und Schlusslokomotiven verwendet. |
| SL (kein Symbol)              | Sleeping                                          | 0, NTC, 1, 2, 3     | Das mit ETCS ausgerüstete Fahrzeug ist mit einem anderen Fahrzeug gekuppelt, das die Führung übernimmt. Das führende Fahrzeug muss nicht mit ETCS ausgerüstet sein. Das geführte Fahrzeug ist dabei nicht mit einem Triebfahrzeugführer besetzt, sein Fahrzeugrechner liest Ortungsinformationen (Eurobalisen) mit. |
| PS (kein Symbol)              | Passive Shunting                                  | 0, NTC, 1, 2, 3     | Modus zum Rangieren; das Fahrzeug in Passive Shunting ist mit einem anderen Fahrzeug gekuppelt, welches die Führung übernimmt und ebenfalls zum Rangieren eingesetzt wird. Das führende Fahrzeug ist im Modus Shunting. Dieser Modus ist neu in der Version SRS 3.0.0. |
| Strecken ohne ETCS-Ausrüstung |                                                   |                     | |
| SE (kein Symbol)              | STM European                                      | STM                 | Die Informationen eines streckenseitig installierten nationalen Zugbeeinflussungssystems werden von einem STM gelesen und über eine standardisierte Schnittstelle an den EVC weitergeleitet. Der EVC übernimmt die Auswertung dieser Daten und damit die Überwachungsfunktionen (ist vergleichbar mit FS). Dieser Modus wurde von keinem Hersteller umgesetzt und ist mit der Version SRS 3.1.0 entfallen.                               |
| SN                            | National System                                   | NTC                 | Die Informationen eines streckenseitig installierten nationalen Zugbeeinflussungssystems werden von einem STM gelesen und auch von diesem verarbeitet. Das STM übernimmt also die Überwachung selbst und bedient sich höchstens einiger durch das ETCS über eine standardisierte Schnittstelle zur Verfügung gestellten Funktionen, wie z. B. Bremsausgabe, Bedien-/Anzeigegerät (DMI), Geschwindigkeitsmessung oder Datenregistrierung. |
| UN                            | Unfitted                                          | 0                   | Nur die Höchstgeschwindigkeit wird vom ETCS-Fahrzeuggerät überwacht. Es empfängt jedoch Informationen von ggf. installierten Balisen und führt so z. B. Umschaltungen auf andere Level durch. |
| Rückfallebene                 |                                                   |                     | |
| SR                            | Staff Responsible                                 | 1, 2, 3             | Der Triebfahrzeugführer ist für die Fahrwegbeobachtung selbst verantwortlich. In den meisten Ländern ist eine Geschwindigkeit von 30 km/h zulässig, diese wird vom ETCS überwacht. Dieser Modus wird verwendet, wenn von der Strecke keine MA gegeben werden kann, z. B. bei Störungen der Gleisfreimeldung oder beim Starten des ETCS-Onboard-Systems.                                                                                  |
| Gefahrensituationen           |                                                   |                     | |
| TR                            | Trip                                              | NTC, 1, 2, 3        | Die Zwangsbremsung ist aktiv, bis der Zug zum Stillstand gekommen ist und der Triebfahrzeugführer den Trip bestätigt hat. |
| PT                            | Post Trip                                         | 1, 2, 3             | Modus nach Bestätigung des Trip durch den Triebfahrzeugführer; die Bremsen werden gelöst, aber der Zug hat noch keine Fahrterlaubnis; ggf. darf ein Stück zurückgesetzt werden, um wieder vor ein überfahrenes Signal zu kommen. |
| RV                            | Reversing (Zurücksetzen)                          | 1, 2, 3             | Zug darf eine bestimmte Strecke entgegen der ursprünglichen Fahrtrichtung fahren, z. B. um die Strecke bei Störung oder Gefahr zu räumen; wurde erstmals auf der Ende 2007 in Betrieb genommenen Strecke durch den Lötschberg-Basistunnel eingesetzt. |
| Stör- und Betriebszustände    |                                                   |                     | |
| SB                            | Stand By (Bereitschaft)                           | 0, STM, 1, 2, 3     | Die ETCS-Fahrzeugausrüstung befindet sich nach dem Einschalten im Modus Stand By. In diesem Modus überwacht ETCS den Stillstand des Fahrzeugs. Der Modus wird verlassen, indem entweder der Triebfahrzeugführer einen anderen Modus wählt oder das Fahrzeug erkennt, dass es geführt wird und wechselt automatisch in den Modus SL. |
| SF                            | System Failure                                    | 0, NTC, 1, 2, 3     | Im ETCS ist ein gravierender, potenziell sicherheitsrelevanter Fehler erkannt; eine Zwangsbremsung wird ausgelöst. |
| IS (kein Symbol)              | Isolation                                         | 0, STM, 1, 2, 3     | Das ETCS-Fahrzeuggerät hat keine Verbindung mehr nach außen; die Notbremsausgabe ist überbrückt. |
| NP (kein Symbol)              | No Power                                          | 0, NTC, 1, 2, 3     | Das ETCS-Fahrzeuggerät ist ausgeschaltet. |

Modi bei einem Fahrtrichtungswechsel unter ETCS Level 2

Bei einem Fahrtrichtungswechsel unter ETCS sind beispielhaft alle Führerstände einer Dreifachtraktion (siehe Bild) in der ETCS-Betriebsart SB. Mit der Aktivierung eines Führerstandes an einem Ende der Mehrfachtraktion durch den Triebfahrzeugführer wechseln die anderen Führerstände in die ETCS-Betriebsart SL. Der aktivierte Führerstand verbleibt solange in der ETCS-Betriebsart SB, bis der Zug eine erfolgreiche Verbindung mit dem entsprechenden RBC aufgebaut hat. Der Führerstand wechselt dann z. B. in die ETCS-Betriebsart FS. Damit ist der Zugverband fahrfähig und geeignet durch ETCS überwacht.

### Systemversionen
Die Systemversion beschreibt einen bestimmten Funktionsstand für die Interoperabilität der ETCS-Strecken- und ETCS-Fahrzeugausrüstung. Die Systemversion besteht dabei aus einer Hauptversion (in der Spezifikation mit X bezeichnet) und einer Unterversion (in der Spezifikation mit Y bezeichnet). Systemversionen derselben Hauptversion sind untereinander kompatibel. Während die Systemversion von Anfang an spezifiziert war, wurden erst mit der Entwicklung der Baseline 3 klare Regeln für das Änderungs- und Versionsmanagement festgelegt, die nun bestimmen, wann eine neue Systemversion eingeführt wird.
Fahrzeugseitig wurde mit der SRS-Version 2.3.0d erstmals vollständig definiert, wie sich Fahrzeuge verhalten müssen, wenn sie auf Streckenausrüstungen mit einer höheren Systemversion treffen: Unter anderem müssen Balisen mit einer inkompatiblen Systemversion oder unbekannte Datenpakete ignoriert werden, ohne dass dies zu einem Fehler führen darf. Wird hingegen während des Verbindungsaufbaus zur ETCS-Streckenzentrale eine inkompatible Systemversion festgestellt, wird dies vor dem Abbruch der Verbindung der Zentrale mitgeteilt und im DMI als Fehler angezeigt.
Mit der Entwicklung der Baseline 3 und dem Aufkommen weiterer Systemversionen wurden Regeln für das Zusammenwirken von Fahrzeugen und Streckenausrüstungen verschiedener kompatibler Systemversionen festgelegt: Komponenten der ETCS-Streckenausrüstung (Eurobalisen, RBC, Euroloops, Radio-Infill) arbeiten jeweils mit genau einer Systemversion zusammen. Die Systemversionen können sich jedoch zwischen Streckenzentrale und Balisen oder zwischen verschiedenen Balisen auf einer Strecke unterscheiden. Es dürfen nur Systemversionen verwendet werden, die für den jeweiligen Spezifikationsstand spezifiziert sind, jedoch dürfen niedrigere Systemversionen (bis hinunter zu 1.0) verwendet werden, um die Kompatibilität mit älteren ETCS-Fahrzeugausrüstungen zu ermöglichen. Die ETCS-Fahrzeugausrüstung muss jedoch alle Hauptversionen unterstützen, die für den jeweiligen Spezifikationsstand definiert sind (z. B. in Baseline 3 1.y und 2.y). Bei der Kommunikation zwischen ETCS-Streckenzentrale und Fahrzeug wird die fahrzeugseitig verwendete Hauptversion durch die Systemversion der Streckenzentrale bestimmt, fahrzeugseitig wird dann jedoch die höchste unterstützte Unterversion verwendet, die von der Unterversion der Streckenzentrale abweichen kann. Wenn die Systemversion der Fahrzeugausrüstung und die der Streckenzentrale unterschiedlich sind, müssen gegebenenfalls Funktionen auf dem Fahrzeug angewendet werden, um die Daten von der Streckenseite oder die an die Zentrale gesendeten Daten entsprechend der Systemversion der Streckenzentrale zu übersetzen.
- Systemversion 0 wurde in der Frühphase der ETCS-Entwicklung (UIC-Ausschuss A 200) eingesetzt[52] und wird noch in einigen älteren Zugbeeinflussungssystemen mit Eurobalisen, z. B. GNT, verwendet.[53]
- Systemversion 1.0 wurde mit der SRS-Version 1.2.0 eingeführt, die als SRS-Version 2.0.0 (Class 1) fertiggestellt und verabschiedet wurde. Für ETCS-Ausrüstungen nach SRS-Version 2.0.0 bis 2.3.0d steht ausschließlich diese Systemversion zur Verfügung, obwohl diese ETCS-Ausrüstungen nach verschiedenen SRS-Versionen nicht vollständig kompatibel sind.
- Systemversion 1.1 wurde mit der SRS-Version 3.3.0 (Baseline 3) eingeführt. Die Systemversion 1.1 ist noch mit der Systemversion 1.0 kompatibel (sofern die Ausrüstung mindestens der SRS-Version 2.3.0d entspricht), ermöglicht jedoch die Nutzung einiger Baseline-3-Funktionen, wie z. B. Virtual Balise Cover oder Nationale Werte für die Übertragung von Korrekturfaktoren für die ETCS-Bremskurven. Fahrzeuge, die der SRS-Version 2.3.0d entsprechen, können diese Strecken befahren, ignorieren aber die neuen Funktionen.
- Systemversion 2.0 wurde mit der SRS-Version 3.3.0 (Baseline 3) eingeführt und ist für die Nutzung zahlreicher neuer Funktionen der ETCS-Baseline 3 erforderlich, z. B. die Betriebsart LS oder die Berücksichtigung von Bahnübergängen.
- Systemversion 2.1 wurde zusammen mit der Unterstützung von GPRS und Online Key Management in der SRS-Version 3.5.0 (Baseline 3 Release 2) eingeführt.
- Systemversion 2.2 wird mit Baseline 4 im Rahmen der TSI 2023 eingeführt und ermöglicht die interoperable Nutzung von ATO über ETCS.[37][54]
- Systemversion 2.3 wird mit Baseline 4 eingeführt und ist nur streckenseitig definiert und ermöglicht die Nutzung von FRMCS und der Betriebsart SM. Durch die Kompatibilität mit Fahrzeugen mit Systemversionen 2.0/2.1/2.2 ist ein Verzicht auf Lichtsperrsignale und GSM-R nicht möglich.[37]
- Systemversion 3.0 wird mit Baseline 4 eingeführt und ist für die Einführung neuer Funktionen erforderlich, die mit der Systemversion 2.x nicht kompatibel sind. Streckenseitig ist damit ein Verzicht auf Lichtsperrsignale und GSM-R möglich.[37][54]

### Class-B-Systeme

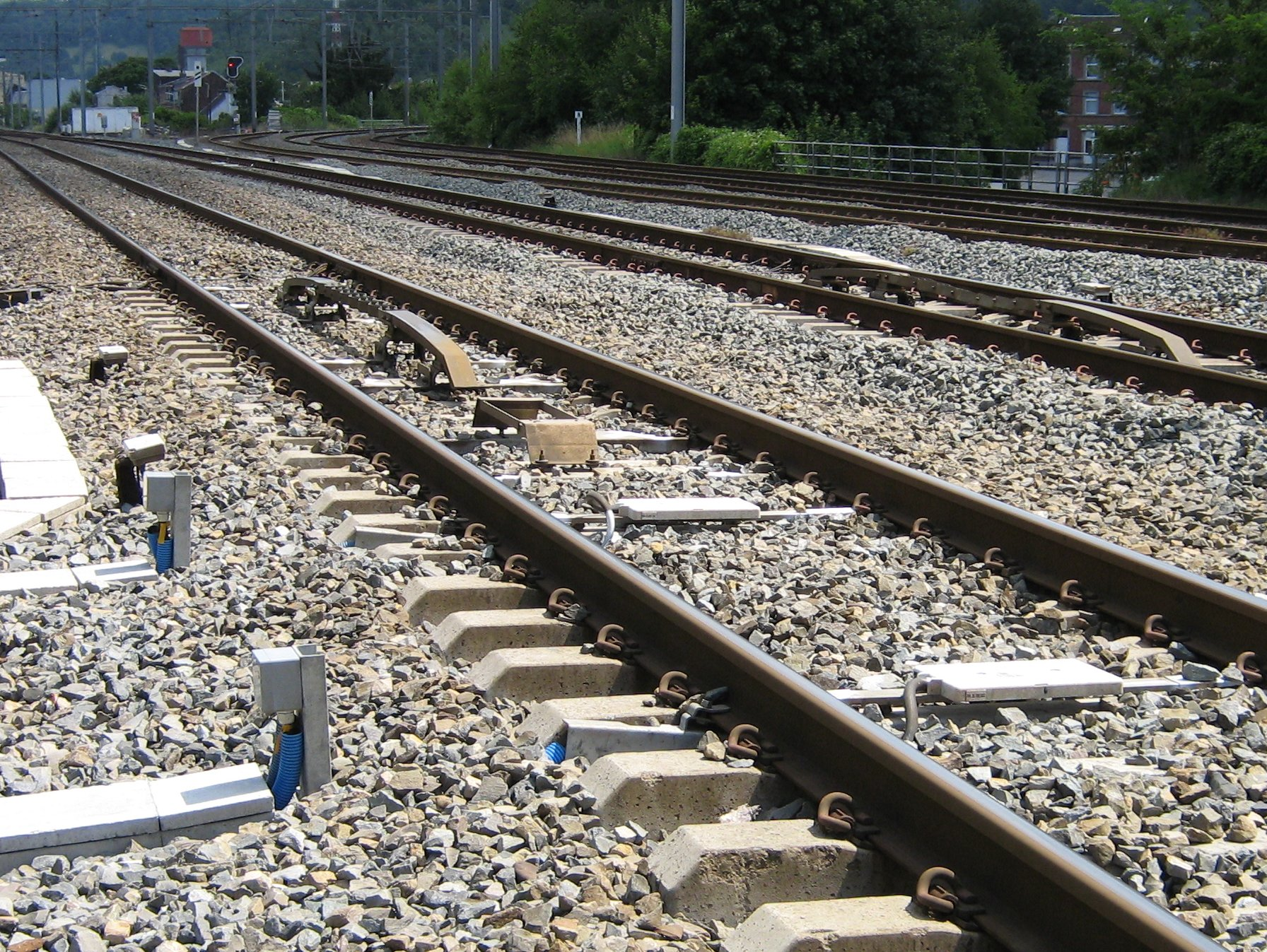
Das französische „Crocodile“ (links), eine belgische TBL-Balise (mittig) und ETCS-Eurobalisen (rechts) auf der Bahnstrecke Lüttich–Aachen bei Angleur (nahe dem Beginn der HSL3). Hier verkehren Thalys, ICE und konventionelle belgische Züge.

Bestimmte nationale Zugbeeinflussungssysteme dürfen neben ETCS auch in Zukunft weiter genutzt werden. Dies dient dem Bestandsschutz der Bahninfrastrukturbetreiber, die in diese Systeme in der Vergangenheit hohe Geldbeträge investiert haben. Zu den Class-B-Systemen zählen:
- ALSN (Belarus, Litauen, Lettland, Estland, Russland)
- ASFA (Spanien)
- ATB (Niederlande)
- ATP-VR/RHK (Finnland)
- AWS (Vereinigtes Königreich)
- BACC (Italien)
- CAWS und ATP (Irland)
- Crocodile (Frankreich, Luxemburg, Belgien)
- EBICAB 700 (Bulgarien, Norwegen, Portugal, Schweden)
- EBICAB 900 (Spanien)
- EVM (Ungarn)
- GW ATP (Vereinigtes Königreich)
- Indusi / PZB (Österreich, Deutschland)
- KVB (Frankreich)
- LS (Tschechien, Slowakei)
- LZB (Deutschland, Österreich, Spanien)
- MEMOR II+ (Luxemburg)
- RETB (Vereinigtes Königreich)
- RSDD/SCMT (Italien)
- SELCAB (Spanien, Vereinigtes Königreich)
- SHP (Polen)
- TBL (Belgien)
- TPWS (Vereinigtes Königreich)
- TVM (Belgien, Frankreich, Vereinigtes Königreich)
- ZUB 121 (Schweiz)
- ZUB 123 (Dänemark)

### Virtual Balise
Statt Festdaten-Balisen kann zukünftig auch Satellitenortung mit Differential-GPS eingesetzt werden, um „virtuelle Balisen“ zu realisieren, wie es von der UIC (GADEROS/GEORAIL) und der ESA (RUNE/INTEGRAIL) erforscht wurde. Der Einsatz ist hier an die Einsatzfähigkeit der EGNOS-unterstützten Ortung mit Galileo-Satelliten geknüpft. Erfahrungen im Projekt LOCOPROL zeigen, dass im Bahnhofsbereich auf Balisen vorerst nicht verzichtet werden kann. Der erfolgreiche Einsatz der Satellitenortung in der GLONASS-basierten russischen ABTC-M-Blocksicherung wurde im ITARUS-ATC-System mit ETCS Level 2 RBC integriert – die Hersteller Hitachi Rail STS und VNIIAS wollen die ETCS-Kompatibilität des Systems von der UIC anerkennen lassen. Auf der russischen Nordkaukasus-Eisenbahn wird zwischen Adler (bei Sotschi) und Matsesta eine Zugbeeinflussung erprobt, bei dem die Standortbestimmung per Satellit mit per GSM-R übertragenen Fahrterlaubnissen (Movement Authorities) verknüpft werden. Das System baut auf ETCS Level 2 auf. Aus dieser Verknüpfung könnten Vorschläge für eine Ergänzung der in Erarbeitung befindlichen Spezifikation für ETCS Level 3 hervorgehen.
In Italien wird im „ERSAT“ genannten Pilotprojekt auf einem 50-km-Teilstück der sardischen Nord-Süd-Hauptstrecke der Betrieb getestet.
Im Rahmen des von Asstra, Hitachi Rail STS, DB Netz, RFI und Trenitalia getragenen ERSAT-Projekts wurde im Rahmen von Horizont 2020 bis Januar 2017 untersucht, inwieweit Züge auf Regionalstrecken per Satellit geortet werden können.

## Spezifikationen
Die Systemdefinitionen werden levelübergreifend in Versionen zusammengefasst, die als SRS (System Requirements Specification) bezeichnet werden. Bei der Fortschreibung der Standards werden inkompatible größere Änderungen als neue Hauptversionen (Baseline) zusammengefasst. Innerhalb einer Baseline sind Fortschreibungen der einzelnen Level möglich, ohne dass andere Level gleichzeitig geändert werden müssen.
Die ETCS-Spezifikation kann dabei als ein großer Baukasten von Funktionalitäten verstanden werden, der mit jeder neuen Version wächst. Zurzeit sind drei Entwicklungsstände der ETCS-Spezifikation verbindlich anwendbar: Version 2.3.0d (innerhalb der Baseline 2) und 3.4.0 sowie 3.6.0 (innerhalb der Baseline 3).
Der Begriff Baseline entstammt der Softwareentwicklung und dient der Kennzeichnung der Hauptversionen, d. h. der ersten Versionsziffer. Eine softwaretechnisch saubere Versionierung wurde erst im Zeitraum der Definition der Baseline 3 durchgesetzt, weshalb rückblickend eine eher unübersichtliche Vielfalt an Versionsbezeichnungen besteht.
Die bei der Europäischen Eisenbahnagentur verfügbare ETCS-Spezifikation besteht aus zahlreichen Teilen, so genannten Subsets, von denen manche verpflichtend, manche „nur“ informativ sind. Für konkrete Entwicklungen wurden Sätze von Dokumenten zusammengestellt, die untereinander möglichst kompatibel sind. Die Dokumentensätze sind benannt nach dem Versionsstand des wichtigsten Dokuments, der Systemanforderungsspezifikation (SRS, Subset-026).
Die erste Version der Spezifikation erschien am 20. Juli 1995 (Nummer 01.00), die zweite Version (Nummer 02.01) am 30. Januar 1996. Am 27. Februar 1996 folgte eine Überarbeitung der zweiten Version (Nummer 02.02), am 19. Juli 1996 schließlich die dritte Version (Nummer 03.00), die am 9. August 1996 in einer überarbeiteten Fassung (Nummer 03.01) erschien.

### Class P – (1999)
Die im Juli 1998 veröffentlichte erste Spezifikationsversion SRS 5a war die Ausgangsbasis für die praktische Standardisierung. Mit der überarbeiteten Spezifikation Class P kamen im April 1999 überwiegend Klarstellungen und Verbesserungen von Seiten der europäischen Signalindustrie (UNISIG) hinzu.
Beide Versionen konnten zwischen den beteiligten Eisenbahnen nicht harmonisiert werden.

### Class 1 – SRS-Version 2.0.0 (2000)
Die erste Spezifikation wurde, unter der Bezeichnung Class 1, am 25. April 2000 verabschiedet. Die Spezifikation, in die seitens UNISIG ungefähr 75 Mann-Jahre Arbeit aufgewendet wurden, wurde als Baseline 2 eingeordnet. Gegenüber den A-200-Arbeiten wurden diverse Funktionen herausgenommen (z. B. Notbremsüberbrückung und Aufmerksamkeitsüberwachung des Triebfahrzeugführers), Full Supervision als einzige Betriebsart für den Regelbetrieb vorgesehen sowie die Entwicklung von Level 3 zurückgestellt. Mit dieser Version kamen neue Funktionen auf Wunsch der Eisenbahnen hinzu, darunter Textnachrichten, RBC-Handover und Track Conditions.

### Class 1 – SRS-Version 2.2.2 (2002)
Die SRS 2.2.2, als Erweiterung der SRS 2.0.0, wurde im Jahr 2002 veröffentlicht. Unter anderem galten das Aufstarten und der Adhäsionsfaktor mit dieser Version als finalisiert. Es ist die erste Version, die in der Europäischen Union als TSI für neue Schnellfahrstrecken als verbindlich erklärt wurde.
Die Version enthielt eine Reihe von Fehlern und ungelösten Fragen, darunter Cold Movement Detection. 41 dieser Punkte sollten vorrangig mit Version 3.0 gelöst werden.
Erstmals kommerziell zur Anwendung kam die Version 2.2.2 zwischen Jüterbog und Halle bzw. Leipzig.
Neben der Version 2.2.2 entstanden die Versionen 2.2.2+ und 2.2.2 Consolidated.

### Class 1 – SRS-Version 2.2.2+ (2006)
Das Dokument Subset-108 enthält einen wechselnden Bestand an Änderungsvorschlägen (CR, Change Requests). Class 1 – 2.2.2 plus diejenigen CRs, die in Version 1.0.0 von Subset-108 mit „IN“ (nicht „OUT“) gekennzeichnet sind, informell als 2.2.2+ bezeichnet, wurde 2006 verbindlich für konventionelle Strecken.
SRS 2.2.2+ ist nach wie vor auf der Neubaustrecke Mattstetten–Rothrist im Einsatz.

### Class 1 – SRS-Version 2.3.0 (2007)
Mit der Entscheidung 2007/153/EG hat die Europäische Kommission am 6. März 2007 die Version 2.3.0 der Spezifikation bindend in die TSI CCS aufgenommen.
Die SRS 2.3.0 wurde im Jahr 2004 veröffentlicht und berücksichtigte eine Reihe von Erfahrungen aus verschiedenen europäischen ETCS-Projekten. Die Version galt als technisch instabil und fehlerbehaftet. Die Veröffentlichung kann als politischer Versuch verstanden werden, die sehr langsamen Abstimmungsprozesse in der EU zu beschleunigen, die praktischen Implementierungserfahrungen (SRS 2.2) mit den neu erarbeiteten Anforderungen (SRS 2.3) zu harmonisieren und die bereits begonnenen Arbeiten an zukünftigen Versionen (Baseline 3) organisatorisch abzutrennen.
Bis Herbst 2007 lagen 55 Änderungswünsche (Change Requests) vor.

### Class 1 / Baseline 2 – SRS-Version 2.3.0d (Juli 2008)
Diese Version wurde von der ERA erarbeitet und beseitigt Unklarheiten und Fehler der Version 2.3.0. Diese Änderungen wurden im Wesentlichen im Subset 108 zusammengefasst. Das „d“ in „2.3.0d“ steht für „debugged“. Im Juli 2008 wurde diese Version durch einen Beschluss der EU-Kommission verbindlich. Um die Planungssicherheit angesichts zahlreicher weiterer CRs zu erhöhen, wurde dieser Dokumentensatz als sogenannte „Baseline 2“ fixiert und für Folgeversionen der Dokumente die Versionsnummer 3 bestimmt. Das Erscheinen einer Baseline 3 wurde verbindlich bis Ende 2012 festgelegt.
Das unzureichende Bremsmodell dieser Version wirkt kapazitätsmindernd und führte zu einer Reihe von nationalen (von der TSI abweichenden) Anpassungen. Für Fahrzeuge, die ab dem 1. Januar 2019 erstmals eine Inbetriebnahmegenehmigung erhalten sollen, darf diese Version nicht mehr verwendet werden.

### Baseline 3 – SRS-Version 3.3.0 (Januar 2013)
Mit der Baseline 3 hielten eine Reihe von wesentlichen Neuerungen in die ETCS-Spezifikation Einzug. Dazu zählten ein besseres Bremskurvenmodell, die neue Betriebsart Limited Supervision, optimiertes Radio-Infill und die Erkennung von Bewegungen abgestellter Fahrzeuge (Cold Movement Detection). Auch wurde die Signalisierung von Bahnübergängen ergänzt. Die größte Einzeländerung lag in der Bremskurvenberechnung, die seither über zwei standardisierte Modelle erfolgt (Conversion Model und Gamma-Modell).
2006 begann die Zusammenstellung möglicher funktionaler Erweiterungen für die Baseline 3. Im März 2007 standen 47 Vorschläge für funktionale Änderungen fest. Die Entwicklung verzögerte sich unter anderem in Folge fehlender Ressourcen. Den ersten Kern einer Baseline 3 bildeten die Funktionale Anforderungsspezifikation (FRS) in Version 5.05 und die SRS in Version 3.0.0, die – nach längeren Verzögerungen – am 23. Dezember 2008 von der ERA als Entwurf veröffentlicht wurden.

Ende 2012 wurde, um den gesetzten Termin zu halten, ein zweiter Satz von Dokumenten zusammengestellt. Darunter war die SRS in Version 3.3.0, welche alternativ zur Baseline 2 ab 1. Januar 2013 für verbindlich erklärt (2012/696/EU) wurde, obwohl in dieser nicht alle o. g. Funktionen umgesetzt waren und in der für eine Baseline noch zu grobe Inkonsistenzen enthalten waren. Gleichzeitig wurde die Stabilität der Anforderungsspezifikationen des ersten Dokumentensatzes 2.3.0d bekräftigt, allerdings die Testspezifikation korrigiert und ergänzt. Für die Auflösung von Unklarheiten in 2.3.0d wurde auf die entsprechenden Stellen in Baseline 3 verwiesen. Auch die Anforderungsspezifikation des GSM-R-Teils von ERTMS blieb mit diesem Beschluss unverändert (GSM-R-Baseline 0), wurde allerdings klarer klassifiziert. Wie die vorherigen Beschlüsse ist dieser zur Umsetzung in nationales Recht an die Mitgliedsstaaten gerichtet. Die Version 3.3.0 wurde 2015 zurückgezogen.
Für grenzüberschreitend eingesetzte Fahrzeuge mit erstmaliger Inbetriebnahmegenehmigung ab 1. Januar 2018 ist eine ETCS-Fahrzeugausrüstung nach Baseline 3 Pflicht.

### Baseline 3 Maintenance Release 1 – SRS-Version 3.4.0 (Januar 2015)
Am 12. Mai 2014 gab die ERA die 2. Ausgabe der Baseline 3 (Baseline 3 Maintenance Release 1), mit GSM-R-Baseline 0, als Empfehlung für die im Juni 2014 geplante Sitzung des Railway Interoperability and Safety Committee heraus. Mit Beschluss 2015/14/EU der Kommission vom 5. Januar 2015 wurde Version 3.4.0 der Baseline 3 verbindlich. Dokumente wurden ergänzt bzw. ausgetauscht. Darüber hinaus stellt der Beschluss klar, dass die ETCS-Spezifikation (TSI CCS) auch für eine Reihe abweichender Spurweiten verpflichtend ist.

### Baseline 3 Release 2 – SRS-Version 3.6.0 (Juni 2016)

Führerstandsanzeige (DMI) nach SRS 3.6.0: Neu hinzugekommen ist die genaue Vorankündigung von Geschwindigkeitswechseln in der Vorausschau (rechts)

Im Dezember 2015 legte die ERA ihre Vorschläge für die SRS-Version 3.5.0 vor (Baseline 3 Release 2). Sie besteht aus rund 60 Änderungsvorschlägen (Change Requests), überwiegend Fehlerkorrekturen sowie eine Reihe neuer Funktionen wie Paketvermittelte Datenübertragung (GPRS). Das Railway Interoperability & Safety Committee der Europäischen Union stimmte am 10. Februar 2016 einstimmig für die entsprechende Überarbeitung der TSI CCS. Darin sind neben der ETCS-SRS-Version 3.5 auch die Baseline 1 der GSM-R-Spezifikation und veränderte ETCS-Test- und -Zertifizierungsprozesse enthalten. Ein weiteres Element ist ein überarbeiteter European Deployment Plan (EDP). Die Zustimmung erfolgte unter der Auflage, die in der Version 3.5.0 noch enthaltene Pre-Indication entfallen zu lassen.
Mit EU-Verordnung 2016/919 vom 27. Mai 2016, veröffentlicht am 15. Juni 2016, wurde die nunmehr als Version 3.6.0 bezeichnete SRS – neben der SRS 2.3.0 und 3.4.0, jeweils in Verbindung mit GSM-R-Baseline 1 – für verbindlich erklärt. Die Europäische Eisenbahnagentur (ERA) hält den damit erreichten Entwicklungsstand nunmehr für stabil. In einer im Oktober 2017 veröffentlichten „Technical Opinion“ bewertete die ERA die zur Version 3.6.0 aufgelaufenen Change Requests und empfiehlt die Berücksichtigung solcher, die betriebsbehindernd wirken können.

### Baseline 4 – SRS-Version 4.0.0 (September 2023)

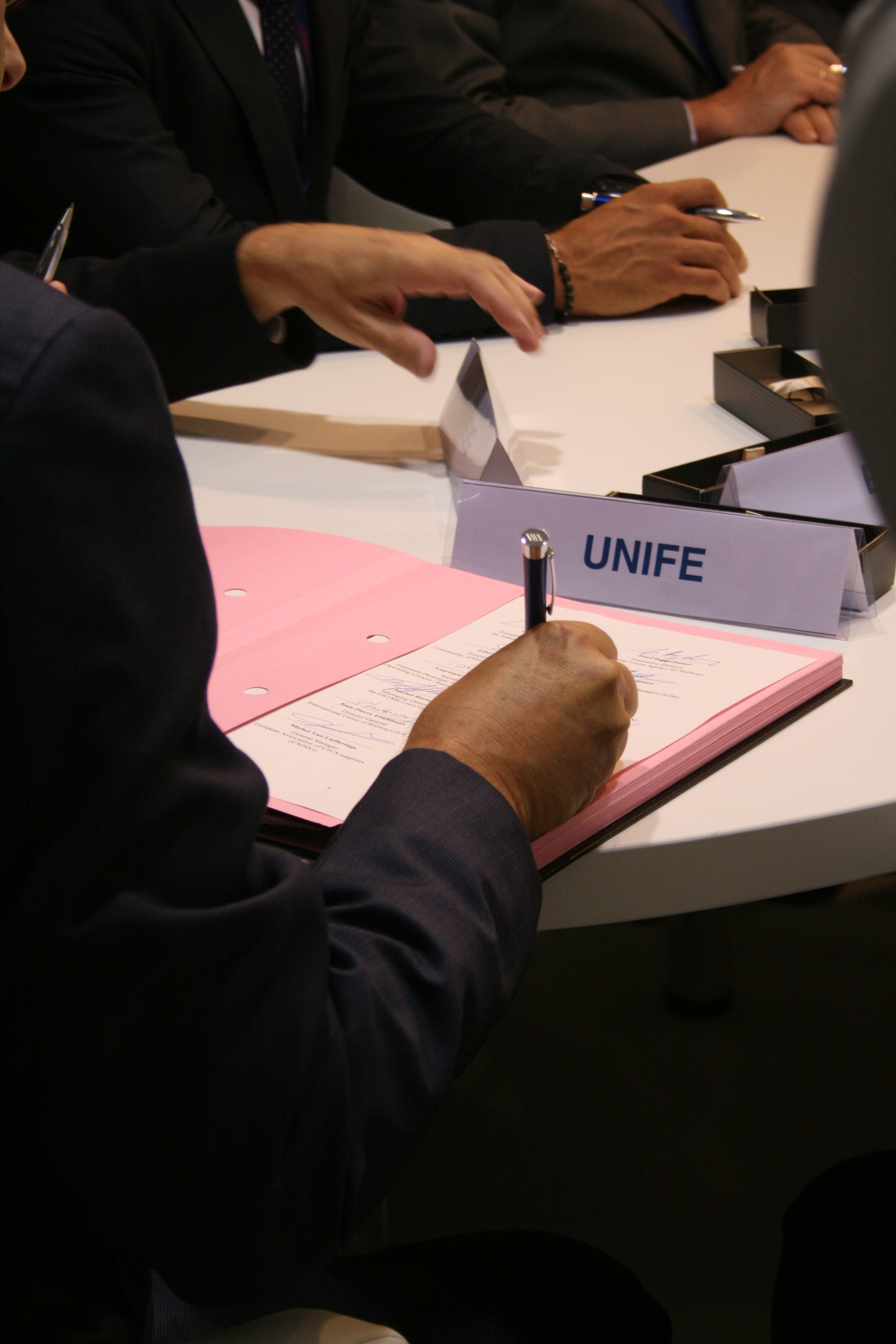
Die Absichtserklärung über die Weiterentwicklung von ETCS während der Unterzeichnung durch einen Vertreter der UNIFE (20. September 2016)

Im September 2023 wurde eine Neufassung der TSI CCS im Amtsblatt der Europäischen Union veröffentlicht, die am 28. September 2023 in Kraft trat und die ETCS Baseline 4 spezifizierte.
Zu den wesentlichen Verbesserungen zählen aus Sicht der Europäischen Eisenbahnagentur (ERA) u. a. ATO (Stufe 2), die Vorbereitung 5G-basierter Kommunikation (FRMCS) und der Digitalen Automatischen Kupplung und Hybrid Level 3 (wobei Level 3 mit der Baseline 4 in Level 2 inkludiert wurde). Vorgesehen ist auch eine modulare ETCS-Fahrzeugausrüstung. Auch die Vorgaben zu ERTMS im Europäischen Verkehrsnetz (TEN-V) werden fortgeschrieben.
Im Rahmen des bis 2020 umzusetzenden Vierten Eisenbahnpakets hatte die ERA den Auftrag, ETCS-Ausrüstungen zu begutachten, um deren Interoperabilität sicherzustellen. Aus Gesprächen über die weitere Entwicklung der ERTMS/ETCS-Spezifikation ging eine weitere Absichtserklärung hervor, die zwischen der ERA und Vertretern verschiedener Eisenbahnorganisationen unterzeichnet wurde. Damit sollte die Sicherheit geschaffen werden, dass Züge der neuesten ETCS-Version auf allen kompatiblen Linien betrieben werden können sollen. Daneben sollte das Verfahren bei Softwareupdates verbessert werden. Ebenso sollten längerfristige Entwicklungen und das Vierte Eisenbahnpaket berücksichtigt werden. Die ERA hatte die Arbeit an einer neuen Version der ETCS-Spezifikation im Herbst 2019 mit dem Ziel aufgenommen, Mitte 2021 ihre Empfehlung für die TSI 2022 der EU-Kommission vorzulegen.
Die Nationalen Umsetzungspläne sollten bis Juni 2024 fortgeschrieben werden.

### Ausblick
Ein weiteres Maintenance Release soll, laut einer Veröffentlichung von Anfang 2022, Mitte 2024 erscheinen.

## Interoperabilität
Im Zuge der Umsetzung der bisher verwirklichten ETCS-Projekte stellte sich heraus, dass die Interoperabilität von Fahrzeugen und Streckenausrüstungen unterschiedlicher Hersteller nur sehr eingeschränkt gegeben war. Dies ist einerseits darauf zurückzuführen, dass alle SRS-Stände bis einschließlich 2.2.2 erhebliche Interpretationsspielräume und Freiheiten ließen, andererseits darauf, dass die Onboard-Hersteller aus Zeitgründen zunächst nur die Funktionen implementierten, welche für einen bestimmten Auftrag respektive eine bestimmte Strecke notwendig waren, und nicht den vollen Funktionsumfang der SRS.
Mit dem Stand 2.3.0d der SRS, welcher von den Herstellern umgesetzt wird, soll die technische Interoperabilität erreicht werden. Um diese dann auch streckenunabhängig nachweisen zu können, sollten bis 2010 mehrere zertifizierte Testlabors in Europa aufgebaut werden. Zumindest bis dahin werden Zulassungen von ETCS-fähigen Fahrzeugen wie bisher nur streckenbezogen und nach nationalen Richtlinien ausgesprochen werden. Seit Anfang 2012 gibt es drei unabhängige Labore in Europa, die für Tests der Konformität und Interoperabilität von ETCS-Subsystemen und -Komponenten eingesetzt werden.
Nachdem die technische Interoperabilität nun weitgehend erreicht ist (wenn auch noch nicht von allen Herstellern vollständig umgesetzt und noch nicht eindeutig nachweisbar), treten die unterschiedlichen Betriebsverfahren der Bahnen immer mehr in den Vordergrund. Deren Vereinheitlichung ist Aufgabe der TSI „Traffic Operation and Management“ (2012/757/EU). Seit Januar 2020 gibt es ein harmonisiertes Handbuch für Triebfahrzeugführer für die Benutzung von ETCS.
Um die technische Interoperabilität auf der Fahrzeugseite einfacher zu erreichen sowie Ergänzungen oder Korrekturen der ETCS-Fahrzeugfunktionalität schneller und billiger auf allen Fahrzeugen mit ETCS-Ausrüstung installieren zu können, wirbt die Deutsche Bahn AG unter dem Stichwort openETCS für einen Open-Source-Ansatz für die ETCS-Fahrzeugsoftware.

## ETCS-Einführungen

### Übersicht

#### Bisherige Einführungen
Ende 1996 wurde ein Vertrag für eine ETCS-Testinstallation zwischen Wien und Budapest unterzeichnet. Zunächst wurden 40 km Strecke über die ungarisch-slowenische Grenze und fünf Lokomotiven ausgerüstet. Es war sowohl die erste ETCS-Erprobung unter realen Betriebsbedingungen als auch die erste, die einen Grenzübertritt mit einschloss. Ende 2000/Anfang 2001 hatten die Ungarischen Staatsbahnen den Auftrag zur Ausrüstung der 85 km langen Strecke Zalaegerszeg–Zalalövö–Hodoš mit ETCS L1 vergeben. Die im Herbst 2001 erfolgte Inbetriebnahme war der erste kommerzielle Einsatz von ETCS L1.
Vor dieser Erprobung waren verschiedene nationale Vorläufer im Einsatz.
Folgende Strecken und Streckenabschnitte wurden mit ETCS ausgerüstet:
| Jahr | Bahn         | Strecke                                                             | ETCS Level                                           | Bemerkungen |
| ---- | ------------ | ------------------------------------------------------------------- | ---------------------------------------------------- | --- |
| 2000 | RFI          | Florenz Campo di Marte–Arezzo                                       | Level 1                                              | Ende November 2000 demonstrierten FS und Alstom hier eine Zugfahrt unter ETCS Level 2; inzwischen wieder zurückgebaut                           |
| 2000 | SNCF         | Marles-en-Brie–Tournan                                              | Level 1                                              | |
| 2001 | BDZ          | Sofia–Burgas                                                        | Level 1                                              | |
| 2002 | SBB          | Zofingen–Sempach                                                    | Level 2                                              | europaweit erste kommerzielle Anwendung für Level 2; inzwischen wieder zurückgebaut                                                             |
| 2003 | ÖBB          | Wien–Nickelsdorf                                                    | Level 1                                              | derzeit deaktiviert |
| 2004 | SBB          | Neubaustrecke Mattstetten–Rothrist, Ausbaustrecke Solothurn–Wanzwil | Level 2                                              | ab 2. Juli 2006 nächtlicher Vorlaufbetrieb mit bis zu 160 km/h, seit Fahrplanwechsel 2007 im Regelbetrieb mit bis zu 200 km/h                   |
| 2005 | DB           | Halle (Saale)/Leipzig–Jüterbog–Berlin                               | Level 2                                              | Testzeitraum von Januar 2004 bis März 2007; IC 2519/2518 als erste Regelzüge im Netz der Deutschen Bahn unter ETCS Level 2 am 6. Dezember 2005, |
| 2005 | RFI          | Schnellfahrstrecke Rom–Neapel                                       | Level 2                                              | die Strecke ist nur mit ETCS Level 2 ausgestattet und wird mit bis zu 300 km/h befahren                                                         |
| 2006 | ADIF         | Madrid–Lleida                                                       | Level 1                                              | erste kommerzielle Anwendung für 300 km/h |
| 2006 | RFI          | Schnellfahrstrecke Turin–Mailand (Abschnitt Novara–Turin)           |                                                      | |
| 2007 | BLS          | Lötschberg-Basislinie                                               | Level 2                                              | Regelbetrieb |
| 2007 | Infrabel     | Lüttich–Walhorn                                                     | Level 2                                              | wegen fehlender Fahrzeugausstattung Betrieb erst ab 2009                                                                                        |
| 2007 | ProRail      | Betuweroute Hafen Rotterdam–Zevenaar                                | Level 2                                              | Regelbetrieb |
| 2009 | TCDD         | Hochgeschwindigkeitsstrecke Ankara–Istanbul                         | Level 1                                              | seit 13. März 2009 im Regelbetrieb |
| 2009 | ŽSR          | Svätý Jur–Nové Mesto nad Váhom                                      | Level 1                                              | Regelbetrieb ab Fahrplanwechsel 2010/2011 |
| 2009 | ProRail      | Schnellfahrstrecke Schiphol–Antwerpen                               | Level 2                                              | grenzüberschreitender Betrieb mit bis zu 300 km/h                                                                                               |
| 2010 | Trafikverket | Botniabanan (Nyland–Umeå, Schweden)                                 | Level 2                                              | Regelbetrieb ab Fahrplanwechsel 2010/2011 |
| 2010 | Trafikverket | Västerdalsbanan (Malung–Borlänge, Schweden)                         | Level 3                                              | Testbetrieb. Paralleler Betrieb mit dem alten manuellen System mit optischen Signalen.                                                          |
| 2011 | ÖBB          | Bahnstrecke Wels–Passau                                             | Level 1                                              | Die Umrüstung der Bestandsstrecke Wels – Passau auf ETCS Level 1 erfolgte bis Ende 2011, seit September 2012 in Betrieb.                        |
| 2012 | ÖBB          | Schnellfahrstrecke Wien–St. Pölten                                  | Level 2                                              | Neubaustrecke |
| 2012 | ÖBB          | Unterinntalbahn, Neue Unterinntalbahn, Umfahrung Innsbruck          | Level 2                                              | |
| 2012 | Trafikverket | Västerdalsbanan (Malung–Borlänge, Schweden)                         | Level 3                                              | Pilotstrecke für ERTMS Regional, Testbetrieb ab Februar, Vollbetrieb seit Ende April                                                            |
| 2013 | DB           | Aachen–Staatsgrenze Deutschland/Belgien, dt. Teil der HSL 3         | TBL1+ mit Eurobalisen (ETCS-kompatibel)              | seit 15. Dezember 2013 |
| 2014 | ÖBB          | Nordbahn, Laaer Ostbahn (Wien Simmering – Bernhardsthal)            | Level 2                                              | seit Ende Oktober 2014 |
| 2014 | SNCF Réseau  | LGV Est européenne                                                  | Level 2                                              | Parallelbetrieb mit TVM-430, erster Abschnitt der Strecke war ohne ETCS schon seit 2007 in Betrieb                                              |
| 2015 | SBB          | Brunnen–Altdorf Rynächt                                             | Level 2                                              | seit 15./16. August 2015 |
| 2015 | SBB          | Pollegio Nord – Biasca (exkl.) – Giustizia – Castione               | Level 2                                              | seit 5./6. Dezember 2015 |
| 2015 | DB           | Erfurt–Leipzig/Halle                                                | Level 2, Baseline 2.3.0d mit zusätzlichen Änderungen | seit 13. Dezember 2015 im Regelbetrieb mit ICE T bis 230 km/h, seit 10. Dezember 2017 bis 300 km/h                                              |
| 2016 | PRASA        | Teststrecke für ETCS L2 - Gauteng Region – Olifantsfontein/Irene    | Level 2                                              | Teststrecke zur Erprobung eines Prototyps von Alstom-Fahrzeuggeräten                                                                            |
| 2016 | ŽSR          | Žilina–Čadca                                                        | Level 2                                              | [ 102 ] |
| 2016 | SBB          | Gotthard-Basistunnel                                                | Level 2                                              | |
| 2017 | DB           | Nürnberg–Erfurt                                                     | Level 2                                              | seit 10. Dezember 2017 mit ETCS Baseline 3 |
| 2017 | ÖBB          | Güterzugumfahrung St. Pölten                                        | Level 2                                              | seit 10. Dezember 2017 |
| 2017 | SNCF Réseau  | LGV Bretagne-Pays de la Loire                                       | Level 2                                              | Parallelbetrieb mit TVM 300 |
| 2017 | SNCF Réseau  | LGV Sud Europe Atlantique                                           | Level 2                                              | Parallelbetrieb mit TVM 300 |
| 2018 | DB           | Eisenach–Erfurt                                                     | Level 2                                              | Inbetriebnahme am 8. August 2018 |
| 2019 | DB           | Knoten Basel / Hochrheinbahn                                        | Level 1                                              | Erstinbetriebnahme von L1 LS im deutschen Netz am 8. August 2019                                                                                |
| 2020 | SBB          | Ceneri-Basistunnel                                                  | Level 2                                              | |
| 2020 | DB           | Berlin–Dresden                                                      | Level 2                                              | Abschnitt Hohenleipisch–Wünsdorf |
| 2020 | Banedanmark  | Roskilde–Køge–Næstved                                               | Level 2                                              | [ 105 ] [ 106 ] |
| 2021 | DB           | Digitale S-Bahn Hamburg (Pilotprojekt) Korridor Bergedorf           | Level 2                                              | mit ATO-Funktionen |
| 2022 | DB           | NBS Wendlingen–Ulm                                                  | Level 2                                              | ohne konventionelle Signale |
| 2022 | DB           | Darmstadt-Eberstadt – Laudenbach                                    | Level 2                                              | zusätzlich zu PZB und konventionellen Signalen                                                                                                  |
| 2023 | ÖBB          | Linz–Wels                                                           | Level 2                                              | |
| 2023 | ÖBB          | St. Paul im Lavanttal – Klagenfurt inkl. Schleife Bleiburg (Koralm) | Level 2                                              | |
| 2025 | Network Rail | Northern City Line (Moorgate–Finsbury Park)                         |                                                      | ohne konventionelle Signale, Teil des East Coast Digital Programme                                                                              |

#### Planungen
| Jahr                     | Bahn        | Strecke                                                           | ETCS Level              | Bemerkungen |
| ------------------------ | ----------- | ----------------------------------------------------------------- | ----------------------- | --- |
| 2024 / 2025              | DB          | Mannheim–Frankfurt (Riedbahn)                                     | Level 2                 | zusätzlich zu PZB und konventionellen Signalen (einzelne Bereiche mit ETCS erst einige Zeit im Jahr 2025 wegen Abnahmefahrten für alle RBCs, andere Bereiche direkt mit Eröffnung unter ETCS.) |
| 2025                     | DB          | Berlin–Rostock                                                    | Level 2                 | [ 109 ] [ 110 ] |
| 2024 / 2025              | DB          | Knappenrode – Horka                                               | Level 2                 | Unbekannt ob 2024 oder 2025 die Inbetriebnahme erfolgt, im Bauportal ist von Lieferengpässen im aktuellen Zeitplan für 2023 geschrieben.                                                       |
| 2024                     | SNCF Réseau | LN 1 Paris – Lyon                                                 | Level 2                 | Vollsperrung im November für letzte Arbeiten vor Inbetriebnahme. |
| 2024[veraltet]           | ÖBB         | Inzersdorf Ort – Wampersdorf                                      | Level 2                 | [ 114 ] |
| 2024[veraltet]           | ÖBB         | Gramatneusiedl – Staatsgrenze n. Nickelsdorf – Kittsee            | Level 2                 | [ 114 ] |
| 2024[veraltet]           | ÖBB         | Wien Meidling – Inzersdorf Ort                                    | Level 2                 | [ 114 ] |
| 2024[veraltet]           | ÖBB         | Wels – Haiding                                                    | Level 2                 | [ 114 ] |
| 2024[veraltet]           | ÖBB         | Gänserndorf – Marchegg                                            | Level 2                 | [ 114 ] |
| 2024[veraltet]           | ÖBB         | Wien Stadlau – Staatsgrenze n. Marchegg                           | Level 2                 | [ 114 ] |
| 2024[veraltet]           | ÖBB         | Wien Hbf Lückenschluss                                            | Level 2                 | [ 114 ] |
| 2025                     | DB          | Gundelfingen – Haltingen                                          | Level 2                 | [ 115 ] |
| 2025                     | ÖBB         | Wien Meidling – Wr. Neustadt                                      | Level 2                 | [ 114 ] |
| 2025                     | ÖBB         | Klagenfurt Hbf – Villach Hbf                                      | Level 2                 | [ 114 ] |
| 2025                     | ÖBB         | Graz – St. Paul im Lavanttal (Koralm)                             | Level 2                 | [ 114 ] |
| 2025                     | ÖBB         | Graz Hbf – Staatsgrenze n. Spielfeld Str.                         | Level 2                 | [ 114 ] |
| 2025                     | ÖBB         | Mixnitz – Graz Hbf                                                | Level 2                 | [ 114 ] |
| 2025                     | ÖBB         | Graz Hbf – Graz Stadion Liebenau                                  | Level 2                 | [ 114 ] |
| 2025                     | DB          | ABS Dreigleisigkeit Stelle–Lüneburg (Abschnitt Hamburg – Maschen) | Level 2                 | [ 116 ] |
| 2026                     | DB          | Karlsruhe–Rastatt                                                 | Level 2                 | Nach aktuellen Planungen soll 2026 die Eröffnung des Tunnel Rastatts erfolgen, insofern ist von einer Inbetriebnahme 2026 auszugehen.                                                          |
| 2026                     | DB          | Rastatt – Freiburg                                                | Level 2                 | [ 112 ] |
| 2029                     | DB          | Saarbrücken–Ludwigshafen (POS Nord)                               | Level 2                 | [ 112 ] [ 117 ] [ 119 ] |
| 2025                     | DB          | Berlin – Halle / Bitterfeld – Leipzig (VDE 8.3)                   | Level 2                 | [ 117 ] [ 120 ] |
| 2025                     | DB          | Berlin-Südkreuz – Blankenfelde                                    | Level 2                 | zusätzlich zu PZB und konventionellen Signalen |
| 2026 bis mindestens 2032 | DB          | Digitaler Knoten Stuttgart                                        | Level 2, Hybrid Level 3 | Ausrüstung von rund 500 Streckenkilometern, darunter das gesamte S-Bahn-Netz und die Infrastruktur von Stuttgart 21 sowie Ausrüstung von mehr als 500 Triebzügen und weiteren Triebfahrzeugen  |
| 2026                     | ÖBB         | Wien Praterstern – Floridsdorf – Süssenbrunn                      | Level 2                 | [ 114 ] |
| 2026                     | ÖBB         | Floridsdorf – Wien Strebersdorf                                   | Level 2                 | [ 114 ] |
| 2026                     | ÖBB         | Villach Hbf – Staatsgrenze n. Thörl-Maglern                       | Level 2                 | [ 114 ] |
| 2026                     | ÖBB         | Wr. Neustadt – Mürzzuschlag                                       | Level 2                 | [ 114 ] |
| 2026                     | DB          | Emmerich–Oberhausen (ABS 46)                                      | Level 2, Level 1 LS     | [ 117 ] [ 124 ] |
| 2026                     | DB          | Dresden–Coswig (VDE 9)                                            | Level 2                 | [ 125 ] |
| 2027                     | ÖBB         | Tulln – Herzogenburg – St. Pölten                                 | Level 2                 | [ 114 ] |
| 2027                     | ÖBB         | Absdorf H. – Krems                                                | Level 2                 | [ 114 ] |
| 2027                     | ÖBB         | Stockerau – Absdorf H.                                            | Level 2                 | [ 114 ] |
| 2027                     | ÖBB         | Krems – Herzogenburg                                              | Level 2                 | [ 114 ] |
| 2027                     | ÖBB         | Absdorf H. – Gmünd                                                | Level 2                 | [ 114 ] |
| 2027                     | ÖBB         | Wien Praterstern – Wien Quartier Belvedere                        | Level 2                 | [ 114 ] |
| 2027                     | ÖBB         | Rennweg – Flughafen Wien                                          | Level 2                 | [ 114 ] |
| 2027                     | ÖBB         | Inzersdorf Ort – Oberlaa                                          | Level 2                 | [ 114 ] |
| 2027                     | ÖBB         | Kaiserebersdorf – Bf Donaukai – Wien Brigittenau                  | Level 2                 | [ 114 ] |
| 2027                     | ÖBB         | Gramatneusiedl – Wampersdorf                                      | Level 2                 | [ 114 ] |
| 2027                     | ÖBB         | Wien Hbf – Gramatneusiedl                                         | Level 2                 | [ 114 ] |
| 2027                     | ÖBB         | Wien Quartier Belvedere – Wien Meidling – Maxing                  | Level 2                 | [ 114 ] |
| 2027                     | ÖBB         | Stammstrecke Wien                                                 | Level 2                 | [ 126 ] |
| 2030                     | DB          | Digitale S-Bahn Hamburg                                           | Level 2                 | Korridor Harburg vsl. 2029 Citybereich vsl. 2030 Korridor Wedel vsl. 2030 |
| 2030                     | ÖBB         | Semmering-Basistunnel                                             | Level 2                 | [ 128 ] |

### Belgien

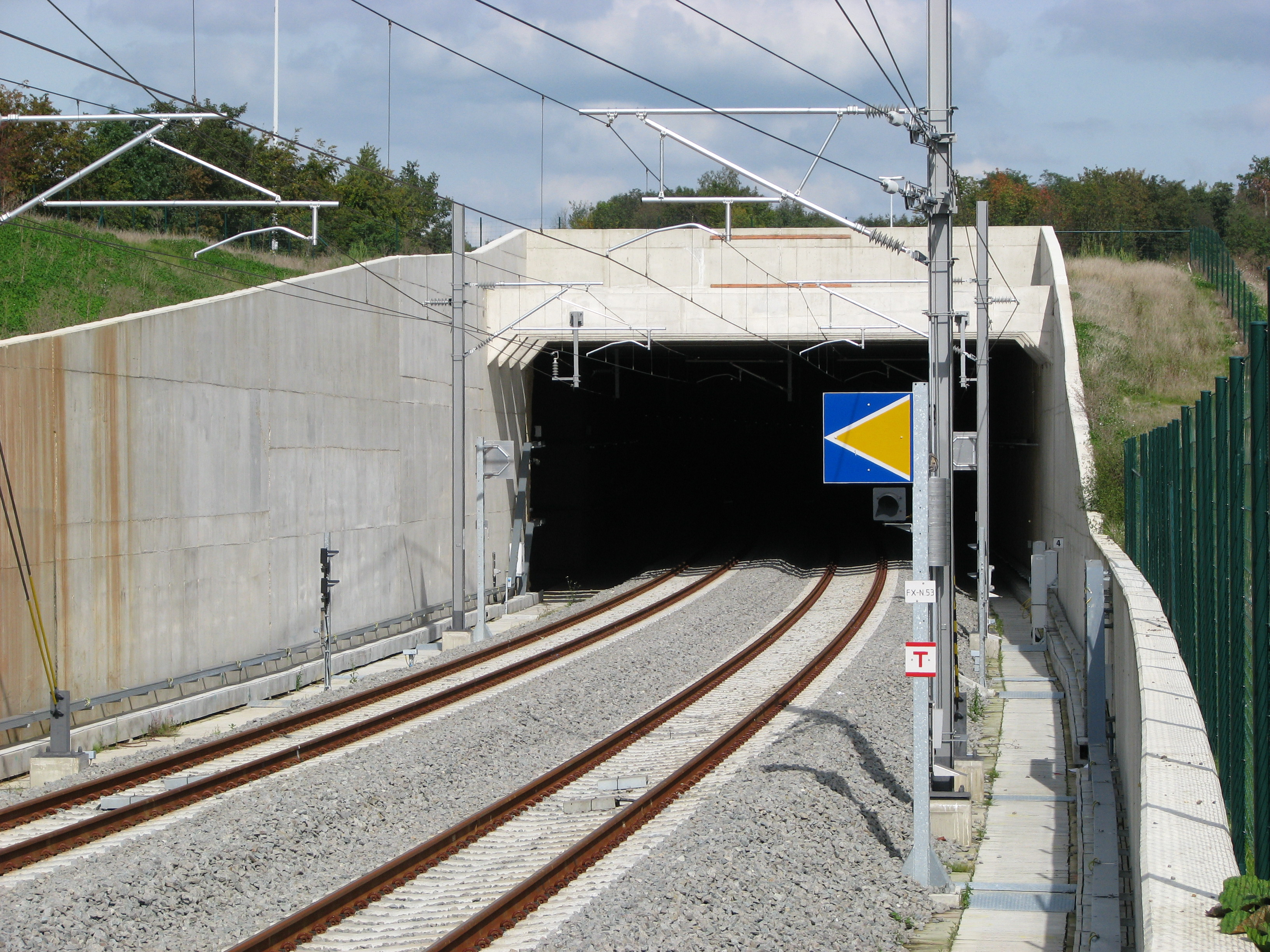
ETCS-Halt-Tafel mit Licht-Ersatzsignal auf der HSL 3

In Belgien verfolgte die staatliche Bahngesellschaft NGBE (niederländisch NMBS; französisch SNCB) seit Beginn die Aktivitäten zur Standardisierung der Zugbeeinflussungs- und Signalsysteme und vertrat die Interessen des Landes. Das Interesse ergab sich aus der Inbetriebnahme neuer Hochgeschwindigkeitsstrecken für den Personenverkehr, der wirtschaftlichen Förderung der Häfen an der Nordsee durch moderne Güterverbindungen in europäische Binnenbereiche sowie des allgemeinen technischen Alters der bestehenden Systeme.
1999 entschied der NGBE-Verwaltungsrat, die 2002 zur Eröffnung anstehende HSL 2 mit dem weiterentwickelten nationalen Zugbeeinflussungssystem TBL 2 auszurüsten, die weiteren Strecken HSL 3 und HSL 4 mit ETCS. Um das Sicherheitsniveau im konventionellen Netz zu erhöhen und um Interoperabilität anzustreben, sollte das konventionelle Netz mit ETCS L1 ausgerüstet werden. Aufgrund hoher Umrüstungskosten der Fahrzeuge sollten weite Teile der Fahrzeugflotte mit einfachen Bordgeräten ausgerüstet werden, die die nationalen Pakete (Paket 44) aus Eurobalisen auslesen können sollten. Dieses System wird als TBL1+ bezeichnet. Aufgrund der technischen Kompatibilität kann dieses System um Datenpakete für standardisierte ETCS-Zugbeeinflussung ergänzt werden. Das Vorgehen der Migration zu ETCS ausgehend von nationaler Infrastruktur ist gleich der von Italien (SCMT) oder von der Schweiz (Euro-Signum bzw. Euro-ZUB) gewählten.
2003 schrieben die NGBE die Ausrüstung ihrer Hochgeschwindigkeitsstrecken mit ETCS aus. Der Vertrag, der ETCS L2 mit zusätzlichem ETCS L1 als Rückfallebene umfasst, wurde Ende 2003 an ein Konsortium vergeben.
Geplant war zunächst, das gesamte Netz mit ETCS Level 1 LS auszurüsten, eine Aufrüstung zu Level 1 FS wäre dann einfach möglich. Ein Auftrag über die Ausrüstung von 4000 Signalen sowohl mit TBL1+ als auch ETCS L1 (LEU) sowie deren Wartung für 20 Jahre, wurde im März 2001 ausgeschrieben und nach einem dreistufigen Verfahren im Juni 2006 an Siemens vergeben.
Nach der Privatisierung der NGBE im Jahr 2005 war die neu gegründete Infrabel für die Infrastruktur des Bahnnetzes zuständig und führte die Aktivitäten fort. Bei der NGBE verblieben die Aktivitäten bezüglich des Rollmaterials. Nach einer Reihe von schweren Unfällen (u. a. dem Eisenbahnunfall von Halle) hatte man das gemeinsame Ziel, die Sicherheit des Eisenbahnbetriebs zu verbessern. Dazu arbeitet man nach einem ETCS–Masterplan, der seit 2016 in Kraft ist.
Als erste Bestandsstrecke wurde die Bahnstrecke Brüssel–Lüttich mit ETCS ausgerüstet und am 1. März 2012 in Betrieb genommen. Erstmals kam damit auch ETCS L1 in Belgien zum Einsatz. Im Dezember 2014 ging der Liefkenshoek rail link mit ETCS L2 in Betrieb.
Im Infrabel-Budget 2015 waren 332 Millionen Euro für Sicherungstechnik einschließlich ETCS vorgesehen. Das Unternehmen vergab im Sommer 2015 einen langfristigen Auftrag in Höhe von 510 Millionen Euro an ein Konsortium von Siemens Mobility und Cofely-Fabricom für den Einbau von ETCS L2 auf mehr als 2200 Gleiskilometern. Der Auftrag, der auch die Ausrüstung des gesamten Netzes mit Elektronischen Stellwerken einschließt, läuft bis 2025. Nach anderen Angaben sollte die ETCS-Ausrüstung des gesamten Netzes 3,7 Milliarden Euro kosten.
Nachdem bis Mitte 2015 etwa 940 km des von Infrabel betriebenen Netzes mit ETCS ausgerüstet war, ist seit Dezember des Jahres der gesamte 429 km lange belgische Abschnitt des Nord-Süd-Korridors (Hafen Antwerpen–Mittelmeer) durchgehend mit ETCS L1 befahrbar. Laut Angaben von Infrabel sei dies die längste mit ETCS ausgerüstete Bestandsstrecke in Europa.
Insgesamt waren Ende 2015 1225 km Hauptstrecken, rund ein Fünftel des Netzes, mit ETCS (Level 1 oder 2) befahrbar.
Im Jahr 2016 wurde eine Bestellung über 1362 M7-Doppelstockwagen mit Liefertermin zwischen 2018 und 2021 ausgelöst, die durchgehend ETCS erhalten werden. Die Fahrzeuge sind Ersatz für Typen, die nicht mit ETCS nachgerüstet werden können.
Bis Ende 2022 sollte gemäß dem nationalen ETCS–Masterplan von 2014 das gesamte belgische Netz mit ETCS ausgerüstet werden. Die ETCS-Ausrüstung der Fahrzeuge der NMBS sollte bis 2023 abgeschlossen werden.
Im März 2023 waren 52 Prozent des Netzes mit ETCS ausgerüstet, insgesamt 3333 Gleiskilometer. Bis Ende 2023 sollen weitere 670 Kilometer folgen. Im Juli 2024 waren 4414 Kilometer ausgerüstet. Das entspricht 69 Prozent. Bis 2025 sollten alle Züge in Belgien mit ETCS fahren. Die belgische Regierung verschob diese Zielmarke im Mai 2025 auf 2027, da die Fahrzeugausrüstung einiger privater Eisenbahnverkehrsunternehmen nicht rechtzeitig fertig werde, gleichwohl die Infrastruktur rechtzeitig fertig sei.

### Bulgarien
In Bulgarien begann 1999 die Arbeit an der ETCS-Level-1-Pilotstrecke Sofia–Burgas. Die Arbeiten wurden 2001 abgeschlossen. Da die weitere Benutzung der bisherigen Zugbeeinflussungseinrichtungen (EBICAB 700) ein wichtiges Kriterium war, wurde erstmals durch die Firma Thales eine ETCS-Level-1-OBU mit STM für EBICAB entwickelt. Eine Kosten-Nutzen-Analyse für die Ausrüstung wichtiger Strecken im Zeitraum von 2007 bis 2013 wurde erstellt. Praktische Verträge zur Ausrüstung der Strecken Sofia-Plowdiw und Swilengrad-Plowdiw wurden 2013 bekannt. 2014 wurde in einem Masterplan zur Rehabilitierung der Eisenbahn für den Zeitraum von 2014 bis 2020 ausdrücklich auf die Implementierung von ETCS und GSM-R hingewiesen. Allerdings waren die nationalen rechtlichen Grundlagen zum Betrieb noch nicht ausreichend entwickelt und sollten bis Ende 2015 als gesetzliche Grundlage überarbeitet werden.
Für das Jahr 2017 wurden folgende betrieblichen Angaben zur Nutzung von ETCS bekannt gemacht:
- Strecken Sofia–Plovdiv und Skutare-Stara Zagora–Plowdiw: EBICAB-700 (TSI CCS Annex B), ETCS Level 0
- Bahnknoten Plowdiw, einschließlich Bahnhof Plowdiw-Patnicheska, Bahnhof Plowdiw-Razpredelitelna (Ost), Trakia, Filipowo und Strecke Stara Zagora–Burgas: ETCS Level 1 SRS 1.2.0/1999, ALTRACS BDZ
- Strecken Septemwri–Plowdiw und Stara Zagora–Burgas: aktuell wegen Bauarbeiten außer Betrieb

Folgende Strecken sind in Aufbau bzw. ausgerüstet und können per Bekanntmachung in Betrieb gehen:
- Donaubrücke 2 (Widin) – Widin Personenbahnhof: 16 km, ETCS Level 1, SRS 2.3.0d, Streckenausrüstung installiert, aber nicht in Betrieb.
- Plowdiw – Swilengrad: 143 km, ETCS Level 1, SRS 2.3.0d, Abschnitt Katunitsa–Jabalkowo Streckenausrüstung aufgebaut, aber nicht in Betrieb. Die anderen Abschnitte sind im Aufbau.
- Plowdiw – Septemwri: 54 km, ETCS Level 1, SRS 2.3.0d, Strecke im Aufbau.

### Dänemark
Nachdem das Ende des Lebenszyklus bestehender Sicherungstechnik absehbar war, kündigte der dänische Schienennetzbetreiber Banedanmark am 10. Dezember 2008 an, alle Signalanlagen in Dänemark zwischen dem 1. Quartal 2009 und 2021 durch ETCS Level 2 zu ersetzen. Damit einher sollte ein völlig neues betriebliches Regelwerk gehen. Das auf 3,3 Milliarden Euro (21 Milliarden Dänischen Kronen) geschätzte Projekt sollte in vier Losen vergeben werden, zwei für die Ausrüstung des Netzes und eines für die Ausrüstung der Fahrzeuge. Ein viertes Los war für die S-Bahn Kopenhagen vorgesehen, die aufgrund kurzer Zugfolgen mit einem CBTC-System (Moving Block) ausgerüstet werden soll. Die entsprechenden finanziellen Mittel wurden im Herbst 2008 durch das dänische Parlament bewilligt. An der Ausschreibung beteiligten sich alle großen Signaltechnik-Hersteller, jeweils in allen vier Losen.
Am 24. Januar 2010 wurden die bevorzugten Bieter bekanntgegeben: Siemens für die S-Bahn Kopenhagen (CBTC), Alstom für Fahrzeuggeräte und den östlichen Teil der ETCS-Streckeninfrastruktur sowie Thales/Balfour Beatty Rail für den Westteil der ETCS-Infrastruktur. Für Alstom, das sämtliche Fahrzeuggeräte und die Hälfte der Streckeninfrastruktur liefert, war es der größte ETCS-Auftrag in der Unternehmensgeschichte. Die Verträge für die Implementierung von Baseline 3 wurden zu Festpreisen geschlossen. Weitere Verträge wurden unter anderem für GSM-R, Betriebszentralen und Dienstleistungen geschlossen. Erste Streckenabschnitte sollten zwischen 2013 und 2017 in Betrieb gehen. Die Kosten wurden ohne Puffer auf 2,4 Milliarden Euro geschätzt. Davon entfielen 34 Prozent auf die strecken- und fahrzeugseitige Sicherungstechnik und 18 Prozent auf weitere Hardware wie GSM-R, Übertragungsnetz, Gebäude und den Abbau der Altanlagen. Rund die Hälfte des Budgets entfällt auf Dienstleistungen wie Planung, Entwicklung, Test, Zulassung und Ausbildung. Als Benannte Stelle beauftragte Banedanmark im Dezember 2010 Lloyd’s Register Rail.
2009 wurde die Einführung auf allen staatlich betriebenen Strecken zwischen 2017 und 2021 vorgesehen. Nebenstrecken sollten nach 2021 mit ERTMS Regional ausgestattet werden. Seit Anfang 2019 wird seitens Banedanmark eine Strækningsoversigt ETCS bereitgestellt.
Die Kosten der Fahrzeugausrüstung werden durch den Infrastrukturbetreiber gefördert. Aufgrund von erheblichen Verzögerungen bei der Fahrzeugausrüstung verschob die dänische Regierung 2017 das Ende der ETCS-Umstellung von 2023 auf 2030. 2024 folgte eine weitere Verschiebung auf 2033.
Anfang Februar 2019 wurde eine Vereinbarung bekannt gegeben, mit der die Fortsetzung der Fahrzeugausrüstung durch Alstom eine neue vertragliche Grundlage erhielt. Im November 2019 waren die ersten sechs Züge der Baureihe MF (IC3) umgebaut und zugelassen. Bis Oktober 2020 wurden insgesamt 100 Triebfahrzeuge des Fern- und Regionalverkehrs ausgerüstet.
Zum Fahrplanwechsel im Dezember 2019 ging die zweite Pilotstrecke mit ETCS L2 BL3 in Betrieb. Zwischen Roskilde und Køge wurde mit einer einwöchigen Vollsperrung die gesamte Funktionalität mit Bahnübergängen und Anschluss an die nationale Leitstelle in Betrieb genommen. Die erste reguläre Inbetriebnahme einer Strecke erfolgte im April 2020 auf der Thybane von Thisted nach Struer.

### Deutschland

In Betrieb befindliche ETCS-Ausrüstung in Deutschland (Stand: Dezember 2024)

In Deutschland wurde für ETCS das umfangreiche Lastenheft Betrieblich-technische Systemfunktionen (BTSF) geschaffen, um herstellerübergreifend einheitliche betriebliche Verfahren im Bahnbetrieb mit ETCS Level 2 sicherzustellen. Dazu wurden anhand der bestehenden Fahrdienstvorschrift betriebliche Funktionen den technischen Funktionen von ETCS zugeordnet. Für diese betrieblich-technischen Systemfunktionen werden die notwendigen Projektierungen und Parametrisierungen beschrieben – dies umfasst über Festlegungen für RBC-Funktionen und die Platzierung von Balisen hinaus auch Anforderungen an weitere Umsysteme, insbesondere Stellwerke, das betriebliche Regelwerk und die Instandhaltung. Daneben wurden ein neues Lastenheft für eine integrierte ETCS-Bedienoberfläche für Fahrdienstleiter sowie ein Testfallkatalog, um das Zusammenspiel von Fahrzeugen und Strecken zu erproben, entwickelt. Alle Dokumente werden einem gutachterlichen Prozess unterzogen, einschließlich einer Risiko- und Gefährdungsanalyse.
Im Netz der Deutschen Bahn soll ETCS Level 1 grundsätzlich nur in der Ausprägung Limited Supervision eingesetzt werden, während ETCS Level 1 Full Supervision und Euroloops nicht vorgesehen sind. Es gibt jedoch Überlegungen, ETCS Level 1 Full Supervision auf Grenzbetriebsstrecken einzusetzen, um einen Lückenschluss zwischen ETCS-Level-2-Ausrüstungen unterschiedlichster Spezifikationsstände und Systemversionen herzustellen. Zudem ist seitens des VDV ein Lastenheft für die Anwendung von ETCS Level 1 Full Supervision auf NE-Bahnen in Vorbereitung.
Ende 2019 waren 320 km im Netz der Deutschen Bahn mit ETCS ausgerüstet.

#### Erprobung
Bei der ab 1995 im Bau befindlichen Schnellfahrstrecke Köln–Rhein/Main sollte zunächst ETCS ohne ortsfeste Signale eingesetzt werden. Als sich bei der Spezifikation und Realisierung von ETCS Verzögerungen abzeichneten, fiel 1998 die endgültige Entscheidung, eine weiterentwickelte linienförmige Zugbeeinflussung (LZB L72 CE-II) einzusetzen. Ende der 1990er wurde die deutsche Variante von ETCS, die unter Erhaltung der Interoperabilität um spezielle Funktionen und Schnittstellen ergänzt werden sollte, auch als Funkzugbeeinflussung bezeichnet.
Anfang Oktober 1997 wurde entschieden, die Ausbaustrecken Halle/Leipzig–Berlin (Verkehrsprojekt Deutsche Einheit Nr. 8) mit ETCS auszurüsten. Das Level-2-Pilotprojekt wurde 1999 aufgenommen. Zunächst wurde ein Abschnitt zwischen Bitterfeld und Lutherstadt Wittenberg zur Erprobung ausgewählt. Im Jahr 2002 verkehrte auf der Strecke ein von DB Systemtechnik entwickelter und als Train Control Testcar bezeichneter vierachsiger Diesel-Testtriebwagen. Für die vorläufige Systemzulassung wurde Mitte 2002 dabei für Ende 2003 gerechnet, für die netzweite Systemzulassung bis Ende 2004.
Letztlich wurden 155 Streckenkilometer zwischen Ludwigsfelde und Leipzig mit ETCS Level 2 (nach SRS 2.2.2) ausgerüstet und dazu rund 1100 Balisen eingebaut sowie vier ETCS-Zentralen eingerichtet. Daneben wurde ab 2007 auf einem Teilabschnitt des südlichen Berliner Außenrings, einschließlich zweier Verbindungsbögen zur Strecke Richtung Bitterfeld, ETCS Level 1 erprobt. Der Abschnitt zwischen Ludwigsfelde und Jüterbog (39 km) wurde als ERTMS-Teststrecke von der EU-Kommission kofinanziert, die übrigen 120 Kilometer wurden ohne EU-Beteiligung finanziert, um Erfahrungen mit ETCS Level 2 zu gewinnen.
Am 7. Juli 2003 verkehrte zwischen Jüterbog und Bitterfeld – erstmals in Europa – ein Reisezug ETCS-geführt mit einer Geschwindigkeit von 200 km/h. Im Herbst 2005 genehmigte das Eisenbahn-Bundesamt ETCS-Hochtastfahrten bis 160 km/h auf den insgesamt 140 km langen Pilotstreckenabschnitten. Ab 6. Dezember 2005 verkehrte ein IC-Zugpaar zwischen Jüterbog und Leipzig mit einer Höchstgeschwindigkeit von 200 km/h unter ETCS Level 2. Es war zu diesem Zeitpunkt die einzige Anwendung von ETCS Level 2 im kommerziellen Betrieb in Europa. Die ETCS-Ausrüstung wurde durch Alcatel SEL und Siemens realisiert.
ETCS Level 2 wurde auf den Strecken so lange erprobt, bis es die Zulassungsvoraussetzungen des Eisenbahn-Bundesamtes erfüllte. Der geforderte Nachweis gleicher Sicherheit zu bestehenden Zugbeeinflussungssystemen wurde unter hohem Aufwand für diesen Anwendungsfall erbracht. Um einen Parallelbetrieb mit dem bisherigen deutschen Zugbeeinflussungssystem LZB zu ermöglichen, wurde eine neue sichere und hochverfügbare Schnittstelle (H3.SZS/Sahara) zwischen Stellwerk (CIR-ELKE-Funktionalität) und den Zugbeeinflussungssystemen LZB und ETCS Level 2 eingeführt. Zwischen ESTW sowie LZB und RBC wurde dabei ein neu entwickelter LANCOP-2-Rechner eingesetzt.
Nach einer zweijährigen Erprobungsphase wurde die ETCS-Level-2-Ausrüstung der Strecke als weltweit erste im Dezember 2005 für den kommerziellen Fahrgastbetrieb freigegeben. Die Linienzugbeeinflussung der Strecke war zu diesem Zeitpunkt noch nicht zugelassen und nicht in Betrieb. Am 24. Februar 2006 erreichte ein ETCS-geführter Zug erstmals eine Geschwindigkeit von 180 km/h. Das IC-Zugpaar 2418/2419 verkehrte probeweise ab 26. Mai 2006 fahrplanmäßig zwischen Leipzig und Berlin mit ETCS bei bis zu 200 km/h. Am 17. Juni 2006 wurde erstmals in Europa der fahrplanmäßige Betrieb unter ETCS mit 200 km/h aufgenommen, allerdings zeitlich begrenzt und nur mit einzelnen Zugpaaren; die IC 2418/2419 bzw. 2416/2417 sowie der EN 228/229 verkehrten ETCS-geführt. Im Rahmen dieses Pilotvorhabens wurden erstmals in Deutschland spezielle ETCS-Planunterlagen erstellt. Daraus entstanden auch erste Entwürfe für ETCS-Richtlinienmodule (819.1344 und 819.1347). Auf der Grundlage der Betriebserfahrungen gründete die DB ProjektBau 2009 ein ETCS-Kompetenzzentrum in Dresden. Im Rahmen des Pilotvorhabens wurden nur die Funktionen umgesetzt, die für einen Betrieb im Netz der DB unbedingt erforderlich waren. Eine Vielzahl weiterer Funktionen (z. B. zum Rangieren oder für Bahnübergänge) war darin noch nicht enthalten. Daneben galt die verwendete SRS-Version 2.2.2 als noch nicht interoperabel. Der im Januar 2004 begonnene Testzeitraum endete im März 2007.
Nachdem an verschiedenen Streckenabschnitten der Pilotstrecke zunächst unterschiedliche Entwicklungs- und Testschritte umgesetzt worden waren, lief 2007 eine Vereinheitlichung auf einen einheitlichen Ausrüstungsstand. Aufgrund einer fehlenden Zulassung des Eisenbahn-Bundesamtes ist die ETCS-Ausrüstung der Strecke nicht mehr in Betrieb. Zwischenzeitlich wurde die Planung überarbeitet und neue Balisen (nach SRS 2.3.0d) im Gleis verlegt.
ETCS Level 1 wurde in einem Streckenabschnitt der Bahnstrecke Berlin–Frankfurt (Oder) erprobt. In einer Richtung kam dabei Level 1 Full Supervision zum Einsatz, in der anderen Level 1 Limited Supervision. Auch Level 2 wurde erprobt. Die Versuchsaufbauten waren 2017 außer Betrieb.
Ende 2012 begannen auf der Bahnstrecke Nürtingen–Neuffen ETCS-Testfahrten zur Erprobung eines Fahrzeuggerätes des Herstellers Thales. Am 6. September 2018 erfolgte auf der Bahnstrecke Annaberg-Buchholz–Schwarzenberg die erste Fahrt unter ETCS Level 3 im Netz der Deutschen Bahn.

#### Weitere Entwicklung
Am 14. Mai 2004 unterzeichneten die DB und der damalige französische Infrastrukturbetreiber RFF eine Absichtserklärung über die Ausrüstung des Korridors Paris – Saarbrücken – Ludwigshafen (später weiter nach Frankfurt) mit ERTMS und ETCS. Die Ausrüstung der POS Nord (ETCS L2 nach der SRS-Version 2.3.0d) begann 2008 sollte im Dezember 2008 abgeschlossen werden. Die Inbetriebnahme war 2015 für Ende 2019 vorgesehen, inzwischen ist sie für 2025 angekündigt.
Die Ausrüstung der Schnellfahrstrecke Nürnberg–Ingolstadt (ETCS L2, nach SRS-Version 2.3.0d) wurde im Dezember 2006 ausgeschrieben. Die Inbetriebnahme war spätestens zum Fahrplanwechsel im Dezember 2009 geplant. Das System ist aufgebaut, jedoch nicht in Betrieb (Stand: 2016). Die Inbetriebnahme von ETCS im Abschnitt Ingolstadt–Petershausen bis 2025 wird erwähnt, die LZB-Ablösung oder -ergänzung von Petershausen nach Obermenzing sowie Ingolstadt–Nürnberg nicht.
Mitte 2007 war die ETCS-Ausrüstung von Strecken in der Gesamtlänge von rund 7000 km sowie die Ausrüstung von rund 3000 Fahrzeugen geplant.
Der Auftrag zur Ausrüstung der Achse Berlin–Rostock mit ETCS L2 (zunächst mit SRS-Version 2.3.0d) wurde im August 2011 für 14 Millionen Euro vergeben. Damit wurde zunächst die 35 km lange Strecke zwischen Kavelstorf und Lalendorf Ost ausgerüstet und bis Ende 2013 als betrieblich übergeben abgerechnet.
Im Juli 2012 wurden erstmals betriebliche Regeln zu ETCS in die Fahrdienstvorschrift (Richtlinie 408) aufgenommen und seither weiterentwickelt.
Mit Ausnahme der ICE 2 sollen alle ICE-Triebzüge eine ETCS-Ausrüstung erhalten. Die für den Verkehr in die Schweiz eingesetzten ICE 1 wurden bereits zwischen 2004 und 2009 für ETCS L2 ausgerüstet. Da die Kosten von 34 Millionen Schweizer Franken hierfür vom Schweizer Bundesstaat getragen wurden, kann diese ETCS-Ausrüstung aber nur in der Betriebsart „Schweiz“ (Länderumschaltung) aktiviert werden. Die testweise Ausrüstung der ICE 1 für aktuelle SRS begann im Frühjahr 2016, der Serienumbau für den Binnenverkehr im Februar 2017. Die bis Ende 2017 neu ausgerüsteten ICE 1 haben eine abweichende modernere ETCS-Ausrüstung gegenüber der anderen schweiztauglichen Ausrüstung.
Die ICE T wurden zwischen 2012 und 2015 umgerüstet. Die Serienumrüstung der noch nicht ausgerüsteten ICE 3 der Baureihen 403 und 406 begann Anfang 2017 mit dem Umbau bisheriger ICE 3MF. Die ICE 3 der Baureihe 407 sowie ICE 4 werden vom Hersteller mit bereits vorinstallierter ETCS-Ausrüstung geliefert.
Ein Teil der Lokomotiven der Baureihe 185 wurden für den Transitverkehr durch die Schweiz mit ETCS ausgerüstet. Bei ersten Fahrten im Dezember 2015 trat eine Vielzahl von Störungen auf und die Fahrzeuge wurden vom Gotthard abgezogen. Nachdem die Probleme gelöst waren, kehrten die Fahrzeuge im März 2016 in den Gotthard-Dienst zurück.
In Deutschland rechnete DB Cargo damit, ab 2020 über eine ausreichende Anzahl von mit ETCS ausgerüsteten Triebfahrzeugen zu verfügen, um die Neubaustrecke Ebensfeld–Erfurt mit Güterzügen befahren zu können. Seit Dezember 2017 fahren mit ETCS ausgerüstete Siemens-Vectron-Lokomotiven mit Doppelstock-Regionalzügen über die Strecke. Nach der Eröffnung kam es zu verschiedenen Problemen mit neu ausgerüsteten Fahrzeugen der Typen ICE 1 und ICE 3, die aber nur zum Teil auf die ETCS-Funktion zurückgeführt werden konnten und nicht den umfangreichen Spekulationen entsprachen. Nach einem Sonderprogramm zur Fehlerbehebung konnte die Deutsche Bahn feststellen, dass innerhalb eines Monats die übliche Zuverlässigkeit erreicht und teilweise übertroffen wurde.
Aufgrund von Verzögerungen bei der ETCS-Ausrüstung der Intercity-2-Züge wird der ab Dezember 2017 vorgesehene durchgehende IC-Stundentakt zwischen Stuttgart und Zürich mit einer Verzögerung von ein bis zwei Jahren angeboten werden können. Anfang 2019 wurde die Inbetriebnahme erneut, nunmehr auf Ende 2020, verschoben.
Am 2. September 2019 wurde ETCS auf der Wuppertaler Schwebebahn in Betrieb genommen.
Der Abschnitt Berliner Tor–Aumühle der S-Bahn-Strecke Hamburg–Aumühle ist seit August 2020 mit ETCS Level 2 ausgerüstet. Im Gleichstromnetz der S-Bahn Hamburg gibt es regionale Zusätze. Es ist zulässig, auch unter ETCS ohne Zustimmung des Fahrdienstleiters an Blocksignalen vorbeizufahren, insofern die jeweiligen Blocksignale mit einem weiß-gelb-weiß-gelb-weißen oder schwarz-weiß-schwarz-weiß-schwarzen Mastschild gekennzeichnet sind. Wenn sich Zugfahrten eines mit solchen Mastschildern gekennzeichneten Signals nähern, fragt der ETCS-Fahrzeugrechner bei der ETCS-Zentrale nach der Freigabe des nachfolgenden Blockabschnitts an. Ein Fahrtbegriff kann durch die Anfrage zwar nicht erzeugt werden, wenn der hinter dem Signal liegende Blockabschnitt als belegt gemeldet ist, jedoch kommandiert die ETCS-Streckenzentrale den Zug in die Betriebsart On Sight. Der Zug muss in den nachfolgenden Zugfolgeabschnitt auf Sicht fahren. Ein weiterer regionaler Zusatz lässt zu, ein haltzeigendes Signal mit angebrachtem Zs 12 (M-Tafel) auf fernmündlichen Auftrag seitens des Fahrdienstleiters zu passieren. In solch einem Fall wird der ETCS-Modus von Full Supervision auf Staff Responsible (SR) kommandiert. Mit diesen für die S-Bahn Hamburg zugelassenen Eigenschaften ist gerade bei Störungen nach wie vor eine hohe Zugdichte im S-Bahn-Netz möglich.
Auf der Strecke wird zudem ein automatisierter Fahrbetrieb erprobt. Für Untersuchungen zu einem möglichen Einsatz im gesamten Netz stellt die Stadt Hamburg 1,5 Millionen Euro zur Verfügung. Erwartet werden Kapazitätsgewinne von 20 bis 30 Prozent.

#### Migrationsplan
Die Bundesrepublik notifizierte 2003 einen Migrationsplan, der auf der Erstfassung der TSI ZZS von 2002 aufbaute. Die Umsetzung einer Grundstufe sollte bis 2009/2010 abgeschlossen sein. Darin enthalten waren die fünf Projekte Südlicher Berliner Außenring und Aachen–Belgische Grenze (jeweils ETCS L1), die POS Nord (teils Level 1, teils Level 2) sowie Ludwigsfelde–Leipzig und Nürnberg–Ingolstadt–München (jeweils ETCS L2).
Aufbauend auf der Erfassung der TSI ZZS für das Bestandsnetz von März 2006 legte die Bundesregierung mit Schreiben vom 5. September 2007 einen nationalen Umsetzungsplan vor. Dabei sollten zunächst sechs von der Bundesregierung gewählte Korridore ausgerüstet werden:
- Aachen – Duisburg – Hannover – Magdeburg – Landesgrenze nördlich von Görlitz (Korridor 1G)[9]
- Karlsruhe – Stuttgart – Ulm – Augsburg – München – Salzburg (Korridor 2G)[9]
- Flensburg – Hamburg – Stendal – Magdeburg – Halle (Saale) – Jena – Nürnberg – Treuchtlingen – Augsburg – Rosenheim (Korridor 3G)[9]
- Emmerich – Köln – Darmstadt – Offenburg – Basel (Korridor 4G)[9]
- Hamburg – Wittenberge – Berlin – Dresden – Bad Schandau (Korridor 5G)[9]
- Darmstadt – Würzburg – Nürnberg – Regensburg – Passau (Korridor 6G)[9]

Für diese Korridore war ETCS L2 mit elektronischen Stellwerken vorgesehen, PZB sollte als Klasse-B-System in Doppelausrüstung zunächst erhalten bleiben. ETCS Level 1 LS sollte in Einzelfällen in kurzen Abschnitten als Übergangslösung verwendet werden. Die Ausrüstung sollte an den Landesgrenzen beginnen und sukzessive ins Landesinnere fortgeführt werden. Mit höchster Priorität sollte der Korridor 1G bis 2015 ausgerüstet werden, gefolgt vom Korridor 4G bis 2020. Mit Polen, den Niederlanden und der Schweiz wurden dazu entsprechende Absichtserklärungen geschlossen und verbindliche Inbetriebnahmezeitpunkte festgeschrieben. Bis 2020 sollten darüber hinaus etwa 4800 km Korridore und Hochgeschwindigkeitsstrecken mit ETCS ausgerüstet werden. Insgesamt war die Ausrüstung von etwa 9000 km vorgesehen. Laut Angaben der Deutschen Bahn von 2009 sollten bis 2020 8000 km mit ETCS ausgerüstet werden. Bis 2026 sollten ferner alle Schnellfahrabschnitte, mit einer Gesamtlänge von etwa 4000 km, mit ETCS L2 ausgerüstet werden. Zusätzlich waren „Lückenschlüsse“ vorgesehen, um einen durchgängigen Verkehr für ausschließlich mit ETCS ausgerüsteten Züge zu ermöglichen. ETCS L2 sollte dabei vorwiegend auf Schnellfahrabschnitten eingesetzt werden.
Nach Entscheidung 2009/561/EG der Europäischen Kommission vom 22. Juli 2009 ist Deutschland verpflichtet, auf den deutschen Korridorabschnitten Emmerich–Basel, Puttgarden–Nürnberg–München, Dresden(–Prag) und Aachen–Frankfurt (Oder) ETCS bis 2015/2020[veraltet] einzuführen. Die Kosten für die Ausrüstung der Korridore mit ETCS L2 würden laut einer Grobkostenschätzung der DB Netz von 2010 rund 4,5 Milliarden Euro betragen. Allein die Ausrüstung des Rheinkorridors zwischen Emmerich und Basel wird von DB Netz mit rund 870 Millionen Euro veranschlagt. Das Bundesministerium für Verkehr, Bau und Stadtentwicklung sondierte um 2011 bei der Europäischen Kommission die Möglichkeit, auf eine ETCS-Vollausrüstung zu verzichten und stattdessen ETCS STM einzusetzen, da das deutsche Netz bereits über eine leistungsfähige Zugbeeinflussungstechnik verfüge. Sollte die Europäische Kommission der Bitte um Abänderung der Entscheidung vom 22. Juli 2009 nicht folgen, droht der Bundesrepublik ein Vertragsverletzungsverfahren mit Zwangsgeldern bzw. einem Mindestpauschalbetrag von 11,3 Millionen Euro. Angesichts von erwarteten Kosten für die Vollausrüstung der Korridore beschloss das Bundesverkehrsministerium 2011, zunächst nur den deutschen Teil des Korridors A (Emmerich–Basel) mit ETCS auszurüsten. Auf den übrigen Korridoren sollen die nationalen Zugbeeinflussungssysteme weiterbetrieben werden (STM). Die Europäische Kommission sah darin einen „Rückschlag für die Weiterentwicklung des gesamteuropäischen Schienenraums“ und schloss rechtliche Konsequenzen nicht aus. EU-Verkehrskommissar Kallas forderte die Bundesregierung auf, die Installation von ETCS voranzutreiben und sprach von deutlich geringeren Umstellungskosten im Bereich von 250 Millionen Euro, die er mit den Umstellungskosten in der Schweiz auf einer ähnlich langen Strecke untermauerte. Im März 2013 verwarf das Bundesverkehrsministerium die STM-Pläne und beschloss den Ausbau des Rheinkorridors mit ETCS L1 und L2. Deutschland gab 92 % der von 2007 bis 2013 zugewiesenen EU-Fördermittel für die ETCS-Einführung zurück.
Die aktuelle ETCS-Ausrüstungsstrategie der Deutschen Bahn basiert auf vier Bausteinen (Stand: 2014):
- Einführung auf den vier durch Deutschland führenden europäischen Güterverkehrskorridoren (nach TSI ZZS und EU-Verordnung 913/2010). Zunächst ist die Ausrüstung des deutschen Teils des Güterverkehrskorridors A vorgesehen: dem rund 675 km langen Abschnitt Emmerich–Basel des Korridors Rotterdam–Genua; dabei sind ETCS Level 1 LS und Level 2 zu etwa gleichen Teilen vorgesehen.[168]
- Ausrüstung aller Neubaustrecken (nach TSI ZZS) sowie bei leistungssteigernden Umbauten an TEN-Strecken. Zunächst ist dabei die Ausrüstung der beiden Neubaustrecken des Verkehrsprojekts Deutsche Einheit Nr. 8 vorgesehen.[168]
- In den 2020er Jahren soll die linienförmige Zugbeeinflussung stufenweise durch ETCS L2 abgelöst werden. Dazu soll ein Konzept erarbeitet und die Notwendigkeit von Doppelausrüstungen im Einzelfall geprüft werden (Stand: 2014). Wo im Rahmen der Umstellung neue Stellwerke entstehen, soll ETCS L2 ohne ortsfeste Signale (L2oS) zum Einsatz kommen und ETCS zum Streckenzugangskriterium werden. Das Ablösekonzept ist in Entwicklung (Stand: April 2014).[168]
- An 13 Grenzbetriebsstrecken, zwischen Deutschland und Belgien, Frankreich, den Niederlanden, Luxemburg bzw. Österreich, soll ETCS zum Wechsel zwischen zwei nationalen Zugbeeinflussungssystemen während der Fahrt verwendet werden (ETCS-basierte Transition). Sieben dieser Übergänge waren im Frühjahr 2014 bereits in Betrieb.[168]

Auf Wunsch des Bundes wurde die Ausrüstung der VDE-8-Neubaustrecken sowie des Güterverkehrskorridors A priorisiert. Die Planung aller übrigen ETCS-Projekte ist daher in Überarbeitung (Stand: April 2014).

#### Weitere Planungen
Die Deutsche Bahn plante nach Angaben von Anfang Dezember 2015, bis 2030 schätzungsweise 5000 bis 8000 Streckenkilometer mit ETCS auszurüsten. Inzwischen (Stand: 2017) ist geplant, bis 2030 Ausrüstungsverpflichtungen im Umfang von 8000 km zu erfüllen und durchgängige Verbindungen in allen TEN-Kernnetz-Korridoren zu schaffen. In einer ersten Stufe sollen bis 2020 Grenzübergänge ausgerüstet werden. Nach Planungen von 2018 sollte der deutsche Anteil des Korridors A (ca. 1450 km in Deutschland) bis 2022 ausgerüstet werden. Bis 2022 sollte ebenfalls mehr als die Hälfte der Grenzübergänge mit ETCS ausgerüstet sein. Nach Planungen von 2022 hätte die Durchfahrbarkeit des Korridors A mit ETCS nunmehr bis 2025 sichergestellt werden sollen, der gesamte Ausbau (der parallele Wege mit einschließt) bis 2028. Eine 2024 vorgelegte Studie im Auftrag des Bundesverkehrsministeriums erwartet die Ausrüstung des TEN-Kernnetzes in Deutschland nunmehr bis 2036.
Laut „Nationalem Umsetzungsplan ETCS“ von Dezember 2017 sollen bis 2023 insgesamt 1818 Streckenkilometer in Deutschland mit ETCS ausgerüstet werden. Größtenteils handelt es sich dabei um den „Korridor A“ (Emmerich–Basel) und verschiedene Grenzübergangsstrecken. Die geplanten Umrüstungen können laut Angaben der Deutschen Bahn von Mitte 2021 nicht vollständig umgesetzt werden.
Weitere geplante Projekte sind:
- ABG: Aachen Hbf – Belgische Grenze; die Ausrüstung der Gleise 6 bis 9 im Bahnhof Aachen Hauptbahnhof und die Strecke 2600 bis zur belgischen Grenze (Zuführung zur HSL 3[129]) wurde ab 2007 mit dem belgischen Zugbeeinflussungssystem TBL1+ ausgerüstet und ist seit dem 15. Dezember 2013 in Betrieb. Ursprünglich sollte dort ETCS Level 1 FS zum Einsatz kommen.[175] Das jetzt eingebaute System TBL1+ basiert auf Eurobalisen und ist für ETCS Level 1 LS vorbereitet. Es nutzt das ETCS-Telegramm 44 und stört damit ETCS-Fahrzeuge nicht.[233]
- Deutscher Anteil des EU-Korridors A (Rotterdam – Genua): Emmerich – Basel (Ausrüstung mit ETCS L2 und ETCS L1 Limited Supervision nach Baseline 3 – zunächst die Streckenabschnitte Emmerich – Oberhausen und Katzenbergtunnel)
- Der mit hoher Priorität modernisierte Korridorabschnitt 1G zwischen Knappenrode – Horka der Bahnstrecke Węgliniec–Roßlau wird nicht wie geplant Ende 2018 mit ETCS in Betrieb genommen, sondern ETCS wird erst 2023 bereitgestellt.[234][235]
- Bei der S-Bahn München soll die Zweite Stammstrecke mit ETCS ausgerüstet werden, eine Umrüstung der bestehenden Stammstrecke ist bis 2030 angedacht (Stand: 2016).[236]
- Im Rahmen des Digitalen Knotens Stuttgart soll die Region Stuttgart in den Jahren 2024 bis 2030 mit ETCS ausgerüstet werden. Die Diskussion um ETCS entzündete sich um 2015 an der Stammstrecke der S-Bahn Stuttgart, für die im Rahmen der ohnehin im Rahmen von Stuttgart 21 vorgesehenen Erneuerung der konventionellen Leit- und Sicherungstechnik ein bloßer Erhalt der bisherigen Leistungsfähigkeit möglich gewesen wäre.[122] Laut den im Oktober 2018 vorgelegten Ergebnissen einer Machbarkeitsstudie sei ETCS im Kernnetz der S-Bahn Stuttgart umsetzbar, wobei eine um rund 20 % verkürzte Mindestzugfolgezeit auf der Stammstrecke und ein Abbau von Verspätungen erwartet wird.[237][238] Mit dem im Januar 2019 beschlossenen ETCS-Ausbau einher geht eine Verlängerung des S-Bahn-Verkehrsvertrags, die Beschaffung von 58 zusätzlichen S-Bahn-Triebzügen sowie verschiedene Angebotsverbesserungen.[239] Im Rahmen des Projekts sollen u. a. 2025 erstmals Bestandsstrecken auf den Betrieb mit ETCS ohne Signale umgestellt werden.[240]
- Der Zweckverband Nahverkehr Rheinland kündigte Ende 2018 an, eine S-Bahn-ETCS-Ausbaustudie nach Stuttgarter Vorbild zu beauftragen.[241]
- Bei dem Bauprojekt Bahnausbau Nordostbayern ist für die bereits in Planung befindlichen Abschnitte Nürnberg-Marktredwitz[242], Hof–Marktredwitz[243], Marktredwitz-Regensburg[244] und Marktredwitz-Schirnding[245] eine ETCS-Ausrüstung vorgesehen.
- Im Rahmen des Ausbaus der Bahnstrecke Mühldorf–Freilassing ist aktuell (März 2021) eine ETCS-Ausrüstung der Strecke zumindest für den ersten Planungsabschnitt Markt Schwaben–Ampfing vorgesehen[246]
- ETCS L2 ist auch bei weiteren Neubauprojekten wie der Neubaustrecke Wendlingen–Ulm (Inbetriebnahme Dezember 2022), Stuttgart 21 (Inbetriebnahme Dezember 2025), der Neubaustrecke Rhein/Main–Rhein/Neckar und der Aus- und Neubaustrecke Hanau–Würzburg/Fulda–Erfurt geplant.
- Bei dem im Planungsverfahren befindlichen Brennernordzulauf wird der komplett viergleisige Ausbau München–Rosenheim als Teil des Bundesverkehrswegeplans 2030 beschrieben. Dabei soll im Rahmen einer Blockverdichtung auch die Bestandsstrecke München-Trudering–Großkarolinenfeld mit ETCS ausgerüstet werden.[247]

Die ersten Strecken, die auf ganzer Länge nur mit vorhandener ETCS-Fahrzeugausrüstung befahren werden dürfen, sind die im Rahmen vom VDE 8 in Betrieb gegangene Neubaustrecke Erfurt–Leipzig/Halle (Dezember 2015) sowie die Neubaustrecke Ebensfeld–Erfurt (Dezember 2017).
Zwischen Erfurt und Eisenach ist die Bestandsstrecke mit ETCS ausgerüstet und wird mit bis zu 200 km/h befahren. An der Teilstrecke VDE 8.3 zwischen Halle und Bitterfeld wird seit Juli 2021 an der ETCS-Bereitstellung weitergearbeitet. Laut Ausschreibungen sind die Arbeiten bis Anfang März 2023 abzuschließen.
Bis 2019 sollten 177 ICE-Züge ETCS erhalten. Die Kosten, einschließlich der Wiederzulassung der nachgerüsteten Fahrzeuge, betragen fast 90 Millionen Euro. Mitte 2021 war ETCS im Netz der Deutschen Bahn auf einer Länge von 340 km in Betrieb.

#### Flächenhafte Einführung
Ende 2015 kündigte die Deutsche Bahn im Rahmen des Konzepts Zukunft Bahn an, durch einen „beschleunigten Ausbau von ETCS in allen Korridoren bis 2030“ ein „Erfolgsbeispiel für die Modernisierung von Infrastruktur in der EU schaffen“ und „Vorreiter bei der flächendeckenden Einführung von neuer Technologie“ sein zu wollen. In Verbindung mit NeuPro sollen die Verspätungsminuten aus der Leit- und Sicherungstechnik halbiert und „Investitionssynergien“ von etwa 1,8 Milliarden Euro realisiert werden. Ferner sollen die Kosten von Betrieb und Instandhaltung gesenkt, Flächenorganisationen in der Instandhaltung zusammengelegt und eine Basis für autonomes Fahren geschaffen werden. In Gesprächen zwischen Bund und DB soll eine Entscheidung über den Start der Umrüstung getroffen werden. Damit könne die Streckenkapazität auch auf hochbelasteten Strecken um 5 bis 10 Prozent gesteigert werden (Stand: 2015) und Trassenpreise gesenkt werden. Eine Machbarkeitsstudie des Unternehmens von 2017 sah vor, zwischen 2020 und 2023 zunächst der Großteil der Triebfahrzeuge mit ETCS auszurüsten, von 2023 bis 2030 80 Prozent des Streckennetzes mit Digitalen Stellwerken und ETCS ohne Signale. Bis 2037 würde der Rest des Netzes folgen. Die DB schlug drei Pilotprojekte für die „Digitale Schiene“ (DSTW und ETCS) vor, die mit einem Gesamtumfang von drei Milliarden Euro bis 2025 realisiert werden sollen: Die Ausrüstung einer S-Bahn-Linie in Hamburg, einen Demonstrations-Knotenpunkt im Großraum Stuttgart sowie eine Achse von Hamburg Richtung Brenner. Durch digitale Stellwerkstechnik und ETCS soll die Kapazität des Netzes um 20 Prozent gesteigert werden. Ein Zeitplan zur Einführung sollte dem DB-Aufsichtsrat im Herbst 2018 vorgestellt werden. 2019 nannte die DB einen Wert von bis zu 35 Prozent.
DB Netz erwartet durch eine netzweite Einführung von ETCS Level 2 Einsparungen von 640 Millionen Euro pro Jahr (Stand: 2016). Rund die Hälfte der Infrastrukturkosten eines neuen Stellwerks der DB entfallen auf Feldelemente und Außenverkabelung. Die Einführung würde wenigstens 15 Jahre dauern und notwendige Umrüstung von Strecken und Stellwerken 20 bis 25 Milliarden Euro kosten, die durch EU, Bund und DB finanziert werden könnten. Für die Stellwerksumrüstung sollen Mittel aus der Leistungs- und Finanzierungsvereinbarung II in Höhe von einer halben Milliarde Euro pro Jahr verwendet werden. Über die Finanzierung soll mit der 2017 ins Amt kommenden neuen Bundesregierung verhandelt werden. Im Februar 2017 schrieb das Bundesverkehrsministerium eine Machbarkeitsstudie zum flächenhaften Einsatz von ETCS, über einen Zeitraum von 20 Jahren, aus. Eine Untersuchung der DB Netz AG habe zuvor ergeben, dass mit ETCS und NeuPro eine deutliche Verbesserung der Wirtschaftlichkeit in der Leit- und Sicherungstechnik erreicht werden könne, soweit alle Fahrzeuge frühzeitig mit ETCS ausgerüstet werden. Der Auftrag wurde Ende Juli 2017 für 2,9 Millionen Euro an McKinsey vergeben. Bis Mitte 2018 sollten die technische Umsetzung, Zeitplan, Finanzierung sowie den volkswirtschaftlichen Nutzen aufgezeigt werden. Der im Dezember 2018 vorgelegte Schlussbericht empfahl eine schrittweise flächenhafte Einführung von Digitalen Stellwerken und ETCS bis 2040. Der Investitionsbedarf für die Infrastruktur wurde dabei auf etwa 28 Milliarden Euro, der für die Fahrzeuge auf etwa 4 Milliarden Euro geschätzt. Dem stehe ein Nutzen gegenüber, der sich jährlich erhöhen und 2040 eine Milliarde Euro pro Jahr erreichen werde und eine Senkung von Trassenpreisen zulasse. Bis Mitte der 2020er Jahre sollten laufende ETCS-Projekte abgeschlossen sowie erste Netzbezirke und Fahrzeuge umgerüstet werden. Daran sollte sich ein industrialisierter Rollout von 2025 bis 2040 anschließen. Im Zeitraum 2020 bis 2025 sollten drei Maßnahmenpakete im Gesamtumfang von 1,7 Milliarden Euro umgesetzt werden.
Die Deutsche Bahn erwartete 2018 im Rahmen des inzwischen als „Digitale Schiene Deutschland“ bezeichneten Programms allein durch neue Stellwerke, ETCS und Blockverdichtung eine Kapazitätssteigerung um bis zu 20 Prozent. ETCS sei das Herzstück des Programms. In dem im Februar 2018 vorgestellten Koalitionsvertrag spricht sich eine mögliche Regierungskoalition (CDU/CSU/SPD) für eine Bundesförderung der ETCS-Strecken- und -Fahrzeugausrüstung aus. Laut Angaben des Bundesverkehrsministeriums werde ETCS L3 angestrebt, zunächst solle jedoch dieselbe Konfiguration mit Level 2 erreicht werden. Im Juni 2025 zog die DB InfraGO ihre Planungen von April 2024 für die Ausrüstung von Strecken mit ETCS ohne ortsfeste Signale wieder zurück. Hintergrund seien Rückmeldungen aus der Branche, insbesondere hinsichtlich der unklaren Finanzierung einer flächendeckenden Fahrzeugumrüstung.
Im April 2024 veröffentlichte DB InfraGO den Entwurf einer ETCS-Migrationsstrategie bis Dezember 2029. Bis Ende Juni konnten Betroffene dazu Stellung nehmen. Nach zahlreichen Rückmeldungen kündigte DB InfraGO Mitte Juli an, die aktualisierte Migrationsstrategie voraussichtlich erst Ende 2024 vorzulegen.

Im Mai 2023 schrieb der Bund eine „Neuausrichtung Gesamtstrategie ETCS“ mit einem erwarteten Gesamtwert von 4,7 Millionen Euro aus. Laut einem Medienbericht von Juli 2024 sollen laut der Studie wichtige Korridore bis etwa 2036 mit dem System ausgerüstet werden, das gesamte Netz bis 2043. Die Kosten für die netzweite Digitalisierung der Eisenbahninfrastruktur werden demnach inzwischen mit 64 Milliarden beziffert, die Kosten der Fahrzeugausrüstung (einschließlich fahrerlosem Fahren) auf 38 Milliarden Euro. Dem stünde bis 2070 ein Nutzen von 102,5 Milliarden Euro gegenüber. Die Gewinnschwelle werde 2064 erreicht. Diese Werte schließen neben ETCS auch noch weitere Maßnahmen wie neue Stellwerke und FRMCS mit ein. Die Studie sollte Ende September 2024 veröffentlicht werden. Eine auf August 2024 datierte Kurzfassung wurde im März 2025 veröffentlicht.
Im Bundeshaushalt waren 2024 9,4 Milliarden Euro für die Fahrzeug- und Infrastrukturausrüstung mit ERTMS enthalten.
Im Januar 2025 informierte die DB InfraGO, mit vier Lieferanten einen Volumenvertrag mit einem Volumen von 6,3 Mrd. Euro abgeschlossen zu haben, der u. a. ETCS vorsieht.

### Finnland
In Finnland soll Projekt Lielahti-Rauma/Pori ETCS mit Zugintegritätsüberwachung auf einer Länge von 191 km eingeführt werden. Der Aufbau soll 2024 beginnen, die vollständige Inbetriebnahme ist für 2027 vorgesehen. Bis 2040 soll das gesamte Netz mit ETCS ausgerüstet werden.

### Frankreich
In Frankreich wurde die LGV Est européenne neben dem bestehenden TVM-System (TVM 430) auch mit ETCS ausgerüstet.
Die Übergänge zur LGV Interconnexion Est sind durch Levelwechsel von ETCS 2 (Level 2 wird in Frankreich auch als ETCS 2 bezeichnet) nach TVM 430 ausgerüstet, dabei wird abhängig vom befahrenen Gleis mit einer anderen Geschwindigkeit übergeben, auf der Nordkurve mit 170, auf der Südkurve mit 230 km/h. In Richtung Strasbourg werden die Wechsel von TVM 430 nach ETCS 2 erst einige Kilometer nach der Einfädelung in Richtung Strasbourg ausgeführt, hier ist der Wechsel theoretisch mit 300 km/h möglich, die an dieser Stelle maximal gefahren werden dürfen.
Der Übergang von der LGV Est européenne auf die Bahnstrecke Paris–Strasbourg in Höhe Vaires-Torcy erfolgt mit 220 km/h in beide Richtungen. Somit wird hier ein Levelwechsel von ETCS 2 zu KVB oder umgekehrt mit maximaler Geschwindigkeit auf der Altstrecke durchgeführt.
Im September 2009 vergab der Infrastrukturbetreiber RFF den Auftrag zur Ausrüstung der französischen Abschnitte der Güterverkehrskorridore C und D mit ETCS Level 1 FS. Zunächst wurden 120 Signale in Lothringen (nahe der Grenze zu Luxemburg) für 7,5 Millionen Euro ausgerüstet und sind bereits in Betrieb. Die weiteren 4100 Signale sollten in einer zweiten Stufe folgen.
Die im Jahr 2017 fertiggestellten Hochgeschwindigkeitsstrecken Bretagne-Pays de la Loire und LGV Sud Europe Atlantique sind neben ETCS Level 2 zusätzlich mit dem nationalen Zugbeeinflussungssystem TVM 300 ausgerüstet, sodass auf ihnen alte TGVs ohne ETCS-Ausrüstung und nur dem Zugbeeinflussungssystem TVM 300 (Die Fahrzeuge verfügen nicht über TVM 430.) bis zur Ausmusterung verkehren können. Für die Anschlüsse an die Altstrecken wird ETCS Level 1 FS (SRS 2.3.0d) verwendet.
Wenn in Frankreich Gefälleabschnitte eine gewisse Länge und Neigung überschreiten, gilt dieselbe Regelung wie beim TVM 430, d. h. es wird vor dem Gefälle eine Langsamfahrstelle mit Geschwindigkeitreduktion z. B. von 320 auf 300 oder 270 km/h angeordnet, während für die Gegenrichtung in der Regel die Streckenhöchstgeschwindigkeit beibehalten wird. Ein Beispiel dafür ist der Abschnitt auf der LGV Est européenne kurz vor der Abzweigung zur Bahnstrecke Metz-Nancy, hier wird die Geschwindigkeit vor dem Gefälle auf 270 km/h reduziert, für die Gegenrichtung ist mit 320 km/h keine Einschränkung vorhanden.

### Italien
Italien hatte für die Hauptstrecken schon Anfang der 1960er Jahre RS4 Codici entwickelt. Dieses linienförmige Zugbeeinflussungssystem mit Führerstandssignalisierung nutzte kodierte Gleisstromkreise des Selbstblocks BAcc zur Übertragung der Signalbilder auf den Führerstand. Auf der 1977 in Betrieb genommenen Schnellfahrstrecke Florenz–Rom kam mit RS9 Codici ein erweitertes System zum Einsatz, das auf der gleichen Technik beruhte. Im Gegensatz zu RS4 Codici, das für eine Höchstgeschwindigkeit bis 180 km/h ausgelegt ist, kann RS9 Codici bis zu einer Geschwindigkeit von 250 km/h genutzt werden. In Italien ist bei Fahrgeschwindigkeiten größer 150 km/h ähnlich wie in Deutschland eine Führerstandssignalisierung verbindlich vorgeschrieben. Der Betrieb der Schnellfahrstrecke Florenz–Rom zeigte jedoch, dass das 3 kV-Bahnstromsystem keine weiteren Leistungssteigerungen mehr möglich macht, weshalb alle nachfolgenden Schnellfahrstrecken mit 25 kV Wechselspannung bei 50 Hz elektrifiziert wurden. Weil BAcc mit 50 Hz-Gleisstromkreisen arbeitet, konnte es auf diesen Strecken nicht mehr verwendet werden, weshalb die Schnellfahrstrecken mit ETCS L2oS ausgerüstet wurden.
Am 19. Dezember 2005 ging die Schnellfahrstrecke Rom–Neapel in Betrieb, auf der unter ETCS L2 ohne Signale 300 km/h erreicht werden. Ende 2020 wurde die Schnellfahrstrecke Florenz–Rom von Florenz bis Arezzo Sud auf ETCS L2-Betrieb mit Baseline 3 umgestellt, die restlichen Abschnitte sollen bis Ende 2021 folgen. Es ist kein Parallelbetrieb mit SCMT vorgesehen, BAcc wird bei der Umstellung außer Betrieb genommen.
ETCS Level 2 wird auf allen neuen Hochgeschwindigkeitsstrecken verwendet. Die Ausrüstung einiger wichtiger Bestandsstrecken, allen voran die Alpenübergänge, ist bereits in Vorbereitung. Die Bahnstrecke Chiasso–Mailand, die Teil des ERTMS-Korridors A ist, soll als Strecke ohne Hochgeschwindigkeitsverkehr komplett mit ETCS L2 ausgerüstet werden. Der im Januar 2016 bekannt gegebene Zweieinhalbjahresvertrag hat ein Volumen von 34 Millionen Euro.
Die Systeme RS4 Codici und RS9 Codici sind nur für Hauptstrecken geeignet, weil deren Installation BAcc verlangt. Deshalb müssen auch die Streckengleise durchgängig mit Gleisstromkreisen versehen werden und Gleisfreimeldeeinrichtungen mit Achszählern sind nicht verwendbar. Weiter war die Geschwindigkeitsüberwachung der Systeme sehr rudimentär und konnte Einschränkungen aufgrund von Bögen oder Baustellen nicht überwachen. Es wurde deshalb Mitte der 1990er SCMT entwickelt, das mit Eurobalisen und anderen Komponenten des ETCS-Systems arbeitet. In den Balisen wird das national definierbare Paket 44 für die Informationsübertragung an die Bordausrüstung des mit SCMT ausgerüsteten Fahrzeugs verwendet.
SCMT kann sowohl eigenständig als punktförmiges Zugbeeinflussungssystem verwendet werden, das eine ähnliche Funktionalität wie ETCS L1 hat, oder zusammen BAcc, wo es durch die Informationsübertragung über die Gleisstromkreise zu einem linienförmigen Zugbeeinflussungssystem wird. Die Eurobalisen liefern punktförmig detaillierte Informationen zu Signalabstand, Langsamfahrstellen, zulässiger Höchstgeschwindigkeit und Steigung/Gefälle, sodass der Bordrechner von SCMT jederzeit die Höchstgeschwindigkeit überwachen kann und ein Zug durch Überwachung der Bremskurve sicher vor einem Gefahrenpunkt anhalten kann.
Italien hatte bis in die 2000er Jahre kein Zugbeeinflussungssystem für Nebenstrecken, weshalb die Triebfahrzeuge durchgehend mit zwei Triebfahrzeugführern besetzt waren. 2006 plante der italienische Infrastrukturbetreiber RFI, das konventionelle Netz mit ETCS L1 auszurüsten, wobei abschnittsweise auch Radio-Infill verwendet werden soll. Nach dem schweren Eisenbahnunfall auf der Bahnstrecke Verona–Bologna bei Crevalcore im Januar 2005 wurden bis Ende 2007 alle Haupt- und Ergänzungsstrecken mit SCMT nachgerüstet.
RFI gab im Februar 2016 bekannt, im Laufe eines Jahrzehnts wesentliche Teile des Regionalverkehrsnetzes mit ETCS L2 auszurüsten zu wollen. Bis 2020 sowie bis 2025 sollten dazu jeweils zehn neue ETCS-Zentralen in Betrieb gehen. In den Knoten Rom, Mailand und Florenz soll ab Ende 2018 eine erweiterte Form von ETCS L2 mit dichten, virtuellen Gleisfreimeldeabschnitten erprobt werden. Mit „ETCS High Density“ sollen auf einer Länge von je rund 50 km heute 1350 m lange Zugfolgeabschnitte in vier je rund 350 m lange virtuelle Blockabschnitte geteilt werden. Neapel, Turin, Bologna und Genua sollen folgen, GPRS und ATO integriert werden. Die Vergabe für die erste Welle solle im Juni 2018 erfolgen, die Gesamtkosten dafür rund 100 Millionen Euro betragen. Erste Inbetriebnahmen seien für 2020/2021 geplant.
RFI schrieb im August 2021 die Ausrüstung fünf weiterer Regionen mit ETCS aus. Bis 2026 sollen für erwartete 500 Millionen Euro weitere 3400 Netzkilometer ausgerüstet werden. Erstmals sollen in Italien nicht nur Hochgeschwindigkeitsstrecken, sondern auch Nebenbahnen ausgerüstet werden. Der entsprechende Vertrag, mit einem Volumen von 500 Millionen Euro, wurde im Februar 2022 geschlossen.
Im Dezember 2021 folgte eine Ausschreibung über weitere Ausrüstungsaufträge mit einem erwarteten Gesamtwert von 2,774 Milliarden Euro, finanziert aus Mitteln dem nationalen Wiederaufbau- und Resilienzplan. Im 1. Halbjahr 2022 vergab RFI die Ausrüstung von insgesamt 4220 Streckenkilometern mit einem Gesamtumfang von 2,7 Milliarden Euro. Der 1,3 Milliarden Euro bzw. 1885 Streckenkilometer umfassende „Centro Nord“-Vertrag wurde an Hitachi Rail STS, ECM und MerMec STE, Infratech Consorzio Stabile und Atlante vergeben. Der rund 1400 km, 27 Strecken bzw. rund 900 Millionen Euro umfassende „Centro Sud“-Vertrag ging an Alstom Ferroviaria und schließt auch neue Stellwerke und GSM-R mit ein. Der 530 km bzw. 323 Millionen Euro umfassende „Centro“-Vertrag wurde an MerMec STE und Salcef vergeben. Der „Sud“-Vertrag (405 km, 251 Millionen Euro) ging an ECM, Giuseppe Mercuri, Morelli Giorgio, ESIM und Guastamacchia. Ende 2022 wurden Verträge über Leistungen der ETCS-Ausführungsplanung im Gesamtumfang von 513 Millionen Euro vergeben.
Mitte 2022 waren fast 2500 Netzkilometer mit ETCS ausgerüstet. Bis 2036 soll das gesamte Bestandsnetz (16 000 km) mit ETCS ausgerüstet sein.
Auf Hochgeschwindigkeitsstrecken soll vorerst weiterhin ETCS nach SRS 2.3.0d eingesetzt werden, da alle Hochgeschwindigkeitszüge mit entsprechenden Fahrzeuggeräten ausgerüstet sind und wegen der Elektrifizierung mit Wechselspannung kein Mischbetrieb erfolgt. Mitte 2018 waren 709 km Hochgeschwindigkeitsstrecken mit ETCS L2oS in Betrieb. Demgegenüber sollen alle anderen Strecken nach SRS 3.4.0 ausgerüstet werden, da alle Triebfahrzeuge erst noch neue ETCS-Fahrzeugausrüstungen bekommen müssen und damit die aktuelle Ausrüstung einheitlich und ohne Mehraufwand erfolgen kann. Insgesamt sollen 500 Millionen Euro aufgewendet werden.

### Luxemburg
Die luxemburgische Société Nationale des Chemins de Fer Luxembourgeois (CFL) hat sich als erster Netzbetreiber bereits 1999 für die netzweite Einführung von ETCS entschieden. Seit dem 1. Januar 2020 wird der gesamte Schienenverkehr in Luxemburg mit ETCS Level 1 in der ETCS-Betriebsart Full Supervision betrieben.

### Niederlande
Die Einführung von ETCS, als Teil eines Programms zur Ertüchtigung der niederländischen Eisenbahn für das 21. Jahrhundert, wurde ab 1999 gefördert. In den Niederlanden wurde die Ausrüstung einer Pilotstrecke (Zwolle–Leeuwarden, mit zwei Zügen) im Oktober 2001 begonnen und Versuchsfahrten im März 2002 aufgenommen. Auf 26 km Länge kam ETCS Level 2 zum Einsatz, das auf 12 km von ETCS Level 1 überlagert wurde. 2005 erfolgten auf verschiedenen Strecken Testfahrten verschiedener Hersteller, bei den erstmals Fahrzeug- und Streckenausrüstung unterschiedlicher Hersteller in sogenannten Crosstests zusammen erprobt wurden. Die Betuweroute ist seit 2007, die Ausbaustrecke Amsterdam–Utrecht und seit 2009 die grenzüberschreitende Schnellfahrstrecke Schiphol–Antwerpen mit ETCS Level 2 in Betrieb.
Im Mai 2003 wurde die Streckenausrüstung der viergleisigen, 30 km langen Strecke zwischen Amsterdam und Utrecht vergeben und zwischen August 2005 und Dezember 2006 in vier Stufen in Betrieb genommen. Der Auftragswert, der auch ein Elektronisches Stellwerk und konventionelle Signale mit einschließt, belief sich auf 23 Millionen Euro.
In den Niederlanden wird ETCS nach SRS 2.3.0 verwendet (Stand: 2006).
Am 8. Dezember 2014 wurde im Bereich von Zevenaar das Zugbeeinflussungssystem von ATB auf ETCS L2 umgestellt.
Eurobalisegestützte Klasse-B-Transitionen auf deutsch-niederländischer Grenzinfrastruktur sind seit 2010 folgenden Streckenabschnitten aktiv:
- Laarwald – Coevorden (Streckennummer 9203)
- Bad Bentheim – Oldenzaal (Streckennummer 2026)
- Kaldenkirchen – Venlo (Streckennummer 2510)
- Herzogenrath – Landgraaf (Streckennummer 2543)

sowie an folgenden an belgisch-niederländischen Streckenabschnitten:
- Essen (Belgien) – Roosendaal
- Neerpelt – Weert
- Visé – Maastricht

Bis 2028 sollten große Teile des Streckennetzes mit ETCS Level 2 ausgerüstet werden, insbesondere im dicht besiedelten Westen des Landes. Die geschätzten Kosten von 2,5 Milliarden Euro werden vom niederländischen Staat finanziert. Im Januar 2016 wurden Verzögerungen bekannt. Der Zeitplan der Umrüstung, der alle TEN-Korridorstrecken und Hauptachsen des niederländischen Netzes umfasst, sollte unter anderem aufgrund einer Kritik an mangelndem Projekt- und Kostenmanagement sowie Verzögerungen in den Nachbarländern, überarbeitet werden. Der zu Grunde liegende Infrastrukturausrüstungsvertrag mit einer Laufzeit von 37 Jahren wurde Ende 2020 ausgeschrieben. Die Anbindung der ETCS-Streckenzentralen wurde nach EULYNX spezifiziert. Der Zuschlag wurde im März 2022 an Thales erteilt, mit einem Volumen von rund 420 Millionen Euro.
Mitte 2016 übten die NS eine Option zum Kauf weiterer acht Traxx-Lokomotiven (mit ETCS Level 2) aus, die im Intercity-Verkehr über die HSL Süd eingesetzt werden sollen. Zwischen 2021 und 2025 sollen die Regionalzüge der NS-Baureihe SLT mit ETCS ausgerüstet werden.
Ab 2026 soll ETCS auf der eingleisigen Strecke zwischen Leeuwarden und Harlingen Haven getestet werden. Ferner soll die 25 km lange Zeeuwse Lijn ab 2029 als Teststrecke fungieren, da sie repräsentativ für das niederländische Netz sei.

### Norwegen
In Norwegen beschäftigt man sich seit 2008 mit der Nutzung und den Möglichkeiten von ETCS. Aus den Untersuchungen folgte 2012 ein Regierungsbeschluss, welcher das System zum Standard des zukünftigen Signalisierungs- und Zusicherungssystems erhob. Daraufhin wurde seit November 2013 mit der Einrichtung eines Pilotbetriebes auf dem Abschnitt Mysen–Sarpsborg der Østfold-Strecke begonnen. Dazu wurden die bisherigen Lichtsignalanlagen entfernt und durch eine Streckenausrüstung für ETCS L2 ersetzt. Bis September 2015 wurde der verbleibende Abschnitt bis Ski der insgesamt 80 km langen Strecke mit SRS 2.3.0d ausgerüstet und an das zentrale Verkehrsleitzentrum in Oslo angeschlossen. Zum Test wurden neun Triebzüge der NSB Type 74 mit ETCS L2 ausgerüstet.
Bereits Ende 2014 wurde mit der Vorbereitung einer ETCS-Level-2-Ausschreibung für die Bahnstrecke Luleå–Narvik begonnen. Aufgrund der Dringlichkeit der Erneuerung der veralteten und störanfälligen Zugsicherungstechnik wurde 2016 die parlamentarische Entscheidung getroffen, welche eine finanzielle Sicherstellung der geplanten Ausrüstung des gesamten Netzes mit ETCS L2 bis zum Jahr 2030 ermöglicht. Die erwarteten Kosten, einschließlich der Fahrzeugausrüstung, betragen 26 Milliarden Norwegische Kronen. Der Infrastrukturbetreiber Jernbaneverket (seit dem 1. Januar 2017: Bane NOR) erhielt von der norwegischen Regierung im Mai 2016 die Erlaubnis, ein entsprechendes dreiteiliges Vergabeverfahren voranzutreiben.
Infrastruktur, Fahrzeugausrüstung und Verkehrsleitsystem wurden getrennt ausgeschrieben und vergeben. Im Jahr 2018 wurden die drei Verträge nach europaweiter Ausschreibung vergeben. Die Ausrüstung erfolgt mit ETCS Level 2 „ohne Signale“ nach Baseline 3 und soll ab 2018/2019 beginnen.
Der Auftragsteil Infrastruktur wurde an Siemens vergeben und umfasst die gesamte Streckenausrüstung für das Netz mit 4200 km Streckenlänge und 375 Bahnhöfen. Die Grundlage der digitalen Infrastruktur bildet die Eulynx-Spezifikation. Der Auftrag beinhaltet die Wartung über 25 Jahre und hat über die gesamte Laufzeit ein Volumen von rund 800 Millionen Euro. Es kommen Stellwerke vom Typ SIMIS W sowie das IP-basierte Streckenkommunikationssystem vom Typ Sinet zum Einsatz. Es werden u. a. 10 000 Eurobalisen und 7 000 Achszähler benötigt.
Durch die flächenhafte Einführung neuer Stellwerke und ETCS werden 336 Stellwerke 15 verschiedener Bauarten, die vielfach in den 1950er Jahren errichtet wurden, überflüssig. Im Laufe des Jahres 2022 wurde erkannt, dass die Inbetriebnahme von Infrastruktur und Fahrzeugen zum Jahresende 2022 nicht möglich sein wird. Deshalb wurde die Eröffnung um ein Jahr verschoben. Die Reihenfolge der Projektinbetriebnahmen sollten jedoch beibehalten werden. Deshalb sollte nunmehr, im Herbst 2023 und Ende 2024 statt zum 31. Oktober 2022 und in zwei Stufen der ETCS-Betrieb auf der Nordlandsbane (Grong–Bodø) aufgenommen werden. Als Gründe wurden globale Lieferkettenprobleme und Verzögerungen bei der Fahrzeugausrüstung genannt. Nachfolgend sollen die Bergensbane (Hønefoss–Bergen) und die Ofotbane (Schwedische Grenze–Narvik) ausgerüstet werden. Danach sollte bis zum Jahr 2026 der gesamte Großraum Oslo auf ETCS umgestellt werden. Nachfolgend sollten bis 2034 die restlichen Strecken ausgerüstet werden.
Der Gesamtauftrag der Fahrzeugausrüstung wurde Mitte 2018 an Alstom vergeben. Bis 2026 sollten zunächst 467 Fahrzeuge (55 Baureihen) ausgerüstet sein. Laut späteren Angaben sollen 498 Triebfahrzeuge aus 47 Baureihen ausgerüstet werden. Der staatliche Infrastrukturbetreiber BaneNor übernimmt dabei die Koordination für die Fahrzeuginstallation bei allen nationalen Betreibern. Ähnlich den Streckenausrüstungen gibt es auch bei den Fahrzeugausrüstungen und -inbetriebnahmen Verzögerungen. Die Serienzulassungen sowie die Umrüstung entsprechender Mengen von Fahrzeugen für die Betriebsaufnahme sollen im Herbst 2023 erfolgt sein. Die Serienumrüstung soll möglichst bis 2026 abgeschlossen werden.
Der Auftrag für das zentrale Verkehrsleitsystem wurde an Thales vergeben. Es soll drei bisherige Verkehrssteuerungszentralen ersetzen. In einer ersten Phase werden alle Strecken mit dem alten Signalsystem angeschlossen. Danach werden mit Inbetriebnahme der neuen ETCS-Ausrüstung diese Strecken neu angeschlossen. Organisatorisch wird das Netz zukünftig in die drei Steuerbereiche Ost, Südwest und Nord gegliedert.
Im Oktober 2019 wurde ein Kompetenzzentrum Campus Nyland in Oslo eröffnet. Dort befinden sich in Testlaboren alle Komponenten der ETCS-Einrichtungen. Die Einrichtung steht den drei Lieferanten für die Inbetriebnahme zur Verfügung und wird der Schulung von mehr 5000 Mitarbeitern an der neuen Technik dienen.
Im Oktober 2023 wurde ein neuer Ausrüstungsplan bekanntgegeben, in dessen Rahmen der Großraum Oslo ans Ende rückt und zwischen 2030 und 2034 ausgerüstet werden soll. Am 16. November 2024 wurde auf einem 67 km Teilabschnitt der Gjøvikbanen, die rein von Triebzügen des Personenverkehrs befahren wird, ETCS in Betrieb genommen. Laut Angaben vom Mai 2025 erwartete Bane Nor inzwischen eine Verzögerung der landesweiten Umsetzung bis 2040. Nunmehr soll ETCS auf der Vestfoldbahn (Drammen–Skien) im August 2026 in Betrieb genommen werden, gefolgt vom Abschnitt Grong–Bodø der im Jahr 2027. Die Solørbahn (Elverum–Kongsvinger) und die Rørosbahn (Hamar–Trondheim) sollen 2028 folgen, 2029 schließlich die Bergenbahn (Oslo–Bergen), die Dovrebahn (Oslo–Trondheim) und die Flåmbahn (Myrdal–Flam).
Aufgrund anhaltender Verzögerungen bei allen drei Lieferanten erwägt Norwegen inzwischen, auch modernisierte Strecken zunächst noch in mit dem bisherigen System auszurüsten. Ein neuer Ausrüstungsplan soll im Frühjahr 2025 bekanntgegeben werden.

### Österreich
Die ÖBB betreiben 616 km ETCS, davon 461 km im Level 2 (Stand: April 2024).
Am 9. November 1999 wurde mit einer Demonstrationsfahrt nach Hegyeshalom das Pilotprojekt „ETCS Wien – Budapest“ präsentiert. Ab Mitte 2001 wurde im Feldversuch der Streckenabschnitt Wien – Nickelsdorf der Ostbahn für Level 1 ausgerüstet. Am 22. September 2005 wurde ETCS Level 1 auf der 247 km langen Strecke Wien – Hegyeshalom – Budapest in Betrieb genommen.
Am 30. April 2008 wurde bei den ÖBB unter den Gesellschaften ein internes Konzernprogramm unter dem Namen „ETCS Level 2“ gestartet. Teile und Ziele des Projekts waren die Vergabe der Infrastruktur- und Fahrzeugausstattung an Industrie (2009), die Durchführung von GSM-R-Tests, die Inbetriebnahme der Probestrecke (Inntaltunnel; 2010) sowie der Regelbetrieb (Q4/2012).
Der Auftrag für die Ausrüstung aller Neubaustrecken und einiger Hauptstrecken (darunter die Westbahn) mit ETCS Level 2 bis Ende 2013 wurde an ein Konsortium aus Siemens und Thales vergeben. Der Auftrag für die Ausrüstung von 449 Fahrzeugen (bis Ende 2015) wurde im Jänner 2010 für 90 Millionen Euro an Alstom vergeben. 2012 wurde ETCS Level 2 zwischen Wien und St. Pölten (etwa 60 km), zwischen Wörgl und Innsbruck (etwa 65 km) sowie zwischen Kundl und Baumkirchen (ca. 40 km) in Betrieb genommen.
Das BMVIT forderte die ÖBB im Dezember 2012 auf, eine ETCS-Strategie vorzulegen. Im Februar 2013 startete die ÖBB-Holding das Projekt „ETCS-Strategie 2025+“, deren Planung im Juni 2013 abgeschlossen sein sollte. Der Rechnungshof kritisierte in einem Dezember 2015 veröffentlichten Bericht zur Triebfahrzeug-Beschaffungsstrategie der ÖBB unter anderem das Fehlen einer abgestimmten Strategie zur ETCS-Einführung.
Mitte 2016 konnte, mit knapp zwei Jahren Verspätung aufgrund von Problemen im Betrieb, ETCS L2 im Abschnitt Bernhardsthal–Wien Süßenbrunn–Wien Simmering der Nordbahn bzw. Laaer Ostbahn dem planmäßigen Einsatz übergeben werden.
Die Strecken mit Inbetriebnahme bis zum Jahr 2017 wurden/werden nach Class 1 – 2.3.0d ausgerüstet, für die anderen Strecken ist Baseline 3 vorgesehen.
Die Ausrüstung der Stammstrecke der S-Bahn Wien mit ETCS Level 2 wird im Zuge der Sanierungs- und Adaptierungsmaßnahmen durchgeführt, um die Leistungsfähigkeit der Strecke zu erhöhen. Die Aufrüstung soll nach dem Plan der ÖBB mit Ende der Sanierungen 2027 abgeschlossen sein.
Im Jahr 2020 veröffentlichte die ÖBB-Infrastruktur AG einen dreistufigen ETCS-Ausbauplan für die Jahre 2026, 2030 und 2038. Das ETCS-Netz soll von etwa 300 auf 3700 Kilometer ausgebaut werden. Ab 2025 wird nur mehr Baseline 3 (und nicht mehr Baseline 2.3.0d) unterstützt werden. Ein Rückbau der PZB auf ETCS-Strecken ist für 2030 anvisiert. Bis 2026 sollen unter anderem folgenden Strecken mit ETCS Level 2 ausgerüstet werden:
- Pottendorfer Linie
- Koralmbahn
- Klagenfurt–Tarvisio (Klagenfurt–Villach, Villach–Tarvisio)
- Wien–Bruck/Mur–Spielfeld-Straß (Bestandsstrecke bzw. Semmering-Basistunnel)
- Linz–Attnang-Puchheim (Westbahn; ehemals Linienförmige Zugbeeinflussung 1993–2021/2022)
- Bereich der Wiener S-Bahn sowie Wiener Hauptbahnhof

| Nr. | Strecke                                          | Jahr |
| --- | ------------------------------------------------ | ---- |
| 101 | Linz – Wels                                      | 2022 |
| 101 | Wels – Attnang-Puchheim – Vöcklabruck            | 2022 |
| 101 | Wels – Haiding                                   | 2022 |
| 401 | Lavanttal – Klagenfurt                           | 2023 |
| 106 | Wien Meidling – Inzersdorf Ort                   | 2023 |
| 106 | Inzersdorf Ort – Wampersdorf                     | 2023 |
| 118 | Wien Hbf – Staatsgrenze n. Nickelsdorf – Kittsee | 2023 |
| 302 | Abzw I1 – Staatsgrenze n. Steinach i. Tirol      | 2024 |
| 413 | Klagenfurt Hbf – Staatsgrenze n. Thörl-Maglern   | 2024 |
| 409 | Klagenfurt Hbf – Weizelsdorf                     | 2024 |
| 401 | Graz – Weststeiermark                            | 2024 |
| 130 | St. Pölten – Knoten Rohr                         | 2024 |
| 105 | Wien Meidling – Wr. Neustadt                     | 2024 |
| 106 | Wampersdorf – Wr. Neustadt                       | 2024 |
| 117 | Wien Stadlau – Staatsgrenze Marchegg             | 2024 |
| 115 | Gänserndorf – Marchegg                           | 2024 |
| 105 | Graz Hbf – Staatsgrenze Spielfeld Str.           | 2025 |
| 105 | Bruck/Mur – Graz Hbf                             | 2025 |
| 414 | Graz Hbf – Graz Stadion Liebenau                 | 2025 |
| 401 | Weststeiermark – Lavanttal (Koralm)              | 2025 |
| 119 | Gramatneusiedl – Wampersdorf                     | 2025 |
| 121 | Wien West – Wien Penzing – Abzw Hütteldorf       | 2025 |
| 120 | Wien Heiligenstadt – Wien Penzing                | 2025 |
| 109 | Wien FJB – Wien Heiligenstadt – Nussdorf         | 2025 |
| 105 | Wien Hbf Lückenschluss                           | 2025 |
| 101 | Hall i. Tirol – Innsbruck Hbf – Abzw I1          | 2026 |
| 130 | Linz – Wels                                      | 2026 |
| 205 | Wels – Staatsgrenze n. Wernstein                 | 2026 |
| 135 | Mürzzuschlag – Gloggnitz (SBT)                   | 2026 |
| 105 | Wr. Neustadt – Mürzzuschlag                      | 2026 |
| 113 | Stockerau – Absdorf-Hippersdorf                  | 2026 |
| 173 | Krems – Herzogenburg                             | 2026 |
| 109 | Nussdorf – Absdorf-Hippersdorf                   | 2026 |
| 110 | Tulln – St. Pölten                               | 2026 |
| 111 | Absdorf-Hippersdorf – Krems                      | 2026 |
| 122 | Wien Praterstern – Wien Meidling                 | 2026 |
| 124 | Inzersdorf Ort – Oberlaa                         | 2026 |
| 124 | Kaiserebersdorf – Bf Donaukai – Wien Brigittenau | 2026 |
| 114 | Wien Praterstern – Süssenbrunn                   | 2026 |
| 191 | Rennweg – Flughafen Wien                         | 2026 |
| 122 | Wien Meidling – Wien Hütteldorf                  | 2026 |

### Polen
Im Dezember 2009 wurde der Auftrag zur Ausrüstung der Bahnstrecke Grodzisk Mazowiecki–Zawiercie mit ETCS L1FS vergeben. Die Strecke sollte nach der im Juni 2011 vorgesehenen ETCS-Inbetriebnahme mit Geschwindigkeiten bis 200 km/h befahren werden. Die kommerzielle Inbetriebnahme erfolgte 2014 im Zusammenhang mit der Aufnahme des Regelbetriebes der Pendolino-Züge. Im Jahr 2016 wurde der Wartungsvertrag für den Hersteller Thales bis Dezember 2019 verlängert.
ETCS L1FS war Ende 2014 auf einem 90 km langen Teilstück im europäischen Korridor E65 zwischen Warschau und Gdynia in Betrieb, das teilweise mit 200 km/h befahren werden konnte. Die Erprobung von ETCS L2 (für 250 km/h) lief, dessen Inbetriebnahme war noch nicht absehbar.
Die der Anbindung des Flughafens Danzig dienende Bahnstrecke Gdynia–Gdańsk Port Lotniczy–Wrzeszcz ist mit ETCS ausgerüstet.
Im Jahr 2009 wurde die Vereinbarung zur Pilotierung von ETCS L2 auf der 84 km langen Strecke Staatsgrenze bei Bielawa Dolna–Węgliniec–Legnica, die Teil des Korridors E30 ist, zwischen PKP-PLK und einem Konsortium unter der Führung von Bombardier geschlossen. Dieser Streckenabschnitt ist Bestandteil der Eisenbahnfernverbindung Magdeburg–Wrocław. Die grundlegende Modernisierung ist Gegenstand eines deutsch-polnischen Regierungsabkommens und wird durch die EU im Rahmen der pan-europäischen Verkehrskorridore gefördert. Im Dezember 2015 erfolgte die kommerzielle Inbetriebnahme von ETCS in diesem Abschnitt. Die Ergebnisse der Pilotierung zeigten Anpassungsbedarf für die (nationale) Implementierung auf den weiteren mit L2 auszurüstenden Linien, da anderenfalls die ED250-Züge behindert würden.
Im Jahre 2013 gewann Bombardier den Anschlussauftrag für die 148 km lange Strecke Legnica–Wrocław–Opole. Gegen Ende 2017 sollte die Inbetriebnahme mit ETCS L2 erfolgen.
Für die Ausrüstung des Abschnittes Posen–Wongrowitz der Strecke Posen–Bromberg wurde 2013 mit der Firma Thales ein Vertrag abgeschlossen. Diese Ausrüstung mit ETCS L1LS war Mitte 2017 fertiggestellt und wird ab 2018 mit dem neuen S-Bahn-Netz von Posen Erkenntnisse für den weiteren Einsatz bringen.
Im Jahr 2017 wurde die ETCS-Ausrüstung der Strecke zwischen Kunowice (deutsche Grenze) und Terespol (belarussische Grenze) ausgeschrieben. Gleichzeitig wurde auch die Strecke von Rzeszów nach Podłęże bei Krakau für ETCS L2 ausgeschrieben.
Wegen der auch in Polen fraglich langsamen und teuren Umsetzung der Ausstattung von Eisenbahnstrecken und Triebfahrzeugen mit ETCS erfolgte im Juni 2017 eine Anhörung im Sejm. Infolgedessen sollten Maßnahmen der technischen Standardisierung, der Finanzierung, der regulatorischen Inbetriebnahme, der Ausschreibungen sowie der Projektüberwachung eingeleitet werden, die die Realisierung der für das Jahr 2023 gestellten Ziele ermöglichen sollen. Weiterhin wurden Wartungs- und Betriebsprobleme erörtert (z. B. unbeabsichtigte Zwangsbremsungen wegen ETCS-Störungen), die die Passagiere verunsichern und als Qualitätsmangel öffentlich wahrgenommen werden.
Der Zuschlag für die ETCS-Ausrüstung der etwa 700 Streckenkilometer Kunowice–Terespol erfolgte Anfang Januar 2018 an die Firma Thales. Der Auftrag ist innerhalb von fünf Jahren auszuführen und enthält mit Ausnahme des Knotens Warschau auch die südliche Güterumgehungsstrecke, die GSM-R-Ausrüstung sowie Neubau und Modernisierung von fünf regionalen Steuerzentralen. Ende Januar 2018 erfolgte auch der Zuschlag für die Ausrüstung der 135 km langen Strecke Podłęże–Rzeszów an die Firma Thales. Der Auftrag beinhaltet die Ausrüstung mit GSM-R sowie die Errichtung von zwei ESTW.
Im März 2018 erfolgte die Beauftragung für ETCS L2 des 162 km langen Teilstückes Breslau–Posen der Korridorstrecke E59 an Bombardier. Dabei werden drei ESTW mit ETCS-Streckenzentralen an den Standorten Breslau, Lissa und Posen errichtet. Der Vertrag folgt dem Ausschreibungsmodell „Design and Build“ und beinhaltet die Fertigstellung innerhalb von fünf Jahren.
| Strecke                                | Strecken-Nr. | Abschnitt | Länge [km] | ETCS Level | Baseline | Bemerkungen |
| -------------------------------------- | ------------ | --------- | ---------- | ---------- | -------- | --- |
| Warszawa–Skarżysko-Kamienna            | 4            |           | 82         | L1FS       | 2        | |
| Kielce–Częstochowa                     | 4            |           | 67         | L1FS       | 2        | |
| Kozłów–Starzyny                        | 64           |           | 33         | L1FS       | 2        | |
| Wrocław–Legnica                        | 275          |           | 10         | L2         | 2        | Strecken-km 65–75; Fehlende vollständige Umsetzung der Spezifikation, Höchstgeschwindigkeit 130 km/h bei Einmannbetrieb |
| Legnica–Węgliniec                      | 282          |           | 62         | L2         | 2        | Fehlende vollständige Umsetzung der Spezifikation, Höchstgeschwindigkeit 130 km/h bei Einmannbetrieb |
| Węgliniec–Bielawa Dolna (Staatsgrenze) | 295          |           | 13         | L2         | 2        | Auf dem Abschnitt Węgliniec–Bielawa Dolna wurde das ETCS-System nicht in Betrieb genommen. Bei Einfahrt in die Strecke 295 sind die ETCS-Fahrzeuggeräte manuell auf Stufe 0 oder STM (falls vorhanden) zu schalten. Bei Fahrt vom Bahnhof Węgliniec auf die Strecke 282 müssen die ETCS-Fahrzeuggeräte manuell auf Level 2 eingestellt werden. Die Einschränkung gilt bis zur Anpassung des ETCS-Systems an die veränderte Gleislage im Bereich von Bielawa Dolna. |
| Poznań–Wągrowiec                       | 356          |           | 51         | L1LS       | 3        | nach Spezifikation SRS 3.3.0 |

### Portugal
Im Oktober 2018 wurden Planung, Umsetzung und Instandhaltung von ETCS für verschiedene Streckenabschnitte in Portugal ausgeschrieben und im Mai 2019 vergeben. Die insgesamt 380 km Strecken sind die erste Anwendung von ETCS Level 2 in Portugal.
Unter anderem wird die 25 km lange Vorortbahn Linha de Cascais bis 2023 mit ETCS Level 2 ausgerüstet.

### Schweden
ETCS Level 2 wird in Schweden auch System E2 genannt.
In Schweden fuhr erstmals am 12. April 2007 ein Zug unter ETCS-Führung auf einem 20 km langen Streckenabschnitt zwischen Arnäsvall und Husujm der Botniabahn. Seit Ende August 2010 ist auf der Botniabahn im Zusammenhang mit der Inbetriebnahme der Neubaustrecke im Abschnitt Nyland – Umeå ETCS L2 eingerichtet (Höchstgeschwindigkeit 250 km/h).
Ab 2009 wurde auf der 134 km langen Västerdalsbahn erstmals ERTMS Regional eingesetzt.
Die Ådalsbahn wurde im Abschnitt Sundsvall–Västeraspby nach umfassender Rekonstruktion im September 2012 mit ETCS L2 wieder in Betrieb genommen.
Im Dezember 2013 wurde die neue Haparandabahn (Boden/Buddbyn)–Haparanda mit ETCS L2 in Betrieb genommen.
Der Citytunnel Malmö wurde bereits beim Bau mit ETCS L2 ausgerüstet, der Bahnhof Malmö Central mit ETCS L1. Die Inbetriebnahme der ETCS-Ausrüstung wurde für frühestens 2015 angenommen, da noch keine Fahrzeuge mit entsprechender Ausrüstung vorhanden waren.
Der Staat plante, dass die Kosten für Fahrzeugeinrichtungen (0,2 – 1 Million Euro pro Fahrzeug) von den Fahrzeugeigentümern finanziert werden müssen. Die meisten Fahrzeuge sind ohnehin Eigentum der Steuerzahler (SJ/Green Cargo/Verkehrsverbund). Güterverkehrsunternehmen mieden Eisenbahnen mit ETCS.
Im Jahr 2016 fanden auf der Westküstenbahn zwischen Göteborg und Lund erfolgreiche Interoperabilitätstests zwischen damals aktueller ETCS L2-Ausrüstung nach BL3, der dänischen ATC- und der schwedisch-norwegischen ATC2-Ausrüstung statt. Diese Ausrüstung wird im Bereich der Öresundbrücke installiert sein.
Nachdem es im Jahr 2017 eine generelle Validierung der ETCS-Komponenten des Typs INTERFLO 450 von Bombardier durch die schwedischen Aufsichtsbehörden Trafikverket und Transportstyrelsen gab, erfolgten im August 2018 weltweit erstmals praktische Tests der Streckenausrüstung nach Standard ETCS L2 SRS 3.6 (Baseline 3 Release 2).
Auf der Strecke Luleå–Narvik soll die ETCS-Streckenausrüstung zwischen 2024 und 2029 in Betrieb genommen werden. Laut einer Mitteilung ist eine Inbetriebnahme Mitte 2025 erfolgt. Es handelt sich um die erste ETCS-Ausrüstung in Schweden abseits von Pilotstrecken.
Das 2026 zur Inbetriebnahme vorgesehene Regionalverkehrsprojekt Västlänken in Göteborg soll ebenfalls mit ETCS ausgerüstet werden.

### Schweiz
Die Grundsatzentscheidung zum Einsatz von ETCS in der Schweiz wurde im Februar 1998 gefällt. Das Schweizer Bundesamt für Verkehr entschied im Jahr 2000, ETCS in der Schweiz flächendeckend einzusetzen. Bis Ende 2017 wurde das gesamte Normalspurnetz auf ETCS umgerüstet. Dabei wurde im Allgemeinen auf ETCS Level 1 Limited Supervision (ETCS L1LS) umgerüstet, während einige Neubaustrecken mit Hochgeschwindigkeitsverkehr direkt mit ETCS L2 ausgerüstet wurden. Ab 2025 soll die Umrüstung auf ETCS L2 im gesamten Netz beginnen. Die Schweiz erwartet durch ETCS eine Kapazitätssteigerung von bis zu 30 Prozent sowie Kostensenkungen.

#### Neubaustrecken mit ETCS Level 2

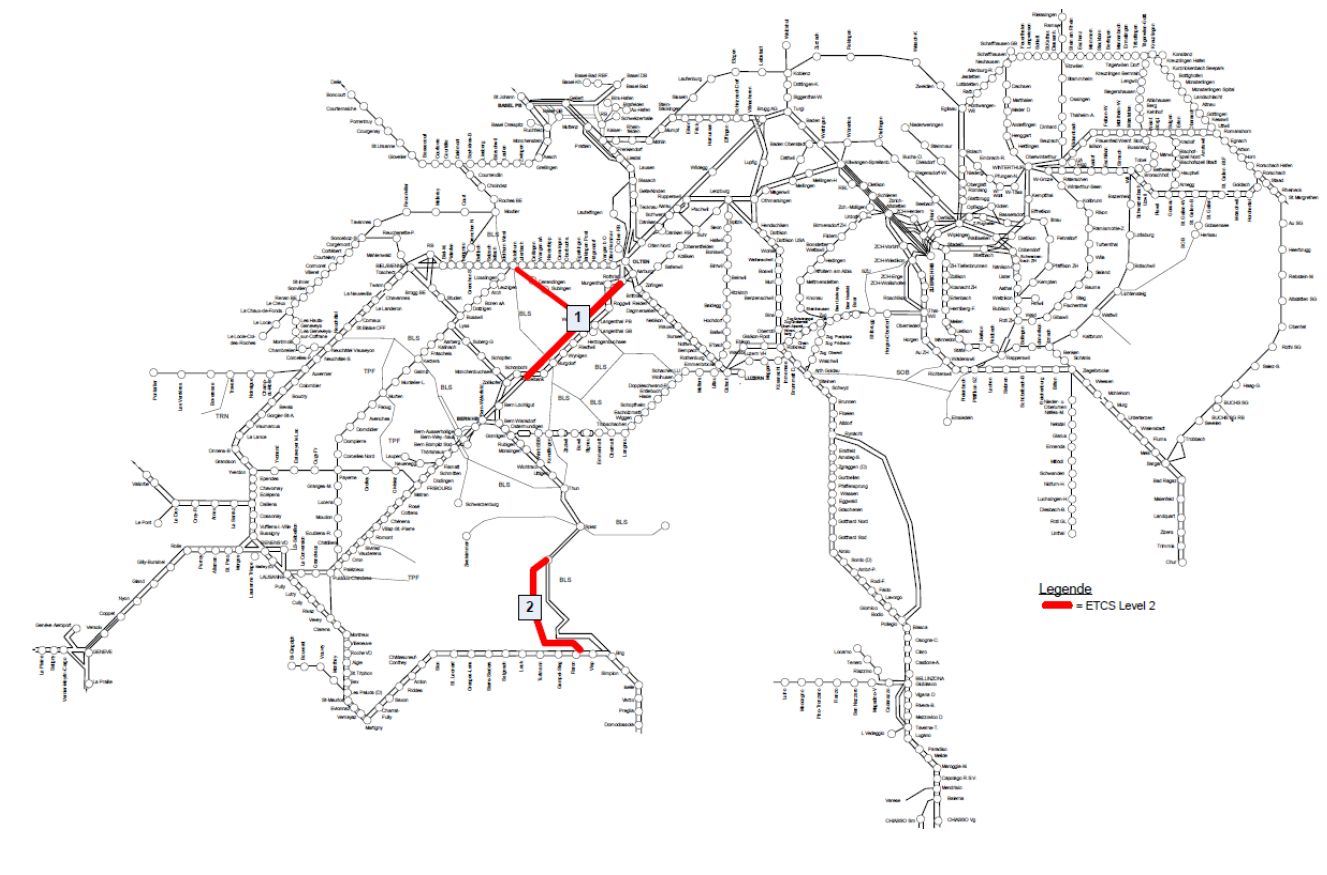
Folgende Neubaustrecken in der Schweiz sind seit 2007 mit ETCS Level 2 in Betrieb:
1. Mattstetten–Rothrist mit Ausbaustrecke
Solothurn–Wanzwil (Dezember 2004)
1. Lötschberg-Basistunnel (Dez. 2007)

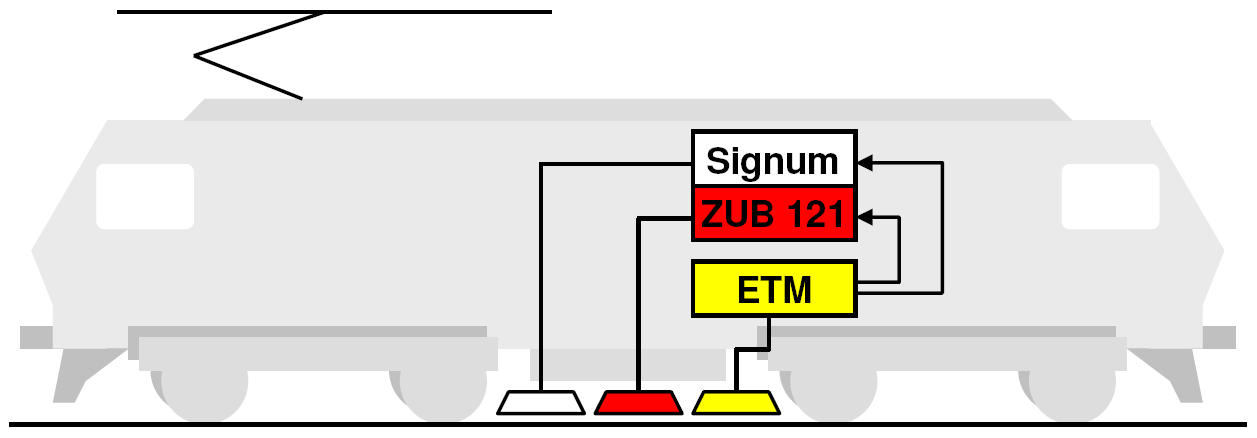
1. Migrationsschritt: Ausrüstung der Fahrzeuge mit ETM, auch „Rucksack“ genannt, welcher die ETCS-Telegramme liest und die Informationen an die Integra-Signum- und ZUB-Fahrzeuggeräte weiterleitet.

Da die Schweizerischen Bundesbahnen (SBB) auf geplanten Neubaustrecken schneller als 160 km/h fahren wollten, benötigten sie ein System zur Führerstandssignalisierung.
Zum Sammeln von Erfahrungen mit ETCS rüsteten sie den rund 40 km langen Abschnitt Zofingen–Sempach als Pilotstrecke aus. Zum Einsatz kam ETCS L2 (SRS 5a) mit Funkversorgung auf der Basis von konventionellem GSM. Es wurde auf Aussensignale verzichtet. Die Systemausrüstung der Streckenzentrale, der Balisen sowie von 63 Triebfahrzeugen sechs verschiedener Typen wurde von Bombardier realisiert.
Nach langwierigen Versuchen ging Ende April 2002 auf diesem Abschnitt die erste kommerzielle Anwendung von ETCS L2 in den Regelbetrieb. Täglich verkehrten etwa 140 Züge. Zunächst wurden etwa 140 Störfälle pro Woche verzeichnet. Ab März 2003 wurde eine Pünktlichkeit wie vor der ETCS-Inbetriebnahme erreicht, mit nachfolgend noch weiter abnehmenden Störfällen. Zu sicherheitsrelevanten Störungen kam es nicht. Nachdem der zu Grunde liegende Entwurf der ETCS-Spezifikation veraltet war, wurde das ETCS-System am 30. November 2003 wieder außer Betrieb genommen.
Für die 2004 eröffnete Neubaustrecke Mattstetten–Rothrist wurde die Inbetriebnahme von ETCS L2 vorerst als zu riskant eingestuft und eine provisorische konventionelle Signalisierung installiert. Nach einem acht Monate dauernden Vorlaufbetrieb wurde am 18. März 2007 die Strecke auf ETCS L2 umgeschaltet. Im Dezember 2007 wurde die Geschwindigkeit von 160 km/h auf 200 km/h angehoben.
Im Lötschberg-Basistunnel setzt die BLS bereits seit der Eröffnung ETCS L2 ein, wobei eine Höchstgeschwindigkeit von 250 km/h möglich ist. Falls ein Zug wegen einer Entgleisung oder eines Brandes die Fahrtrichtung wechseln muss, steht der ETCS-Modus Reversing (RV) zur Verfügung, der eine überwachte Rückwärtsfahrt erlaubt. Am 16. Oktober 2007 ereignete sich auf der Lötschberg-Basisstrecke ein mit ETCS zusammenhängender Unfall. Ursache für die Entgleisung waren Softwarefehler in der ETCS-Streckenzentrale. Das Ereignis hatte in der Fachwelt vorübergehend große Besorgnis über die Betriebssicherheit von ETCS hervorgerufen.

#### Migration nach ETCS Level 1 Limited Supervision
Im Jahr 2011 wurde bekanntgegeben, dass bis Ende 2017 die bestehenden Zugbeeinflussungssysteme Integra-Signum und ZUB auf dem Schweizer Schienennetz durch ETCS L1LS ergänzt werden soll. In einem Pilotversuch von September 2009 bis Februar 2010 in Burgdorf wurde zum ersten Mal weltweit mit dieser neuen Betriebsart gefahren.
Die SBB und weitere europäische Bahnen hatten einen entsprechenden Change Request für ein zunächst als ETCS Level 1 punktförmig bezeichnetes System eingereicht. Im Rahmen der Baseline 3 wurde diese die Migration vereinfachende ETCS-Ausführung standardisiert.

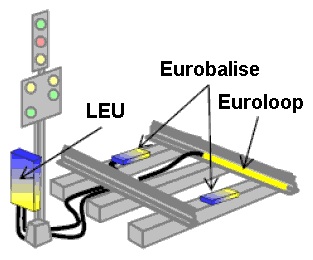
Zusätzlich zu ETCS L1 LS werden weiterhin Euro-Signum- und -ZUB-Informationen übertragen.

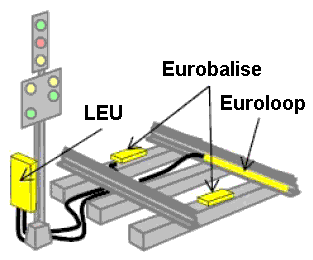
… Eurobalisen und Euroloops, die zur Übertragung von Euro-Signum und Euro-ZUB dienen.

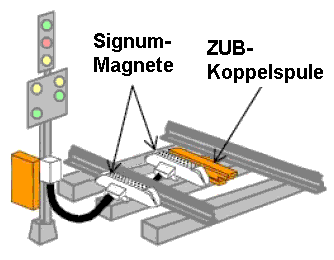
2. Schritt: Ersatz der Integra-Signum-Magnete und ZUB-Koppelspulen durch…

Die Migration sollte zu Planungsbeginn in mehreren Etappen erfolgen:
- Bis 2018 sind sämtliche Integra-Signum-Magnete sowie die Gleiskoppelspulen und Linienleiter der ZUB durch Eurobalisen bzw. Euroloops ersetzt worden. Diese übertragen im für nationale Anwendungen reservierten Anhang der Datentelegramme (Paket 44) die Integra-Signum- bzw. ZUB-Information. Dieses System nennt sich Euro-Signum bzw. Euro-ZUB. Zum Lesen dieser Informationen wurden bereits bis 2005 sämtliche Fahrzeuge mit Eurobalise Transmission Module (ETM), umgangssprachlich auch „Rucksack“ genannt, ausgestattet.
- Zusätzlich zum nationalen Paket 44 („EUROSIGNUM“, „EUROZUB“) wurden bis 2018 die Balisen mit den Telegramminhalten des Modus ETCS L1LS programmiert, der die Eurobalisen und -loops mit den entsprechenden ETCS-Informationen nutzt. Damit sollen sowohl reine ETCS-Fahrzeuge (ETCS only) das Schweizer Netz befahren können, als auch weiterhin Bestandsfahrzeuge mit Euro-Signum/-ZUB basierenden Zugbeeinflussungen.

#### Netzweiter Einsatz von ETCS Level 2

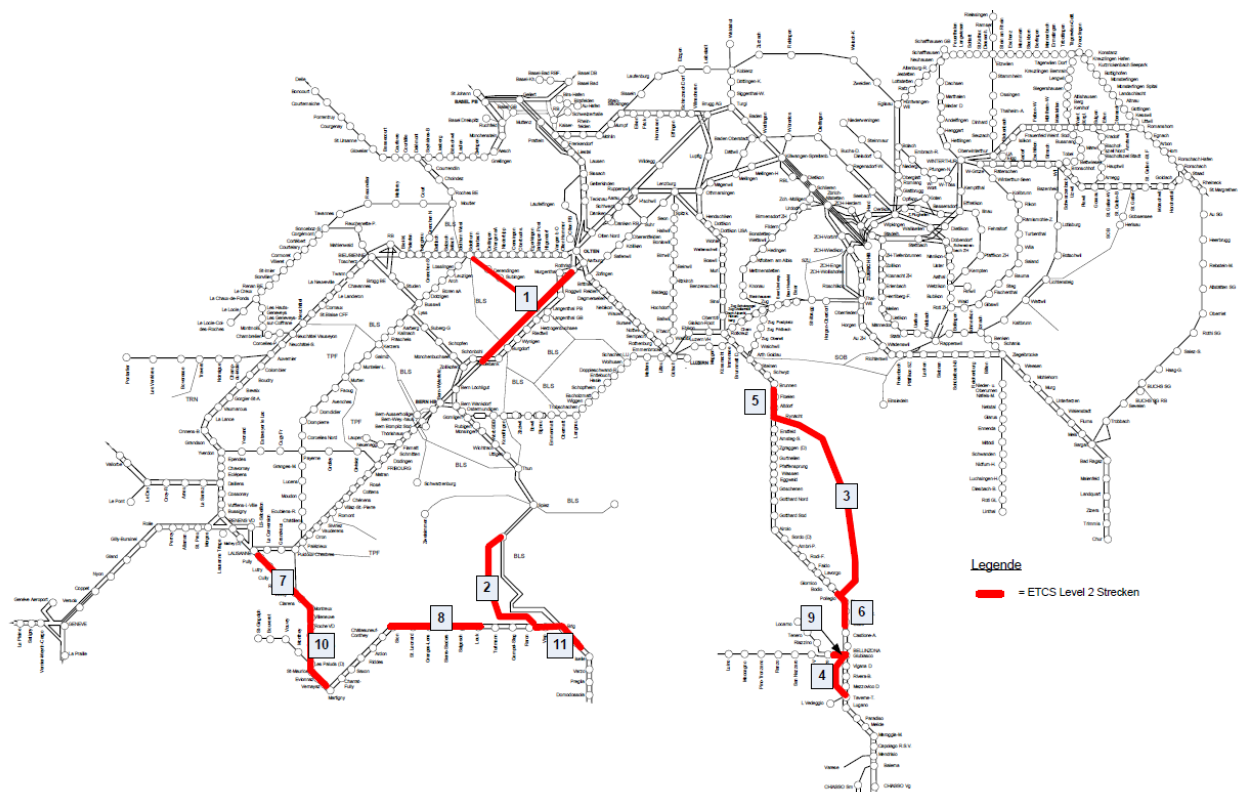
Auf folgenden Strecken soll bis 2020 mit ETCS L2 in Betrieb sein:
1 Mattstetten–Rothrist und Solothurn–
Wanzwil (Dezember 2004)
2 Lötschberg-Basistunnel (Dez. 2007)
3 Gotthard-Basistunnel (Dez. 2016)
4 Ceneri-Basistunnel (Dezember 2019)
5 Brunnen (exkl.)–Altdorf–Rynächt
(August 2015)
6 Pollegio Nord–Castione Nord
(Oktober 2015)
7 Pully–Villeneuve (April 2017)
8 Sion–Sierre (2018)
9 Giubiasco–S.Antonino (Mitte 2018)
10 Roche VD–Vernayaz (2018–2020)
11 Visp–Simplon (2020)

Bis 2015 wurde ETCS Level 2 ausschließlich auf Neubaustrecken eingesetzt. Seit der Inbetriebnahme der nördlichen und südlichen Zufahrten zum Gotthard-Basistunnel Ende 2015 kommt ETCS L2 zusammen mit der Erneuerung von Stellwerken auf verschiedenen Abschnitten der Gotthardstrecke zum Einsatz. Damit wird erstmals weltweit ETCS L2 in mittelgroßen Bahnhöfen angewendet. Auf diesen Streckenabschnitten und den Zufahrtslinien zum Gotthard-Basistunnel können nur noch Fahrzeuge mit ETCS-Vollausrüstung verkehren. Mit der Umstellung konventioneller Strecken auf ETCS L2 wurde ab 2015 der Netzzugang für Fahrzeuge ohne ETCS eingeschränkt.

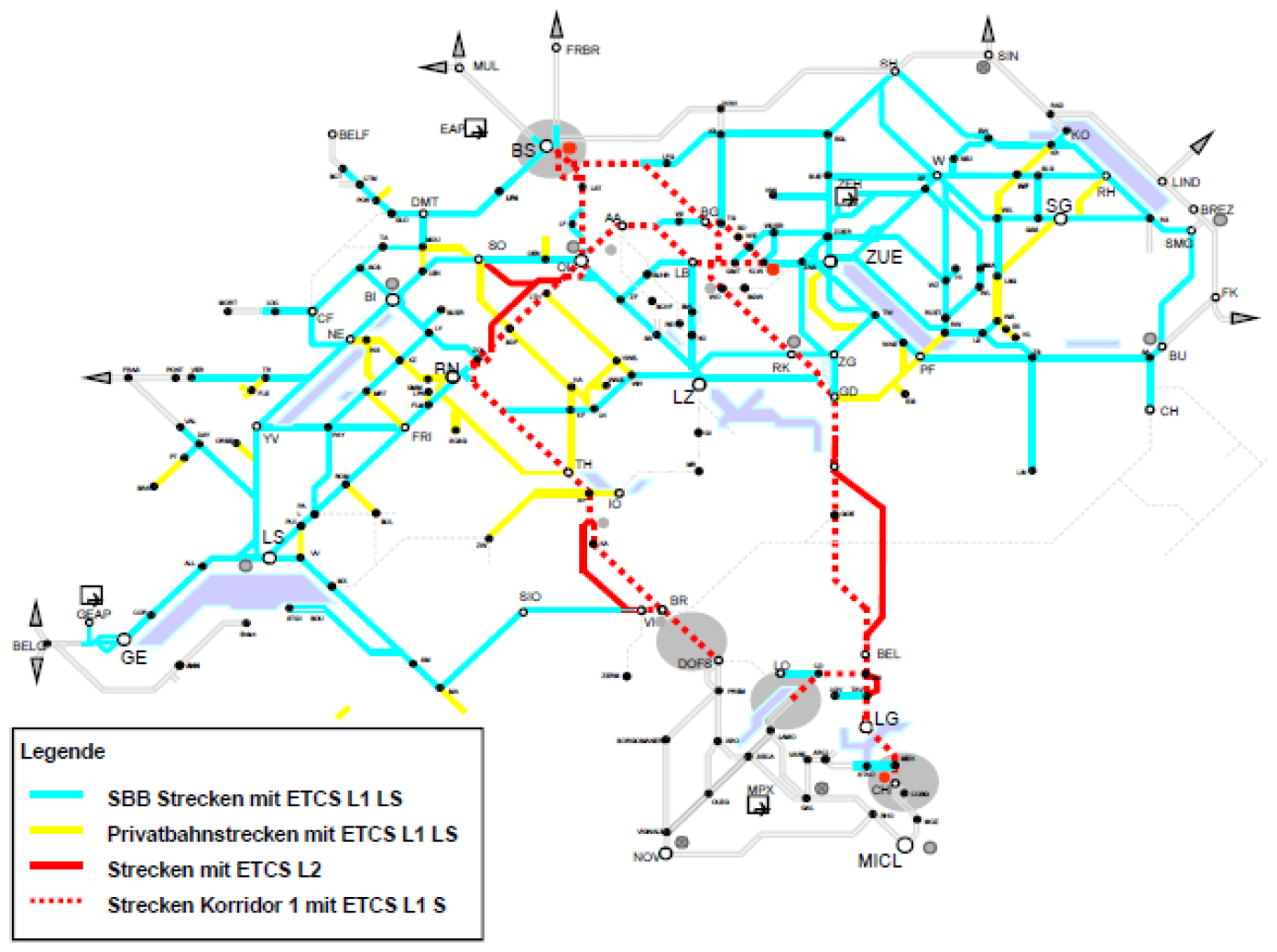
Auf der Gotthardlinie und der Lötschberg–Simplon-Achse wird 2015 ETCS in Betrieb genommen. Auf dem restlichen Schweizer Netz steht ETCS ab 2017 zur Verfügung.

Im Gotthard-Basistunnel kommt seit der Inbetriebnahme 2016 ETCS L2 zum Einsatz. Der Ceneri-Basistunnel, der 2020 eröffnet wurde, ist ebenfalls mit ETCS L2 ausgerüstet.
Im April 2017 wurde mit dem Streckenabschnitt Lausanne–Villeneuve eine weitere Bestandsstrecke auf ETCS L2 umgestellt.
Für die netzweite Einführung von ETCS L2 legten die SBB dem BAV im Dezember 2016 einen Migrationsplan in zwei Varianten vor:
- Variante 1: Würde ETCS Level 2 beim Ersatz abgängiger Stellwerke eingeführt werden, wäre eine Migration bis 2060 und 9,5 Milliarden Franken Kosten die Folge. Unter anderem würden zwischenzeitlich bis zu 230 Levelübergänge mit Gesamtkosten von 0,6 Milliarden Franken erforderlich.[413]
- Variante 2: Eine zweite Variante sieht vor, ab etwa 2025 binnen 13 Jahren alle Stellwerksinnenanlagen durch neuartige ETCS-Stellwerke[414] zu ersetzen, zu Kosten von etwa 6,1 Milliarden Franken. Die Machbarkeit dieser Variante wird bis Ende 2019 geprüft.[413]
- Basis: Ein bloßer Erhalt der konventionellen Leit- und Sicherungstechnik würde demnach ebenfalls 6,1 Milliarden Franken kosten.[413]

Die Serienreife von ETCS L2 sollte 2020 erreicht werden. Nach neueren Angaben soll ab 2025 ETCS L2 mit einer völlig neuen Generation von Stellwerken netzweit eingeführt werden, wofür die SBB der Organisation EULYNX beigetreten ist. In den 2030er Jahren soll die Umrüstung abgeschlossen werden.
Im Juni 2025 schlossen die BLS Netz und die Siemens Mobility einen Rahmenvertrag zur Erneuerung der Leit- und Sicherungstechnik und Ausrüstung mit ETCS Level 2 ab 2029.

### Serbien
Die Jugoslawischen Eisenbahnen (1918–2004, von 1991–2004 noch auf dem Territorium der Bundesrepublik Jugoslawien) und die Nachfolgegesellschaft der Serbische Eisenbahnen in Serbien planten ebenfalls, ETCS einzuführen. Damit sollte eine Harmonisierung sowohl mit europäischen Eisenbahnen für den Transit als auch der Bahnen innerhalb der Bundesrepublik Jugoslawiens sichergestellt werden. Während auf Nebenbahnen ETCS Level 1 (ohne Euroloops) vorgesehen war, sollte auf Hauptbahnen ETCS Level 1 mit Euroloops und auf schnell befahrenen Strecken ETCS Level 2 eingesetzt werden. Relaisstellwerke aus den 1960er Jahren sollten in diesem Zuge durch Elektronische Stellwerke ersetzt werden. Die Ausbau- und Neubaustrecke der Schnellfahrstrecke Belgrad–Budapest wird auf der Länge von 351 km (181 km in Serbien, 166 in Ungarn) über ETCS Level 2 verfügen. Da die Bahn im Mischbetrieb betrieben wird, verfügt sie zudem über PZB90. China Railway Signal & Communication (CRSC) hat im Sommer 2019 ein Kontrollzentrum für ETCS Level 2 in Belgrad eröffnet. Das als „Lab“ bezeichnete chinesische Eisenbahnkontrollzentrum der Železnice Srbije wird auch der Ausbildung der serbischen Eisenbahner dienen und den grenzüberschreitenden Eisenbahnverkehr zwischen Serbien und Ungarn kontrollieren. Die CRSC übernimmt zudem die Signalintegration Beograd Centar–Stara Pazova. Das chinesische Kontrollzentrum in Belgrad ist das erste, das diese im Ausland sowie im Bereich des europäischen Schnellverkehrs eröffnet haben.
21 neue Regionalverkehrstriebzüge (Stadler Flirt), die im Jahr 2013 bestellt wurden, sind für die Nachrüstung von ETCS Level 2 vorbereitet.

### Slowakei
Ende Juni 2007 hat die slowakische Eisenbahn (ZSR) die Ausrüstung der Strecke Svätý Jur bis Nové Mesto nad Váhom mit ETCS Level 1 vergeben. Die Strecke ging im Dezember 2008 in Betrieb. Da die ŽSR selbst keine ETCS-Fahrzeuggeräte besaß, unterstützte die Magyar Államvasutak bzw. die Österreichischen Bundesbahnen mit ETCS-Loks die Strecke abzufahren bzw. zu testen.
2009 wurde die ETCS-Ausrüstung der Lokomotiven der Škoda-Baureihe 350 beauftragt. Auch zehn Triebzüge der Reihe 671 wurden mit ETCS-Fahrzeuggeräten ausgerüstet.
Im Dezember 2009 ging der letzte Teil der Strecke (Trnava bis Nové Mesto) in Betrieb. Damit hat die Slowakei ca. 90 km Strecke am Korridor 5 mit etwa 750 Balisen ausgerüstet. Zwischen Žilina und der tschechischen Grenze wurde ebenfalls bereits ETCS L2 installiert.

### Spanien

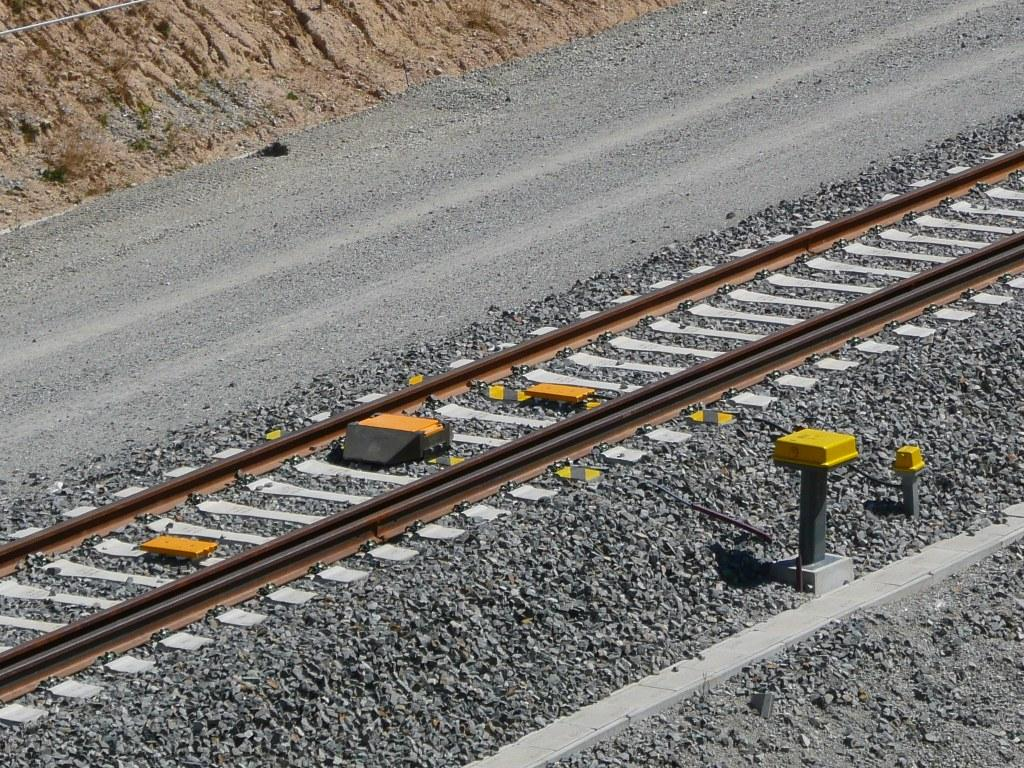
ETCS-Balisen (links, rechts) mit spanischer ASFA-Balise (erhöht, mittig)

Mit 2900 km in Betrieb befindlichen Streckenkilometern ist Spanien bei der ETCS-Umsetzung führend in Europa (Stand: 2020). Mehr als 1000 km sind dabei mit Level 2 ausgerüstet.
Im Sommer 2005 ging – erstmals im europäischen Hochgeschwindigkeitsverkehr – ETCS Level 1 auf der Schnellfahrstrecke Madrid–Barcelona in Betrieb. Das System war zunächst für Geschwindigkeiten von 300 km/h und eine Zugfolgezeit bis zu fünfeinhalb Minuten ausgelegt.
Da die Fahrzeuggeräte der (ab 27. Februar 2005 ausgelieferten) Triebzüge der Reihe 102 zunächst jedoch nicht mit der Streckenausrüstung eines anderen Herstellers kommunizieren konnten, ließ sich die Streckengeschwindigkeit fahrzeugseitig nicht ausfahren. Nach rund 400 000 Teststunden und 112,3 Millionen Euro Aufwand (seit Juli 2004) kündigte der Netzbetreiber Adif Mitte März 2006 an, statt ETCS die linienförmige Zugbeeinflussung LZB auf der Strecke einsetzen zu wollen. Noch im Frühjahr 2006 begann das ETCS-System (im Level 1) nahezu fehlerfrei zu funktionieren. Die geplante Umstellung auf LZB wurde daher zurückgezogen und die Streckengeschwindigkeit am 17. Mai 2006 auf 250 km/h angehoben. Die betriebliche Höchstgeschwindigkeit im ETCS L1 wurde auf 300 km/h begrenzt.
Mit der Inbetriebnahme von ETCS Level 2 wurde die zulässige Geschwindigkeit auf der Strecke ab 24. Oktober 2011 auf 310 km/h erhöht. Die Fahrzeit der durchgehenden Züge zwischen Madrid und Barcelona wurde damit um acht Minuten auf zwei Stunden und 30 Minuten gesenkt.
Mit 1053 Streckenkilometern, die unter ETCS betrieben werden, verfügte Spanien 2009 über die weltweit größte ETCS-Ausrüstung. Neben den Neubaustrecken (ohne die mit LZB betriebene Strecke zwischen Madrid und Sevilla) kommt das System auch im Madrider Vorortverkehr und weiteren Ausbaustrecken zum Einsatz. Untersuchungen zur Umrüstung des gesamten spanischen Eisenbahnnetzes laufen.
Anfang 2009 genehmigte die spanische Regierung ein 4 Milliarden Euro umfassendes Investitionspaket zum Ausbau der S-Bahn Barcelona, das auch die Einführung von ETCS und GSM-R auf dem auf 492 km auszubauenden Netz vorsieht. Die Umsetzung sollte bis 2015 erfolgen. Die Ausrüstung eines 56 km langen Streckenabschnitts mit ETCS Level 2 wurde 2015 ausgeschrieben und Ende 2015 vergeben. Damit sollen Kapazität und Betriebsqualität gesteigert werden. Das Projekt wurde noch nicht in Betrieb genommen (Stand: März 2019). Im Juli 2020 wurde ein Auftrag zur Ausrüstung zweier weiterer Linienäste mit ETCS Level 2 vergeben, die Inbetriebnahme ist für 2023 geplant.

Schematischer Verlauf der mit ETCS ausgerüsteten S-Bahn-Linie C4 (blau)

Um die Kapazität zu steigern, wird das Netz der S-Bahn Madrid mit ETCS Level 2 ausgerüstet. Im März 2012 wurde ETCS Level 1 auf der Linie C4 in Betrieb genommen. Testfahrten mit ETCS Level 2 erfolgten im gleichen Monat. Erstmals wurde ETCS (Level 1 und 2) damit in einem europäischen S-Bahn-System verwendet. Die weitere Ausrüstung des Knotens Madrid mit ETCS läuft (Stand: 2015). Ein automatischer Betrieb (ATO) im Innenstadttunnel wurde angestrebt, aufgrund finanzieller Probleme zunächst nicht weiter verfolgt. Im Laufe der 2020er Jahre sollen 980 Kilometer Nahverkehrsstrecken, insbesondere in Madrid und Barcelona, mit ETCS ausgerüstet werden. Im Regelbetrieb wird in Madrid mit ETCS Level 1 gefahren, Level 2 wird nicht genutzt (Stand: November 2017).
Auf dem Corredor mediterraneo entlang der spanischen Ostküste bis zur französischen Grenze läuft die Ausrüstung mit ETCS Level 1, vereinzelt auch ETCS Level 2 (Stand: 2015). Im März 2015 wurde der Auftrag für die Ausrüstung des 210 km langen Streckenabschnitts Valencia–Vandellós mit ETCS Level 1 vergeben. Ebenfalls Anfang 2015 wurde die Ausrüstung des 65 km langen Schnellfahrstreckenabschnitts Monforte del Cid – Murcia mit ETCS Level 2 vergeben.

### Tschechien

Der Erste Korridor wird mit ETCS ausgerüstet und ist im südlichen Teil im Testbetrieb (Stand: 2019)

In Tschechien wurden bereits seit 2001 Studien und Planungen zur Einführung von ETCS durchgeführt. Im Jahr 2005 legte man den Testumfang mit einer ETCS-Zentrale und vier OBUs fest; bei der Feinplanung 2007 eine Implementierung nach SRS 2.2.2+.
Im Jahr 2007 wurde ein nationaler Implementierungsplan erlassen und bei der EU als Teil des EDP hinterlegt, seit 2014 in aktualisierter Version. Darin sind die Leitlinien der ERTMS-Implementierung bis 2020 bestimmt.
Ab 2007 begannen die Ausrüstungsarbeiten sowohl der drei Triebfahrzeuge der Baureihen 151, 362 und 471 der České dráhy als auch des vorgesehenen Streckenabschnittes. Mit diesen Testfahrzeugen wurde ETCS in Kombination mit dem nationalen Sicherungssystem VZ LS und dem bisherigen analogen Funksystem in einem 22 km langen Pilotabschnitt zwischen Kolín und Poříčany auf der Strecke Česká Třebová–Praha erprobt. Die Untersuchungen wurden 2011 erfolgreich beendet.
Der Eisenbahnversuchsring Velim ist seit Mitte 2015 mit ETCS Level 2 ausgerüstet.
Nach einer Präsentation des Infrastrukturbetreibers SŽDC von 2015 plante dieser die Einführung von ETCS auf einer Streckenlänge von 1350 Kilometern und bei 890 Fahrzeugen bis zum Jahr 2020. Diese Ziele wurden nicht erreicht.
Aufgrund einer Reihe schwerer Unfälle, die durch eine wirksame Zugbeeinflussung verhindert worden wären, wird die Einführung von ETCS mit staatlicher Priorität auf dem Gesamtnetz vorangetrieben.
Seit dem Jahr 2016 fanden auf dem Ersten Korridor zwischen Kolín und Břeclav Ausrüstungsarbeiten für ETCS Level 2 statt und seit Ende 2018 war der Testbetrieb möglich. Im Sommer 2019 wurde der Beginn der Ausrüstungsarbeiten auf dem Vierten Korridor im Abschnitt Prag–Votice offiziell begonnen.
Gegen Ende 2020 sind 255 km Strecken in Betrieb und weitere 200 km im Testbetrieb oder Bau. Zusätzlich zu bisherigen Planungen sind aufgrund der Unfälle noch 4500 km Regionalstrecken mit in die Planung aufgenommen worden. Nunmehr sollen bereits bis 2025 die Kernnetzkorridor-Strecken ausgerüstet und die Verwendung von ETCS Pflicht sein. Der Rest des Netzes soll bis 2040 folgen.
Im April 2016 kündigte das Eisenbahnverkehrsunternehmen České dráhy (ČD) an, bis zu 663 Fahrzeuge aus 33 verschiedenen Baureihen mit ETCS-Fahrzeuggeräten (Level 2, Baseline 3) auszurüsten. Die Kosten von etwa 244 Millionen Euro sollen bis zu 85 Prozent aus einem EU-Programm finanziert werden.
Während Neufahrzeuge aller tschechischen Betreiber grundsätzlich mit ETCS beschafft werden, gestalteten sich die Ausschreibungen für Bestandsfahrzeuge schwierig. Teils gab es keine Bewerber, teils gab es formelle Fehler oder die angebotenen Preise entsprachen nicht dem verfügbaren Budget. Stand Ende 2020 wurden Testinstallationen und Ausrüstungsvereinbarungen über mehr als 100 Triebfahrzeuge der Baureihen 163 (31 Stück), 363 (47 Stück), 742.7 und 753.7 (30 Stück) seitens ČD Cargo mit den Ausrüstern AŽD Praha und ČD – Telematika geschlossen. Es wird aber von einem Bedarf von etwa 500 Fahrzeugen allein bei ČD bis 2025 ausgegangen.
Für das Jahr 2023 wurden seitens der tschechischen Regierung mehr als 1 Mrd. Kčs für die Fahrzeugausrüstung bewilligt. Dabei sind auch Zuschüsse für bis zu 70 Jahre alte Fahrzeuge sowie für Fahrzeuge von Wirtschaftsunternehmen enthalten. Speziell genannt werden die Lokbaureihen 753 („Brillen“), 365 (ex SNCB 12), 749 („Bardotka“), 813.2, 830/831. Anfang Februar 2023 gab Alstom den Vertragsabschluss für die Lieferung von Einbausystemen für die Baureihen 680 („Pendolino“) und 471 („CityElefant“) bekannt.
Die tschechische Sicherheitskommission beschloss im Dezember 2020 einen Plan zur Erhöhung der Sicherheit auf regionalen Bahnstrecken im Umfang von umgerechnet rund 1,7 Mrd. Euro. Rund 4500 km Regionalstrecken sollen demnach in den Jahren 2021 bis 2039 mit ETCS ausgerüstet werden. Hochbelastete bzw. schnell befahrene Strecken (insgesamt rund 1700 km) sollen mit ETCS Level 1 oder 2 ausgerüstet werden, die übrigen Strecken sollen eine vereinfachte Ausrüstung erhalten.
Die tschechische Regierung genehmigte im September 2021 einen ETCS-Rolloutplan, der die Ausrüstung von rund der Hälfte des 9.500 km langen Netzes bis 2030 vorsieht. Die erwarteten Kosten betragen 47 Milliarden Kronen (rund zwei Milliarden Euro). Unter anderem soll das Sicherheitsniveau erhöht werden. Der Plan benennt die spätesten Umrüstzeitpunkte je Strecke, den voraussichtlich notwendigen Aufwand und die späteste notwendige Fahrzeugausrüstung. Die Regierung kündigte Unterstützung bei der Fahrzeugausrüstung an. Zu diesem Zeitpunkt waren rund 650 km des Netzes mit ETCS ausgerüstet.
Seit Januar 2025 sind Hauptkorridore mit ETCS Level 2 in Betrieb. In Folge von zwei GSM-R-Ausfällen im März 2025, in deren Folge mit konventioneller Signalisierung und reduzierter Geschwindigkeit gefahren wurde, verschob Správa železnic den ursprünglich für die zweite Jahreshälfte 2025 geplanten Abbau der konventionellen Stellwerke und Signale. Eine Entscheidung hierüber soll nunmehr 2027 fallen.

### Vereinigtes Königreich
In Großbritannien fiel im Mai 2003 die Entscheidung, mit der Cambrian Line zunächst eine vergleichsweise schwach ausgelastete Strecke mit ETCS Level 2 auszurüsten. Nachdem der Auftrag 2006 vergeben wurde, kam es infolge unklarer Systemspezifikationen (SRS 2.2.2, 2.3.0, 2.3.0d) zu Verzögerungen. Ursprünglich war die Inbetriebnahme der schwach befahrenen, rund 200 km langen Strecke für 2008 geplant. Ende 2008 begann die Ausrüstung der Strecke und der auf ihr verkehrenden Fahrzeuge. Aufgrund von Problemen der Ablesbarkeit der Triebfahrzeugführeranzeigen bei starker Sonneneinstrahlung verzögerte sich die Inbetriebnahme weiter. Das System wurde am 29. Oktober 2010 auf einem ersten Abschnitt (35 km) in Betrieb genommen. Der Betrieb auf der gesamten eingleisigen Strecke wurde Ende März 2011 aufgenommen. Dazu wurden 24 Dieseltriebzüge (Baureihe 158) sowie drei Bahndienstfahrzeuge mit ETCS ausgerüstet.
2011 sollten weitere Strecken in Großbritannien folgen.
Aus den Anforderungen und den Erfahrungen dieses Projekts entstand ein ERTMS-Teil im nationalen betrieblichen Regelwerk (National Rule Book).
Die Great Western Main Line soll zwischen 2018 und 2021 mit ETCS Level 2 (mit Signalen) ausgerüstet werden. In einem weiteren Projekt kooperiert der britische Schienennetzbetreiber Network Rail mit Hitachi bei der Entwicklung einer ETCS-Level-2-Lösung, basierend auf Hitachis japanischer Stellwerkstechnik.
Anfang der 2010er Jahre war geplant, die East Coast Main Line (ECML) bis 2019 mit ETCS Level 2 auszurüsten. Ein Rahmenvertrag sollte im Juni 2018 ausgeschrieben werden. Auf der High Speed 1 sollte ETCS im Laufe der 2010er Jahre eingeführt werden. Außerhalb des Kernnetzes sollten bis etwa 2020 eine Reihe weiterer Strecken ausgerüstet werden. Im Mai 2025 ging ETCS Level 2 auf der 5 km langen Northern City Line in Betrieb, als Vorläufer für die Ausrüstung eines 160 km langen Abschnitts der ECML.
Thameslink plante, auf seiner Stammstrecke in London ab 2017 Züge mit ETCS Level 2 (Hochleistungsblock mit Signalen) zu führen. Ab 2018 sollte – erstmals mit ETCS – ein automatischer Fahrbetrieb (ATO) erfolgen, planmäßig mit 24 Zügen pro Stunde und Richtung. Über nationale Pakete (Pakete 44) sollen unter anderem Haltezeit- und Fahrempfehlungen, Informationen zur seitenselektiven Türsteuerung übermittelt werden. Thameslink hatte sich 2009 für den Automatikbetrieb entschieden, da nur so der geforderte Hochleistungsfahrplan mit der gewünschten Qualität erreichbar wäre. Die Streckenausrüstung wurde an Invensys Rail (heute Siemens), die Fahrzeuge (Britische Klasse 700) 2013 an Siemens vergeben. Aufgrund von Problemen beim Fahrplanwechsel im Mai 2018 wurde die weitere Einführung zeitlich gestreckt, um die Pünktlichkeit zu erhalten. Seit Mai 2019 werden 20 Züge pro Stunde und Richtung gefahren. Für darüber hinaus gehende Leistungssteigerungen ist ATO erforderlich. ATO wird seit 11. Dezember 2019 auf Zügen des Regelverkehrs erprobt. Bis Herbst 2023 fuhren rund 100.000 Züge mit ETCS und rund 80.000 zusätzlich mit ATO über die Strecke. Der Betrieb mit 24 Zügen pro Stunde und Richtung wurde bislang nicht erreicht (Stand: Mai 2025).
Das Projekt Crossrail setzt, obwohl Teil des Transeuropäischen Verkehrsnetzes, auf ein CBTC-Zugbeeinflussungssystem.
Network Rail betreibt einen ETCS-Testzug der Baureihe 313.
Im Dezember 2017 erhielt Siemens den Auftrag für ETCS-Umrüstung von etwa 750 Güterzuglokomotiven aller großen Betreiber. Die Umrüstung soll 2022 beginnen.
In Wales wird eine Eisenbahn-Testanlage mit zwei vier bzw. sieben Kilometer langen Ringen mit ETCS ausgerüstet.

### ETCS im 1520-mm-Breitspurnetz
Das auch als Russische Breitspur bezeichnete Eisenbahnnetz umfasst im Kern Russland mit angrenzenden Ländern der ehemaligen UdSSR sowie Finnland und die Mongolei. Insgesamt betreibt man mit diesem Standard in der östlichen Hälfte Europas, Zentral- und Nordostasien etwa 225 000 km Eisenbahnstrecken. In Asien grenzt es an die regelspurigen Netze der Türkei, des Iran sowie Chinas und Koreas.
Durch die enge Zusammenarbeit der westeuropäischen Signalindustrie mit chinesischen Herstellern und Betreibern sowie der Orientierung des chinesischen Systems CTCS an ETCS ergibt sich für das 1520-mm-Breitspurnetz ein sehr großer Wirtschaftsraum mit Brückenfunktion. Aufgrund der starken wirtschaftlichen Verflechtungen der Nachfolgestaaten der UdSSR stimmen sich deren Bahnverwaltungen weiterhin bei der Einführung moderner technischer Lösungen im Signalbereich ab, auch wenn deren Lieferung nicht aus Russland erfolgt. Die Organisation einer neuen Seidenstraße mit starkem Transitverkehr zwischen Ostasien und Zentraleuropa verstärkt die technische und logistische Zusammenarbeit der Eisenbahnen.
Entsprechend der wirtschaftlichen Anforderungen wird die technische Standardisierung weiterhin maßgeblich durch die Russische Eisenbahn RZD mit ihrem Forschungsinstitut VNIIZhT bestimmt. Im Bereich der Signalisierung wurde seit 2007 gemeinsam mit der Firma Hitachi Rail STS das System ITARUS-ATC als Äquivalent zum westeuropäischen ETCS entwickelt. Diese Zusammenarbeit wurde durch entsprechende Beschlüsse der ERA unterstützt.
Für die Olympischen Winterspiele 2014 in Russland sollte die Strecke nach Sotschi mit der ITARUS-ATC-Zugbeeinflussung ausgerüstet werden.
Eine Homologierung von ITARUS-ATC bei der UIC als kompatibles System zu ETCS wird angestrebt. Bei einer Präsentation im Dezember 2015 wurde die Anwendung von virtuellen Balisen unter Einsatz von Radsensoren und Satellitenpositionierung als Ersatz für die Positionsbestimmung mit Eurobalisen verwendet. Damit ist das System sowohl mit ETCS L2 und L3 kompatibel.
Belarus bemüht sich um eine Lizenzierung des ITARUS-ATC-Systems, um diese KLUB-kompatible Zugbeeinflussung in den paneuropäischen Verkehrskorridoren 2 und 9 einzusetzen.
Finnland, als Teilbereich des 1520-mm-Breitspurnetzes, hat 2018 sein GSM-R-Netz stillgelegt und sich eine abweichende Funkkommunikation mit TETRA durch die EU genehmigen lassen, bis FRMCS verfügbar ist. Diese Lösung ist kompatibel mit in Russland verwendeten Ausrüstungen.

Die baltischen Länder Litauen, Lettland und Estland haben sich laut früheren Meldungen zur Einführung von ETCS bekannt. In Lettland soll zwischen 2017 und 2021 der Ost-West-Korridor mit ETCS ausgerüstet werden. Estland will laut Angaben von 2018 sein Netz binnen zehn Jahren vollständig mit ETCS ausrüsten.
Während sich die neuzubauende, regelspurige Rail Baltica streng an ERA-spezifiziertes ETCS mit GSM-R als Kommunikationskomponente halten wird, wird auf dem stark von Russland für den Transit genutzten 1520-mm-Netz eine Kompatibilität zu KLUB-Signalisierungen erhalten bleiben.

### ETCS im übrigen Europa
Ende 2003 vergab die Griechische Staatsbahn einen Auftrag zur Ausrüstung der Neubaustrecke Athen – Kiato mit ETCS Level 1. Die Strecke zum Flughafen Athen wurde zu den Olympischen Spielen 2004 in Betrieb genommen.
 Irish Rail wird bis 2026 auf seinem 1600-mm-Breitspur-Netz eine Mischung aus ETCS Level 1 und dem Bestandssystemen (u. a. Caws) einführen. Laut Angaben von April 2023 soll ETCS Level 1 im gesamten elektrifizierten Netz eingeführt und Fahrzeuge dafür ausgerüstet werden. 2025 ging die 120 km lange Strecke zwischen Dundalk und Greystones mit ETCS in Betrieb.
 In Kroatien wurde der Auftrag zur Ausrüstung des 34 km langen Streckenabschnitts Vinkovci–Tovarnik (Teil des europäischen Güterverkehrskorridors X) mit ETCS Level 1 im September 2008 vergeben.
 In Mazedonien wurde im Frühjahr 2015 der Auftrag zur ETCS-Level-1-Ausrüstung der Strecke Kumanovo–Beljakovtse vergeben.
 In Slowenien wurde 2012 die Ausrüstung des 350 km langen Korridors von Hodoš an der Grenze zu Ungarn über Ljubljana nach Sežana an der Grenze zu Italien und der Zweigstrecke nach Koper mit ETCS Level 1 vergeben. Seit 2017 ist die ETCS-Level-1 auf diesem Korridor im Einsatz, seit 2020 auch auf der Strecke Zidani Most–Dobova. In einem nächsten Schritt soll die Bestandsstrecke Pragersko–Sentilj mit ETCS ausgerüstet werden.
 Am 1. März 2025 nahm die Ungarische Staatsbahn ihre erste Strecke mit ETCS Level 2 in Betrieb: den 25 km langen Abschnitt Százhalombatta–Pusztaszabolcs der Hauptstrecke Budapest–Pécs. Bereits 2023 war die 110 km lange Strecke Sopron–Szombathely–Szentgotthárd des Infrastrukturbetreibers GySEV mit ETCS Level 2 ausgerüstet worden.
 2010 vergab der rumänische Infrastrukturbetreiber CFR SA einen Auftrag zur Ausrüstung eines 37 km langen Streckenabschnitts der Strecke Bukarest–Ploiești mit ETCS Level 2 (mit Signalen). Es ist die erste Anwendung von ETCS in Rumänien. Die Inbetriebnahme erfolgte am 12. Dezember 2015. Im November 2014 wurde ein Auftrag zur Ausrüstung der 170 km langen Strecke Simeria – Coşlariu – Sighișoara mit ETCS Level 2 erteilt.

### ETCS außerhalb von Europa

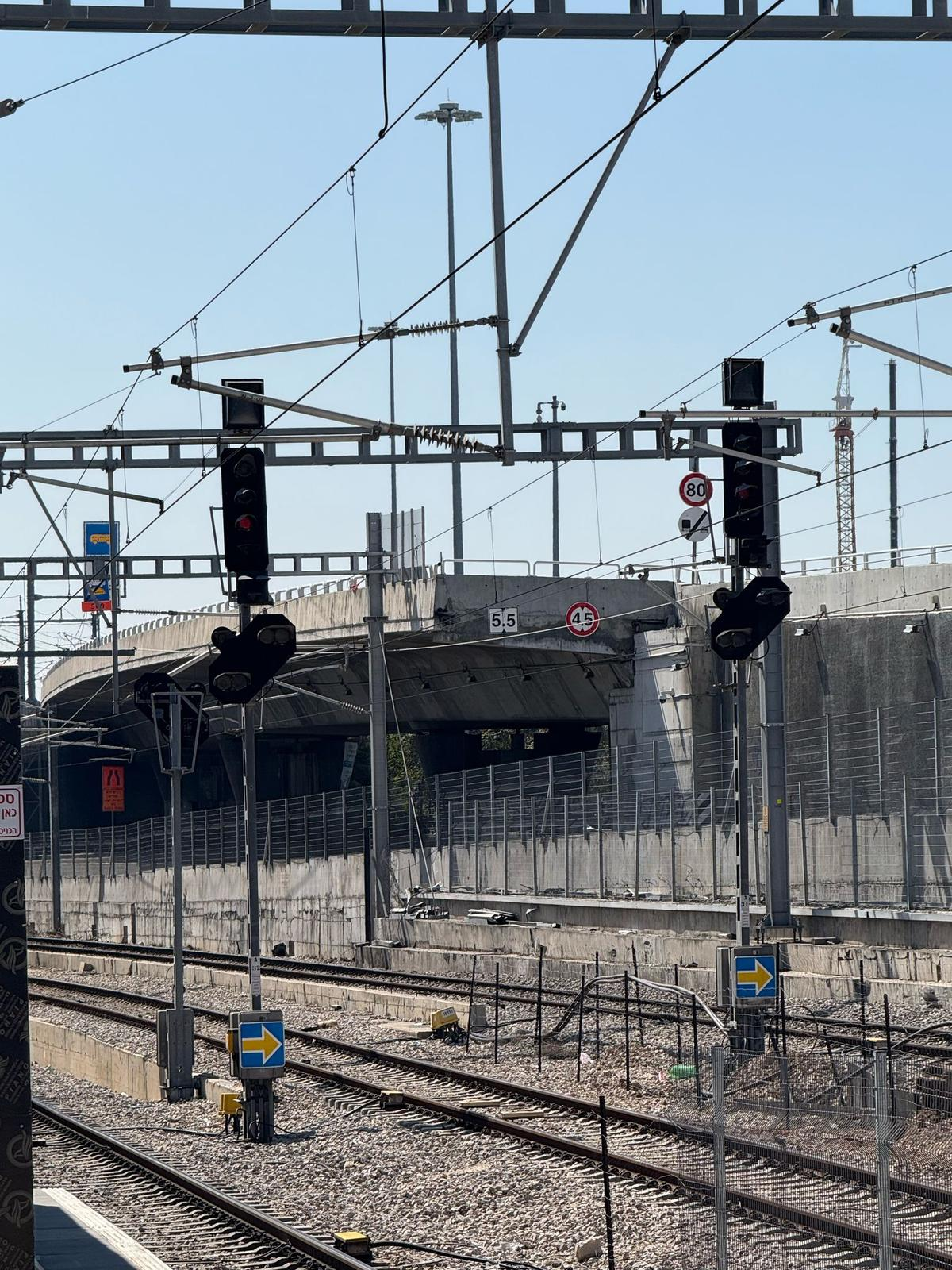
ETCS Stop Marker / ETCS-Halttafel in Tel Aviv Ha'Hagana, Israel

Im Jahr 2000 beschloss das indische Verkehrsministerium die Realisierung eines ETCS-Pilotprojekts auf der Strecke Delhi–Mathura. 2005 wurde ein Auftrag über Level 1 auf der 50 km langen Vorortstrecke zwischen Chennai und Gummidipoondi vergeben (einschließlich Fahrzeugausrüstung für 82 Fahrzeuge), später folgte ein Level-1-Auftrag über 200 km des Northern Railway zwischen Delhi und Agra (einschließlich 35 Lokomotiven). Ende 2014 sollte der Probebetrieb für ETCS Level 1 auf dem 66 km langen Abschnitt zwischen Basin Bridge und Arakkonam (Southern Railway) beginnen. ETCS Level 1 wird von den Indian Railways als Train Protection and Warning System bezeichnet. Der Verwaltungsrat der Indian Railways beschloss am 15. Dezember 2017, das gesamte, rund 9000 km lange Netz zwischen den vier indischen Metropolregionen und 6000 Fahrzeuge mit ETCS Level 2 auszurüsten. Ziel sei ein unfallfreier Betrieb. Eine Variante von ETCS Level 1 komme bereits auf einer 342 km langen Strecke zum Einsatz und habe dort zu einem unfallfreien Betrieb geführt. Die flächige Einführung von ETCS Level 2 sollte noch 2018 beginnen (Stand: Februar 2018). Im Februar 2018 wurde die Einführung von ETCS Level 2 im gesamten indischen Breitspurnetz (rund 60 000 km) angekündigt. Auch acht geplante Regionalschnellverkehrslinien im Großraum Delhi sollen mit ETCS Level 2 (Baseline 3) ausgerüstet werden. Nach Angaben von 2019 soll auf der 82 km langen Strecke Delhi–Ghaziabad–Meerut erstmals ETCS Level 2 in Betrieb gehen. Ende 2019 schrieb Indian Railways die ETCS-L2-Ausrüstung für Streckenabschnitte mit einer Gesamtlänge von 650 km aus. Sollte sich ETCS bewähren, soll die Ausrüstung weiterer Abschnitte folgen. Im Juli 2020 entschied Indian Railways hingegen, die meisten hochausgelasteten Strecken mit der im eigenen Land entwickelten Zugbeeinflussungssystem Kavach beziehungsweise „Train Collision Avoidance System“ (TCAS) auszurüsten, das u. a. auf RFID-Tags im Gleis, Basisstationen an Bahnhöfen sowie GPS-Ortung basiert.
 Die Volksrepublik China schloss in den 2000er Jahren Verträge mit vier ETCS-Streckenausrüstungen ab. Das chinesische Zugbeeinflussungssystem CTCS ist ab Level 3 direkt kompatibel mit ETCS Level 2. Das System CTCS-3 wurde ab 2009 in der Volksrepublik China auf der fast 1000 km langen Hochgeschwindigkeitsstrecke zwischen Wuhan und Guangzhou erstmals in Betrieb genommen. Inzwischen ist das chinesische Hochgeschwindigkeitsnetz mit über 18 000 km das längste der Welt.
 Die sechs im Golf-Kooperationsrat zusammengeschlossenen Staaten der Arabischen Halbinsel (Bahrain, Katar, Kuwait, Oman, Saudi-Arabien und Vereinigte Arabische Emirate) beschlossen, ETCS Level 2 als gemeinsames Zugbeeinflussungssystem zu nutzen. Im Juni 2009 ging in Saudi-Arabien ETCS Level 1 auf den beiden Bahnstrecken zwischen der Hauptstadt Riad und Dammam in Betrieb. Die Umrüstung der 556 km langen Güter- und der 449 km langen Reiseverkehrsstrecke ist der erste Einsatz von ETCS in der arabischen Welt. Das Auftragsvolumen, einschließlich der Ausrüstung mit GSM-R, lag bei umgerechnet 91 Millionen Euro. Die Erneuerung der Leit- und Sicherungstechnik mit neuen Stellwerken und ETCS war 2005 begonnen worden. Auf weiteren Strecken kommt ETCS Level 2 zum Einsatz. Teilweise sind Systeme für automatische Wagenzustandskontrollen (so genannte CheckPoints) an ETCS angebunden. Im Januar 2009 wurde ein Vertrag zur Ausrüstung der ersten Stufe des Schienennetzes in den Vereinigten Arabischen Emiraten mit ETCS Level 2 bekanntgegeben. Im April 2009 wurde ein Auftrag zur Ausrüstung der 2400 km langen Nord-Süd-Linie mit ETCS Level 2 und weiteren Systemen vergeben. Es war der erste Auftrag für ETCS Level 2 im Nahen Osten und der Auftrag für die längste Level-2-Ausrüstung weltweit. Im Februar 2023 ging mit dem „UAE freight network“ ein 900 km Güterverkehrsnetz mit ETCS Level 2 in Betrieb. Auch eine 303 km lange Strecke zwischen den Hauptstädten der VAE, Abu Dhabi, und Oman, Sohar, wird mit ETCS Level 2 ausgerüstet. Dies sei „das erste länderübergreifende Eisenbahnnetzwerk im Nahen Osten und der arabischen Welt“.
 Im Iran soll als erste Strecke die Schnellfahrstrecke Teheran–Isfahan mit ETCS Level 2 ausgerüstet werden. Insgesamt sollen sechs neue Strecken im Gesamtumfang von 2800 km mit ETCS ausgerüstet werden.
 In Israel sollte ETCS Level 2 zwischen 2018 und 2022 im gesamten Netz die PZB ablösen. Die Ausschreibung, in drei Teilen (ETCS-Infrastruktur, ETCS-Fahrzeuggeräte, GSM-R), sollte 2016 erfolgen. Unter anderem soll die Kapazität auf stark befahrenen Korridoren angehoben werden. Die Ausschreibungen für Strecken- und Fahrzeugausrüstung waren 2018 im Gang, die Inbetriebnahme sollte möglichst 2020 erfolgen. Insgesamt soll ETCS auf 625 Streckenkilometer des Bestandsnetzes sowie 255 km Neubau in drei Stufen bis 2023 in Betrieb genommen werden. Daneben wurde ein GSM-R-Netz neu aufgebaut. Die ETCS-Einführung in Israel wird von massiv steigender Nachfrage und knapper werdenden Kapazitätsreserven getrieben, insbesondere im »Ayalon Corridor« in Tel Aviv. Mit ETCS Level 2 könne dessen Kapazität von 14 auf 17 Züge pro Stunde und Richtung gesteigert werden. Darüber hinaus solle die ETCS-Einführung zu mehr Sicherheit, Energie sparen, die Auslastung des Rollmaterials verbessern und perspektivisch die zulässige Höchstgeschwindigkeit damit von 160 auf 250 km/h angehoben werden. 2017 wurde mit der ETCS-Einführung auf dem Ayalon Corridor begonnen, die Inbetriebnahme soll 2019 erfolgen und sämtliche Fahrzeuge bis dahin umgerüstet werden. Die weitere Rollout soll zwischen 2020 und 2025 folgen. Durch den ab 2026 geplanten Rückbau der damit entbehrlichen Anlagenteile der Leit- und Sicherungstechnik sollen bis zu 2 Mio. Euro pro Jahr eingespart werden. Die Einführung von ETCS soll rund 750 Millionen Euro kosten.
 In Australien fiel bei Sydney Trains nach einem Unfall aufgrund überhöhter Geschwindigkeit (im Jahr 2003) die Entscheidung, ETCS Level 1 als Ergänzung zum bestehenden Signalsystem einzusetzen. Unter 67 untersuchten Zugbeeinflussungssystemen wurde letztlich ETCS ausgewählt und im April 2007 eine herstellerübergreifende Arbeitsgruppe gebildet und ETCS auf einem kurzen Abschnitt der Strecke Sydney–Lithgow erprobt. Ende der 2000er Jahre bestand ernsthaftes Interesse für ETCS-Anwendungen im Vorortverkehr in Sydney, Brisbane und Melbourne sowie Fernstrecken der Queensland Rail. 2013 wurde ein Auftrag zur Ausrüstung des Nahverkehrsnetzes von Adelaide mit ETCS Level 1 vergeben. Unter der Bezeichnung Advanced Train Control System (ATCS) wurde in Australien um 2015 die Einführung von ETCS Level 2 zur Leistungssteigerung auf vielbefahrenen Streckenabschnitten erwogen. Eine Erprobung des ersten ETCS-Systems in Australien wurde im Juni 2016 vorläufig abgeschlossen. In Verbindung mit ATO und einem Verkehrsleitsystem sollen mit ETCS 24 Züge pro Stunde und Richtung ermöglicht werden, zur Bewältigung von Störungen bis zu 30. Das Projekt soll bis 2024 vollständig in Betrieb gehen.  Auch in Brisbane ist eine ergänzende Ausrüstung mit ETCS Level 1 und einem späteren Wechsel auf ETCS Level 2 geplant. 75 neue Triebzüge, die im Dezember 2013 beauftragt wurden, sind für die Nachrüstung von ETCS Level 2 vorbereitet. Im Juni 2016 kündigte die Regierung von Queensland an, bis 2021 ETCS in Brisbane einführen zu wollen. Mit Investitionen von 634 Millionen Australischen Dollar soll die Kapazität im Kern um acht Züge pro Stunde bzw. 20 Prozent gesteigert werden. 20 Millionen zusätzliche Fahrgäste sollen somit jährlich durch den Stadtkern befördert werden. Der Stadtkern sowie der neue Innenstadtstrecke Cross River Rail (CRR) sollen im Rahmen eines gesamthaften ETCS-Projekts ausgerüstet werden. Im Zuge der Wirtschaftlichkeitsrechnung wurde ETCS Level 2 ohne Signale, mit automatischem Fahrbetrieb (ATO) mit Triebfahrzeugführer (GoA 2) berücksichtigt. Simulationen hätten gezeigt, dass die geforderte Leistungsfähigkeit ohne ETCS nicht erreicht werden könne. 2020 begann die Ausrüstung einer ersten Strecke zu Testzwecken, die seit Februar 2023 auf voller Länge mit ETCS befahren wird. Darüber hinaus soll im Raum Sydney ETCS auf ersten Strecken 2024 in Betrieb gehen, das übrige Netz bis in die 2030er Jahre ausgerüstet werden.
 In Neuseeland vergab Ontrack 2009 einen Auftrag zur Ausrüstung mit ETCS Level 1. Ausgerüstet wurden drei Vorortstrecken (insgesamt 150 km) im Großraum Auckland, die parallel modernisiert und elektrifiziert werden. Dies ist die erste Installation des europäischen Zugbeeinflussungssystems in Neuseeland. Im April 2014 ging die erste ausgebaute Strecke, zwischen Auckland und dem Vorort Onehunga, in Betrieb. In Auckland soll der „City Rail Link“ Mitte 2024 mit ETCS Level 1 in Betrieb gehen. KiwiRail erwägt, Güterzuglokomotiven auf der Nordinsel mit ETCS auszurüsten.
 In Mexiko ist ETCS Level 1 auf der 27 km langen Vorortbahn (FS1) zwischen den Stationen Buenavista in Mexiko-Stadt und Cautitlán im Bundesstaat Mexico seit dem 7. Mai 2008 im Einsatz. 2014 wurde ein Auftrag zur Ausrüstung der 58 km langen Strecke Mexiko-Stadt–Toluca mit ETCS Level 2 und automatischem Betrieb (ATO) vergeben. 2021 wurde die Ausrüstung des rund 1500 km langen Projekts Tren Maya mit ETCS vergeben.
 In Brasilien wurde die Ausrüstung des 223 km langen S-Bahn-Netzes von Rio de Janeiro (SuperVia) mit ETCS Level 1 im Frühjahr 2011 vergeben. Die Zugfolgezeiten sollten damit auf drei Minuten halbiert werden. Die Betriebsaufnahme war, gestaffelt, zwischen November 2012 und Juli 2013 geplant. Es ist der erste Einsatz von ETCS in Südamerika. Ab Juni 2025 sollen zwei Linien der Companhia Paulista de Trens Metropolitanos in São Paulo mit ETCS Level 2 ausgerüstet werden. Diese erste Anwendung von ETCS Level 2 in Lateinamerika soll binnen sechs Jahren umgesetzt werden.
 In Chile wurde im Oktober 2013 ein Vertrag zur Ausrüstung des 22 km langen Streckenabschnitts zwischen Santiago de Chile und Nos (Strecke Santiago–Rancagua, »Metrotrén Nos«) mit ETCS Level 1 vergeben. Damit sollen Zugfolgezeiten von vier Minuten realisiert werden. Es ist die zweite Anwendung von ETCS in Lateinamerika. Neben dem vorgenannten Streckenabschnitt ging ETCS Level 1 zwischenzeitlich auch der S-Bahn-Strecke von Valparaíso und Viña del Mar zwischen Puerto und Limache in Betrieb. Die Strecke soll nach La Calera erweitert werden, wobei auch ETCS Level 2 erwogen wird. Zukünftig soll ETCS auch auf der Gesamtstrecke zwischen Santiago und Valparaíso eingesetzt werden. Zwischen Santiago und Melipilla soll erstmals ETCS Level 2 in Südamerika zum Einsatz kommen.
 In Algerien war 2009 bereits ein Vertrag über eine kommerzielle ETCS-Anwendung abgeschlossen. 2011 wurde der Auftrag zur Ausrüstung der 290 km langen Hochplateau-Strecke zwischen M'Sila und Tissemsilt mit ETCS Level 1 vergeben. Ende 2014 wurde der Auftrag zur Sicherungstechnik-Ausrüstung der 90 km langen Strecke zwischen Beni Mansour und Bejaia mit ETCS Level 1 vergeben. Im Dezember 2015 wurde ein Vertrag zur Ausrüstung von 140 km Strecken um Algier mit ETCS Level 1 bis 2019 bekannt. Insgesamt soll ETCS auf einer Länge von 1600 km zum Einsatz kommen (Stand: 2013).
 In Marokko wird mit der LGV Tanger–Kenitra, die erste Hochgeschwindigkeitsstrecke auf dem afrikanischen Kontinent, mit ETCS Level 2 ausgerüstet.
 In Libyen soll ETCS auf einer Länge von 2800 km eingesetzt werden (Stand: 2013).
 In der Türkei wird ETCS Level 2 erstmals auf dem 212 km langen Streckenabschnitt Ankara–Konya installiert. Auf der im Dezember 2010 fertiggestellten Abschnitt erfolgten unter ETCS Level 1 bislang nur Testfahrten mit maximal 120 km/h (Stand: 2011). Künftig sind hier 250 km/h zugelassen. Im Projekt Marmaray wird ETCS Level 1 für Fernverkehrszüge verwendet, für S-Bahnen CBTC. Bereits 2009 liefen in der Türkei Verträge über kommerzielle ETCS-Projekte mit vier Ausrüstern.
 In Toronto (Kanada) soll das Nahverkehrssystem GO Transit mit ETCS Level 2 ausgerüstet werden. Dies gilt als die erste ETCS-Ausrüstung in Nordamerika.  In den Vereinigten Staaten wurde erwogen, im Rahmen des Projekts California High-Speed Rail ETCS zwischen San José (Kalifornien) und Los Angeles einzusetzen. Es wird erwogen, das Projekt bis Ende 2022 in reduzierter Form umzusetzen.
 In Ostafrika werden eine Reihe von Strecken erwogen bzw. geplant, die einheitlich ERTMS Regional nutzen sollen. Die 19 erwogenen Strecken befinden sich in den Ländern Burundi, Kongo, Kenia, Ruanda, Südsudan, Tansania und Uganda.  In Sambia gaben Zambia Railways Mitte 2014 die Einführung von ERTMS Regional (mit möglichst wenigen Außenanlagen) auf der 848 km langen Nord-Süd-Strecke zwischen Livingstone und Chingola bekannt.  Die seit 2012 im Bau befindliche Strecke zwischen Awash und Weldiya (Woldia) in Äthiopien wird mit ETCS Level 1 ausgerüstet. Tansania plant, ETCS Level 2 auf einem im Bau befindlichen Netz einzuführen.
 In Südafrika plante der Netzbetreiber Passenger Rail Agency of South Africa, bis 2022 eine modifizierte Variante von ETCS Level 2 in den Räumen Johannesburg, Durban und Cape Town zum Einsatz zu bringen. Um häufigen Diebstählen und mutwilligen Beschädigungen entgegenzuwirken, soll insbesondere auf Eurobalisen verzichtet werden. Ab 2025 war die Entfernung konventioneller Signale und ein Betrieb mit virtuellen Blockabschnitten geplant. Nach einer Ausschreibung, im Jahr 2015, waren 2020 zwei Streckenabschnitte ausgerüstet und die Ausrüstung weiterer Strecken in Vorbereitung. 2023 wurde in der Provinz Gauteng an insgesamt 99 Bahnhöfen neue Stellwerkstechnik in Betrieb genommen, die für ETCS Level 2 vorbereitet ist. Im Rahmen eines Pilotprojekts wurde auf 7 Bahnhöfen ETCS Level 2 in Betrieb genommen.
 In Taiwan wurde Mitte der 2000er Jahre das gesamte Kernnetz mit ETCS Level 1 ausgerüstet. 2013 war auf 1800 km Streckenkilometern ETCS in Planung bzw. in Betrieb.
 In Malaysia wurde 2011 ein Auftrag zur Ausrüstung der Kuala Lumpur Monorail mit ETCS Level 1 vergeben. Die Ausrüstung einer S-Bahn-Strecke zum Flughafen Subang mit ETCS Level 1 wird erwogen.
 Die südkoreanische Infrastrukturbehörde KNRA plante 2007, binnen zwei bis drei Jahren das gesamte konventionelle Netz mit ETCS auszurüsten und damit auch größere Geschwindigkeiten zu realisieren. Ein rund 700 km langer Pilotabschnitt des Kernnetzes, zwischen Seoul und Busan bzw. Mockpo, mit ETCS Level 1 lief 2004 an und war 2006 in Betrieb. 2009 waren Verträge mit zwei ETCS-Ausrüstern geschlossen. Im September 2010 wurde ein Auftrag zur Ausrüstung des Streckenabschnitts zwischen Mangu und Seoul mit ETCS Level 1 vergeben. Hochgeschwindigkeitsstrecken mit einer Gesamtlänge von 3861 km sollen mit ETCS Level 2 und LTE-R ausgerüstet werden.  Die südkoreanische Regierung begann 2012 ein Forschungs- und Entwicklungsprojekt zur Standardisierung der Leit- und Sicherungstechnik. Daraus ging zunächst das Korean Train Control System 2 (KTCS-2) hervor, das erstmals 2023 auf der 180 km langen Jeolla-Linie zwischen Iksan und Yeosu in Betrieb genommen wurde. KTCS soll „ETCS-Standards“ erfüllen. KTCS-2 entspricht ETCS Level 2. Mit KTCS-3 befindet sich ein System ohne streckenseitige Gleisfreimeldung in Entwicklung. Ein entsprechender Fahrzeugrechner (KVC) soll bis Ende 2024 entwickelt werden. KTCS-3 ist die koreanische Ausprägung von ETCS Level 3. KVC ist die koreanische Bezeichnung für den EVC.
 In Indonesien wird eine 23 km lange S-Bahn-Neubaustrecke zum Flughafen Palembang, die 2018 in Betrieb gehen soll, mit ETCS Level 1 ausgerüstet. Weitere Strecken sollen mit einem auf ETCS aufbauenden System ausgerüstet werden.
In der philippinischen Hauptstadt Manila wird die Nahverkehrsachse North-South Commuter Rail mit ETCS Level 2 ausgerüstet.
 In Ägypten war um 2015 ETCS Level 1 geplant. Ein 2021 beauftragtes, 660 km langes Bahnsystem zwischen Rotem Meer und Mittelmeer soll mit ETCS Level 2 ausgerüstet werden. Der Auftrag wurde im Mai 2022 auf ein über 2000 km langes Hochgeschwindigkeitsnetz ausgedehnt, wobei „ein sicheres und zuverlässiges Signalsystem“ installiert werden soll, „das auf der Technologie des European Train Control System (ETCS) Level 2 basiert“.
 In Thailand entschied sich die Thailändische Staatseisenbahn 2015 zur schrittweisen Einführung von ETCS Level 1, für zukünftige Hochgeschwindigkeitsstrecken ist Level 2 vorgesehen. Der Netzbetreiber SRT entschied sich aufgrund veralteter Bestandstechnik und im Wettbewerb stehender Lieferanten, ETCS Level 1 auf seinem gesamten, rund 4500 km langen Netz einzuführen. Im Rahmen des zweigleisigen Ausbaus der Strecke Chachoengsao–Klong Sip Kao–Kaeng Khoi wurde 2018 ETCS Level 1 mit eingebaut. In Bangkok sollen mehrere Linien mit Level 1 ausgerüstet werden. 2023 wurde die Ausrüstung von 321 Streckenkilometern mit 48 Stationen im Raum Bangkok abgeschlossen.
 In Tunis (Tunesien) werden zwei Linien der S-Bahn mit ETCS Level 1 ausgerüstet (einschließlich 28 Fahrzeuggeräte). Die Inbetriebnahme war für Ende 2016 geplant (Stand: 2013). Ein erster Abschnitt der Linie E wurde am 20. März 2023 in Betrieb genommen.
 Im Senegal wurde im Januar 2019 das erste Teilstück der mit ETCS Level 2 ausgerüsteten Nahverkehrsstrecke zwischen der Hauptstadt Dakar und dem Flughafen Dakar-Blaise Diagne eröffnet. Der übrige Abschnitt soll bis 2020 folgen.
 In der sri-lankischen Hauptstadt Colombo soll ETCS Level 1 beim Ausbau des S-Bahn-Systems eingesetzt werden.
 In Kasachstan soll ETCS auf der 300 km langen Strecke zwischen Zhetygen und Altynkol (an der Grenze zu China) eingesetzt werden.

In Uruguay wird die 276 km lange Strecke zwischen Paso de los Toros und dem Hafen Montevideo mit ETCS Level 1 ausgerüstet.

## Diskussion

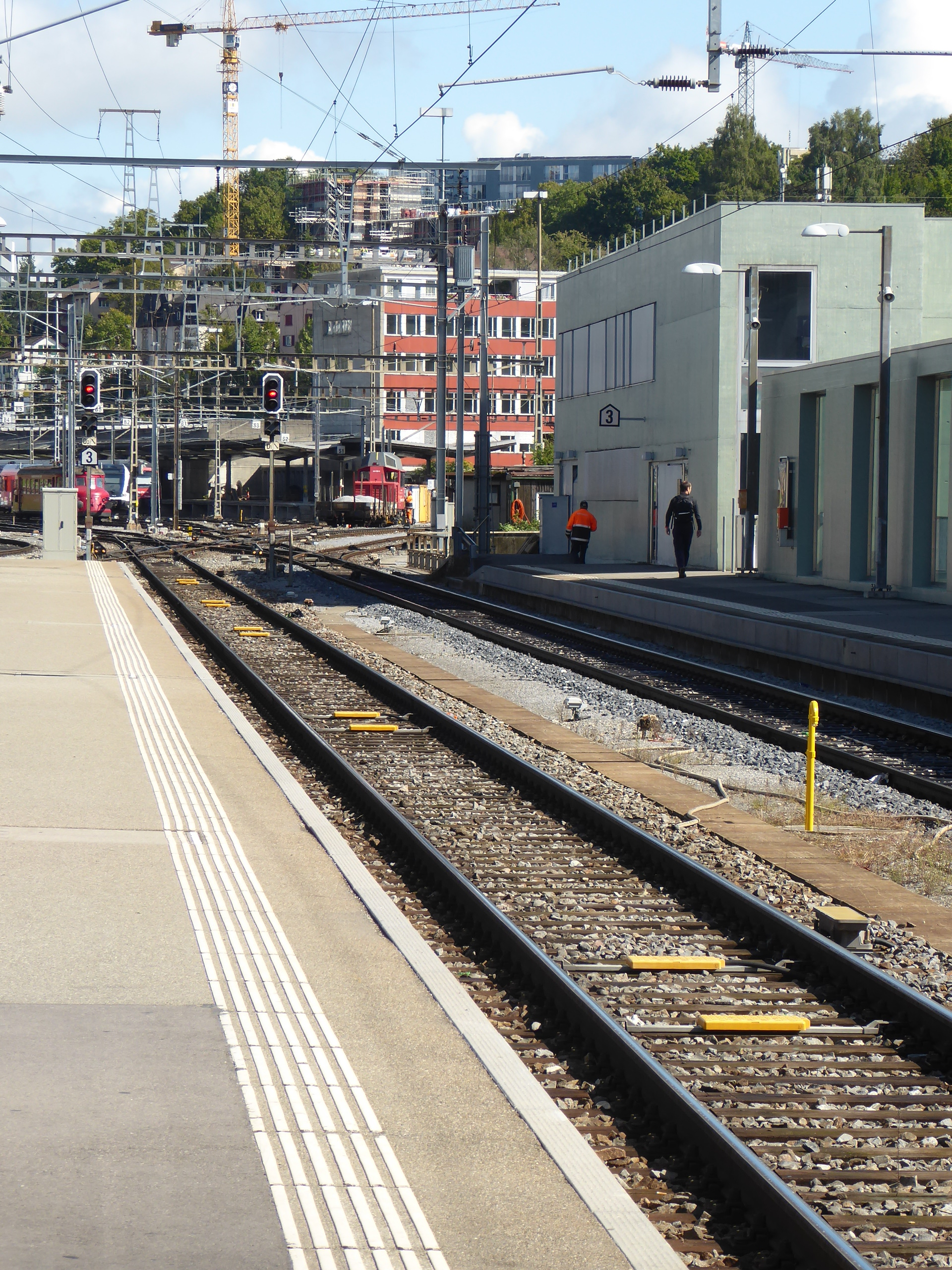
Um in Schaffhausen eine ZUB-121-Leiterschleife für kontinuierliche Signalübertragung durch ETCS zu ersetzen, war eine Kaskade von Balisen notwendig.

- Die Kapazitätswirkungen von ETCS hängen von vielen Randbedingungen des jeweiligen Projekts ab und können nicht pauschal angegeben werden.[598] Die Einführung von ETCS führt vielfach zu weniger Kapazität, beispielsweise aufgrund von Einschränkungen aus anderen Zugbeeinflussungssystemen, längerer Systemlaufzeiten, flacherer Bremskurven oder längerer Betriebsprozesse. Es bestehen jedoch einige Ansätze für Kapazitätssteigerungen, beispielsweise durch dichte Blockteilung und verkürzte Laufzeiten.[599] Bei Projekten wie Thameslink[467] oder Cross River Rail[535] gilt ETCS Level 2 in Verbindung mit automatischem Fahrbetrieb (ATO) als Voraussetzung, um die Leistungsanforderungen zu erfüllen. In der Schweiz erwarten die SBB längerfristig Kapazitätssteigerungen durch ETCS[414], gleichwohl habe ETCS durch flachere Bremskurven bislang auch zu Kapazitätseinbußen geführt[600]. ETCS ermöglicht eine Reihe von Optimierungen[601] und kann als Trägersystem[601] für weitere leistungssteigernde Techniken wie ATO oder Verkehrsleitsysteme dienen. Im Lötschberg-Basistunnel führt beispielsweise eine auf ETCS Level 2 aufsetzende Leittechnik zu einer Kapazitätssteigerung von 20 Prozent. Für Bahn-Infrastrukturbetreiber, die bereits über leistungsfähige Zugleit- und Zugbeeinflussungssysteme verfügen (DB Netz: LZB mit CIR-ELKE, SNCF Réseau: TVM), ist der Gewinn an Leistungsfähigkeit durch ETCS eher geringer als bei anderen Betreibern. Auch Systemlaufzeiten[602] spielen eine Rolle.
- Die für ETCS Level 2 erforderlichen Funkkanalkapazitäten können im Bereich von Rangierbahnhöfen und großen Eisenbahn-Knotenpunkten durch klassisches, verbindungsorientiertes GSM-R nicht immer erbracht werden. Mit der Annahme der Fortschreibungen von GSM-R Baseline 1 im Jahr 2016 können mittels paketvermitteltem GPRS-Übertragungsmodus ungefähr viermal mehr Züge parallel in ETCS geführt werden als mit verbindungsorientierten GSM-R. In manchen Ländern kann auch das erweiterte GSM-R-Frequenzband[603] genutzt werden.

### Vorteile
- Die Interoperabilität im Schienenverkehr erhöht sich. Dadurch kann zunehmend auf die Mehrfach-Ausrüstung von verschiedenen Zugbeeinflussungssystemen in einem Triebfahrzeug vermieden werden, was wiederum Kosten spart. Grundvoraussetzung hierfür ist allerdings ein durchgängiges mit ETCS ausgerüstetes Streckennetz. Während erste Netze (z. B. Luxemburg, Schweiz) in Kürze vollständig mit ETCS ausgerüstet sein werden, hinkt die Ausrüstung des europäischen Netzes früheren Erwartungen hinterher.
- Die Abwärtskompatibilität zu älteren nationalen Zugbeeinflussungssystemen („Class B-Systeme“) ist durch Level 0 und Level STM/NTC möglich (optional).
- Die Skalierbarkeit ist durch die Level 1, 2 und 3 gegeben. Dadurch kann ETCS den Ansprüchen verschiedener Strecken, Nutzungsprofile und Eisenbahnverwaltungen gerecht werden.

### Nachteile
- Während der Einführungsphase müssen in der Regel Alt- und Neusysteme parallel installiert sein. Je nach dem Vorgehen bei der Einführung müssen Fahrzeuge, Strecken oder beide doppelt ausgerüstet werden. Dabei sind auch Umleitungsmöglichkeiten zu berücksichtigen. Sämtliche Einbauten am Gleisrost sind zusätzlich Hindernisse bei Oberbauarbeiten, die den Aufwand selbst bei der laufenden Unterhaltung erhöhen.
- Mit der Einführung von ETCS sind erhebliche Kosten verbunden. Die Ausrüstung eines Triebfahrzeugs mit ETCS kostet typischerweise einige hunderttausend Euro.[604][605] Im Bestandsnetz erfordert die Einführung von ETCS Level 2 zumeist die Umstellung auf elektronische Stellwerke.
- Die langwierige ETCS-Entwicklungsgeschichte brachte eine Vielzahl von Versionen hervor, die untereinander nur begrenzt kompatibel sind. Besondere Anpassungen der einzelnen Betreiber erschweren die Interoperabilität weiter.[169]
- Während mit ETCS Zugbeeinflussungssysteme technisch vereinheitlicht werden können, werden die betrieblichen Regeln der einzelnen Länder nicht angeglichen. In Verbindung mit weiterhin bestehenden Sprachbarrieren bestehen damit auch mit ETCS weiterhin Barrieren für den grenzüberschreitenden Verkehr.

Der Verband Schweizer Lokomotivführer und Anwärter erachtet ETCS Level 2 nur für Hochgeschwindigkeitszüge geeignet. Für klassische Strecken sei das System „zu komplex“ und nicht tauglich für den Normalbetrieb. Es verursache Kosten in Milliardenhöhe, ohne die Sicherheit merklich zu erhöhen.

### Kosten
Nach einer Betrachtung in der Schweiz entfallen bei der Umrüstung von 25 Fahrzeugen einer Baureihe ungefähr 30 bis 40 Prozent auf die ETCS-Komponenten, 10 Prozent auf deren Einrichtung, 10 bis 20 Prozent auf notwendige technische Anpassungen am Fahrzeug sowie 20 bis 50 Prozent auf die Implementierung.
Die Nachrüstung von Triebzügen mit ETCS und weiteren Techniken im Digitalen Knoten Stuttgart kostet etwa 20 bis 30 Millionen Euro pro First-of-Class-Zug sowie 300.000 bis 400.000 Euro in der Serie. Dazu kommen Begleitkosten, beispielsweise für Ersatzfahrzeuge während der Umrüstung.